# Konya-Ereğli Ovası
Die Konya-Ereğli Ovası (Konya-Ereğli-Ebene; oft auch Konya-Ova; Lykaonische Ebene oder Lukkavaniya-Ebene in der Antike) ist ein ausgedehnter Senkenkomplex in der Türkei im südlichen Inneranatolien. Sie wird eingerahmt von den Gebirgen des Inneranatolischen Vulkanbogens im Westen und Osten, im Süden von Partien des Mittleren Taurusgebirges sowie im Nordosten von den Hochplateaus bzw. Bergländern Inneranatoliens südlich (Obruk Yaylası, Boz Dağlar) des Tuz Gölü (Großer Salzsee). Sie erstreckt sich zwischen den inneranatolischen Städten und Verwaltungszentren Konya (Provinzzentrum) im Nordwesten, Karaman (Provinzzentrum) im Südwesten, Ereğli (Konya Ereğlisi, Kreisstadt) im Südosten sowie Karapınar (Kreisstadt) im Nordosten westlich der „Zentralanatolischen Vulkanprovinz“ Kappadokiens. Überregionale Straßenverbindungen bestehen über die Staatsstraßen D715 nach Norden (Ankara) und Süden (Silifke), D300 nach Nordwesten (Afyonkarahisar) und Osten (Kappadokien), D330 nach Westen (Isparta) und Osten bzw. Südosten in die Çukurova (Adana, Mersin, Tarsus) sowie D695 nach Südwesten (Antalya). Linien der Anatolischen Eisenbahn führen über Ankara nach Nordost- und Nordanatolien einschließlich İstanbul, in die Çukurova und via Gaziantep (Bagdadbahn) nach Ost- und Südostanatolien sowie über Afyon nach Westanatolien einschließlich İzmir.

## Zur Lagesituation

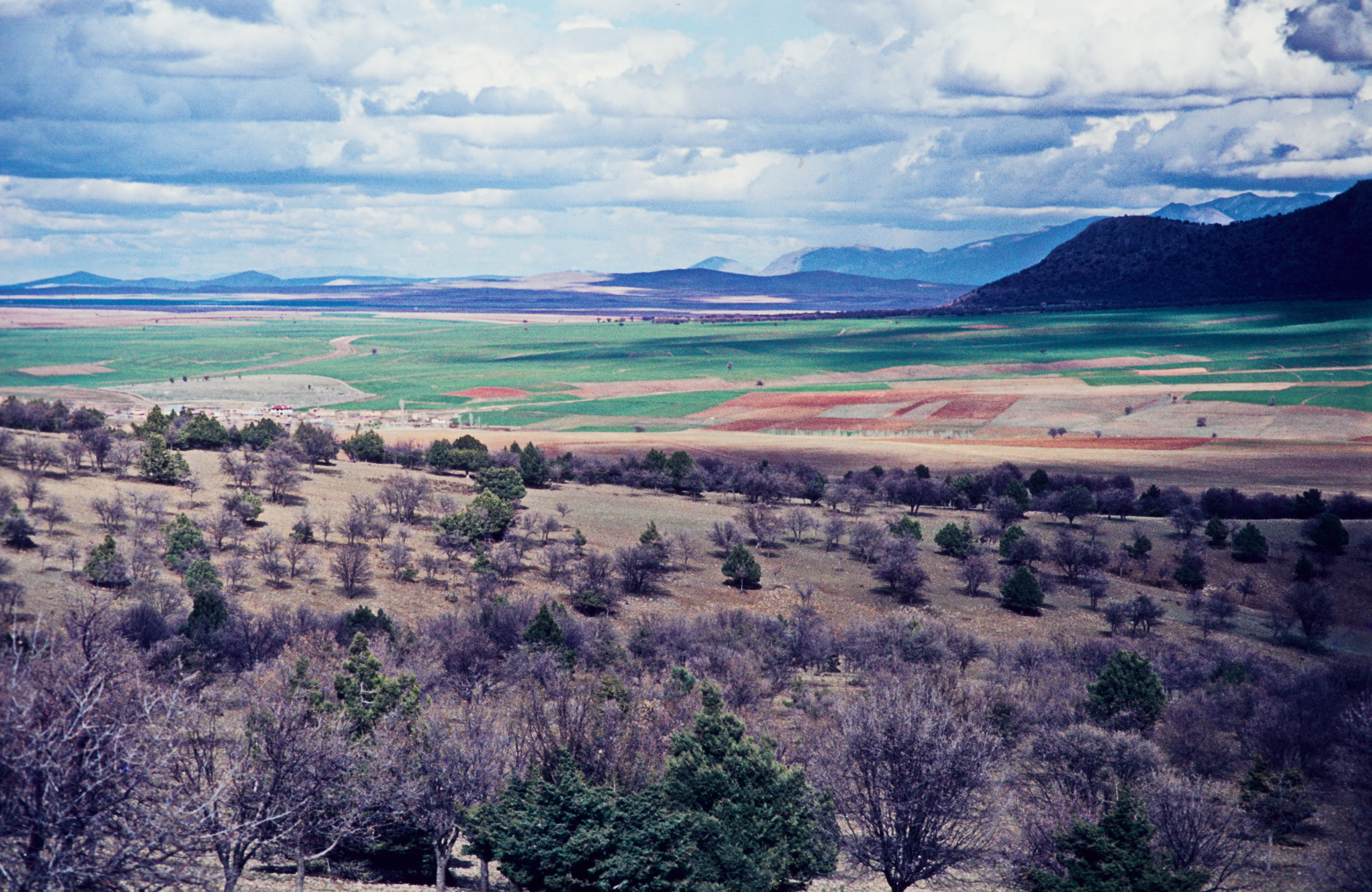
Die Konya-Ereğli Ovası zwischen Konya und Karaman nordöstlich von Dinek

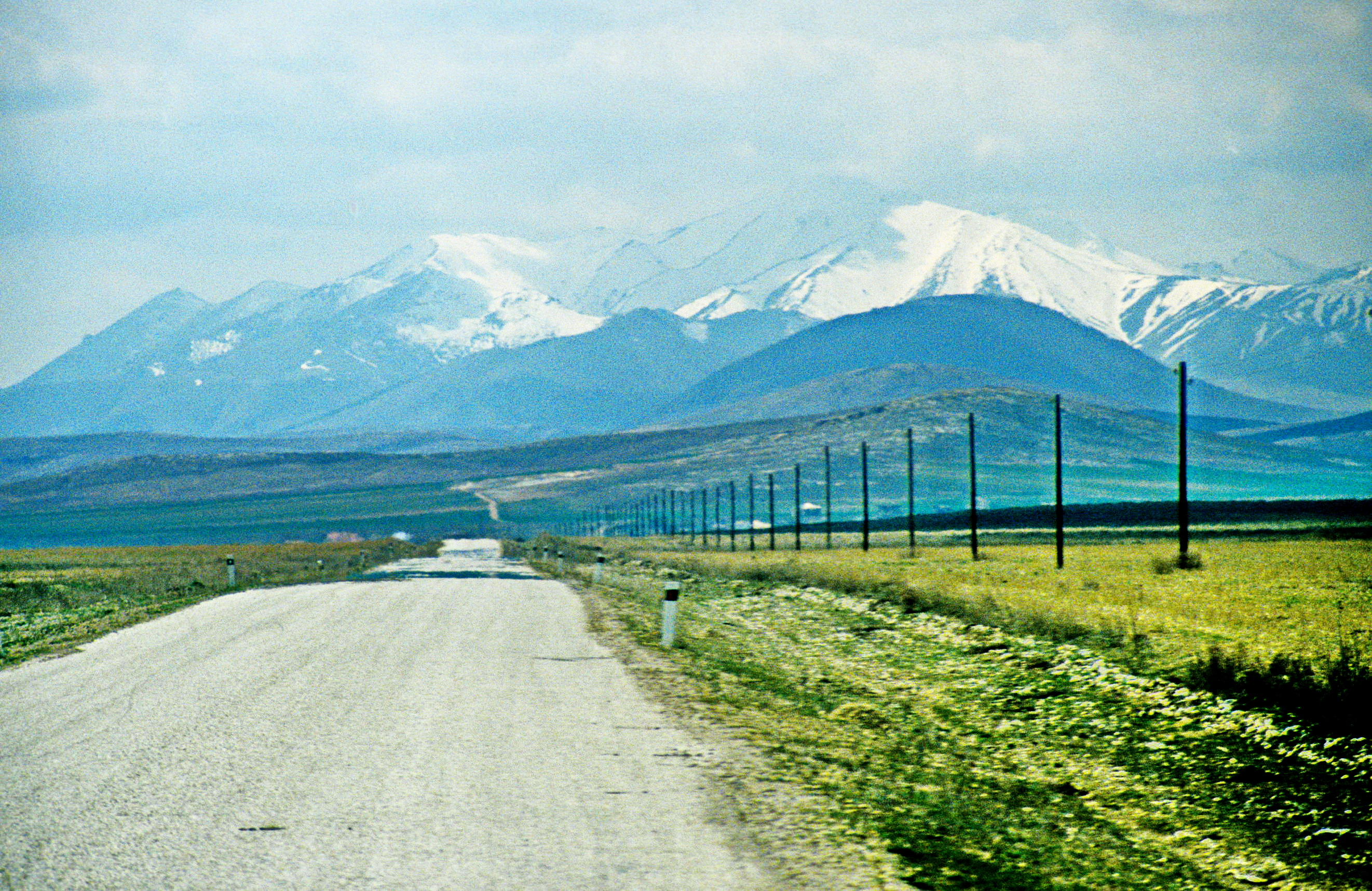
Konya-Ereğli Ovası bei Hasanoba mit Blick auf den Vulkan Karadağ bei Karaman

Die fast tischartig flache Ebene der etwa 8000 km² großen Konya-Ereğli Ovası, die mit einer O-W-Erstreckung von über 175 km und eine Breite von durchschnittlich 25–30 km ein Gebiet in Zentralanatolien zwischen 37° und 38° nördlicher Breite und 32° und 34° östlicher Länge umfasst, liegt auf einer mittleren Höhe von 1000 m. In ihrem östlichen Teil bei Karapınar ist sie durch eine Reihe hoher Vulkane, Karadağ (2271 m, andere vermerken: Mahlaç Tepesi 2288 m), Karacadağ und Hasan Dağı, eingeengt und in die Ereğli-Ebene im Osten und die Konya-Ebene im Westen geteilt. Darüber hinaus ist sie aufgrund tektonischer Vorgänge in verschiedene Teilebenen gegliedert: Die Konya-Çumra Ovası im Nordwesten, die Hotamış Ovası im Zentrum, die Karapınar Ovası im Nordosten, die Karaman Ovası im Süden und die Ereğli Ovası im Osten. Sie ist größtenteils von Bergen umgeben: Im Westen liegen der Erenler Dağı (2300 m) und die Eşenler Dağları (1849), sowie der Vulkan des Takkeli Dağ, der Hausberg von Konya, im Süden die nördlichen Teile des Zentralen Taurusgebirges mit den Bolkar Dağları (3524 m) und dem Hacıbabadağı (2481 m) sowie die Vulkanregion des Karadağ mit dem Yassıtepe, im Nordosten die kappadokischen Vulkane Karacadağ (2025 m) und Hasan Dağı (3268 m), im Norden die Bozdağlar (auch Bozdağ, 1956 m bzw. 1428 m) sowie das Obruk-Plateau (Obruk Yaylası, >1000 - < 1250 m). Im Osten schließt sich das Niğde-Bor-Becken an, das im Südosten in die Ecemiş-Senke (Ecemiş-Graben, Ecemiş koridoru, Tekir-Graben) mit der Kilikischen Pforte übergeht. Die nur wenige Meter tiefer gelegenen Teile der Ova werden, als Relikte des alten Konya-Sees, von periodischen Seen bzw. Sümpfen eingenommen. Das ist vor allem der Hotamış Gölü, ein sumpfartiger, flacher See, der durch den Çarşamba Çayı via Dineksaray über einen vom Beyşehir Gölü kommenden Bewässerungskanal gespeist wird, und im Winter und im Frühjahr periodisch einige tausend Hektar Ackerland im zentralen Teil der Ebene bei Hotamış überflutet. Im W und N der Kreisstadt Ereğli nimmt der Sumpfsee des Akgöl die tieferen Flächen ein.

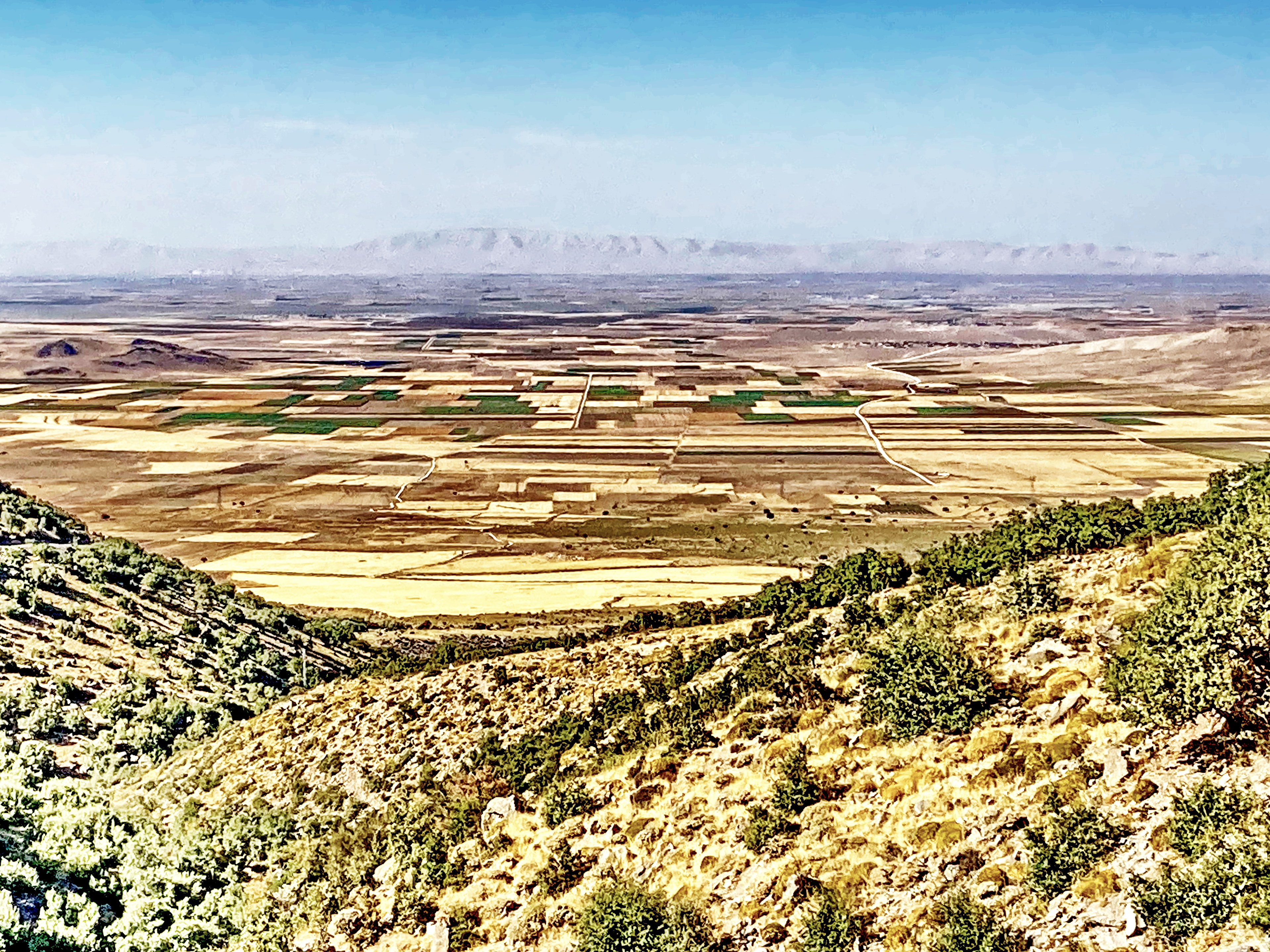
Blick auf die Çumra-Ebene vom Yassı Tepe, einem Parasitärvulkan des Karadağ nach Nordwesten

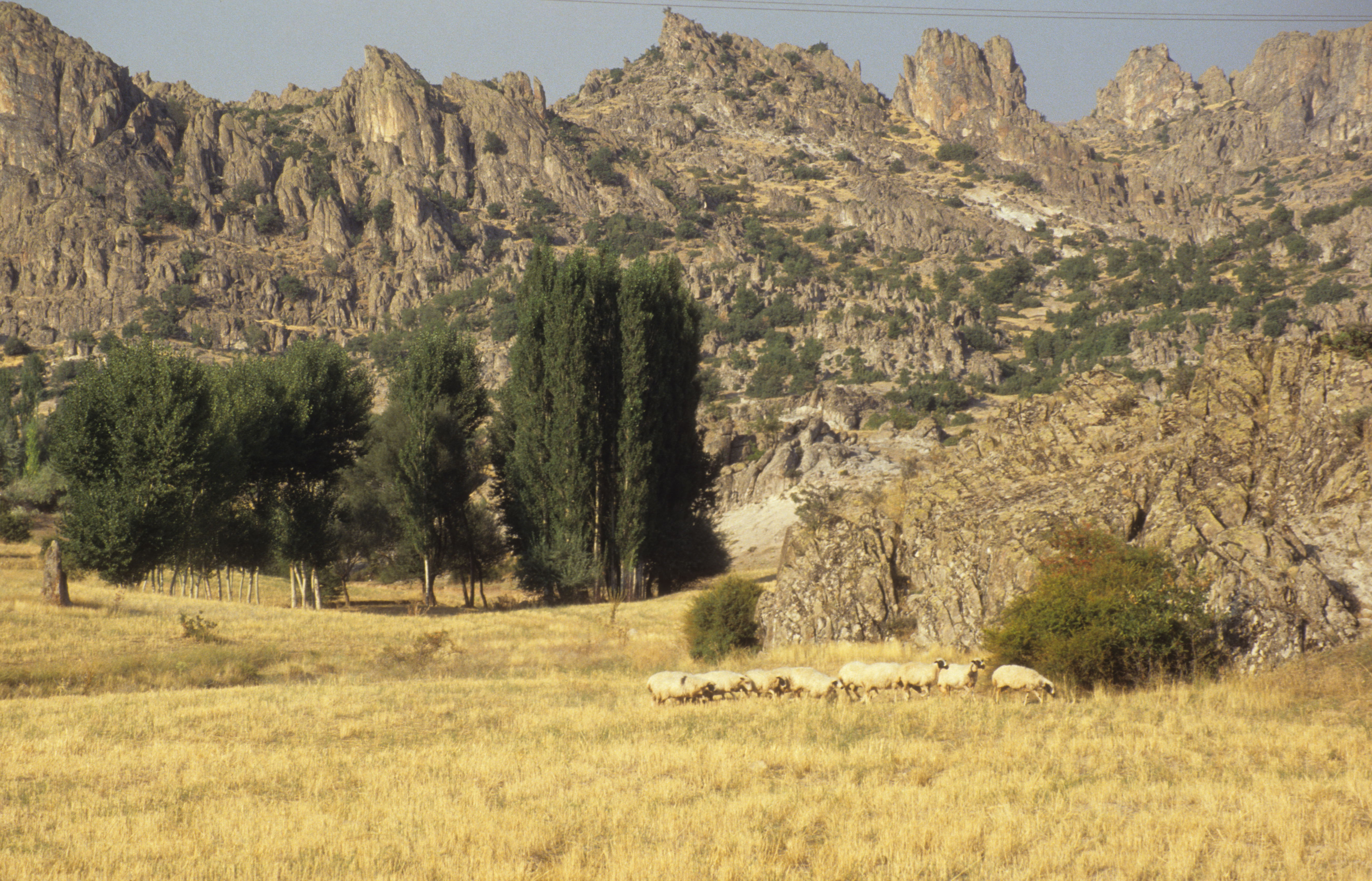
Das große vulkanische Massiv des Erenler Dağı trennt die verkarsteten Becken des Suğla- und des Beyşehir-Sees von der Konya-Ova und damit von zentralanatolischen Hochland

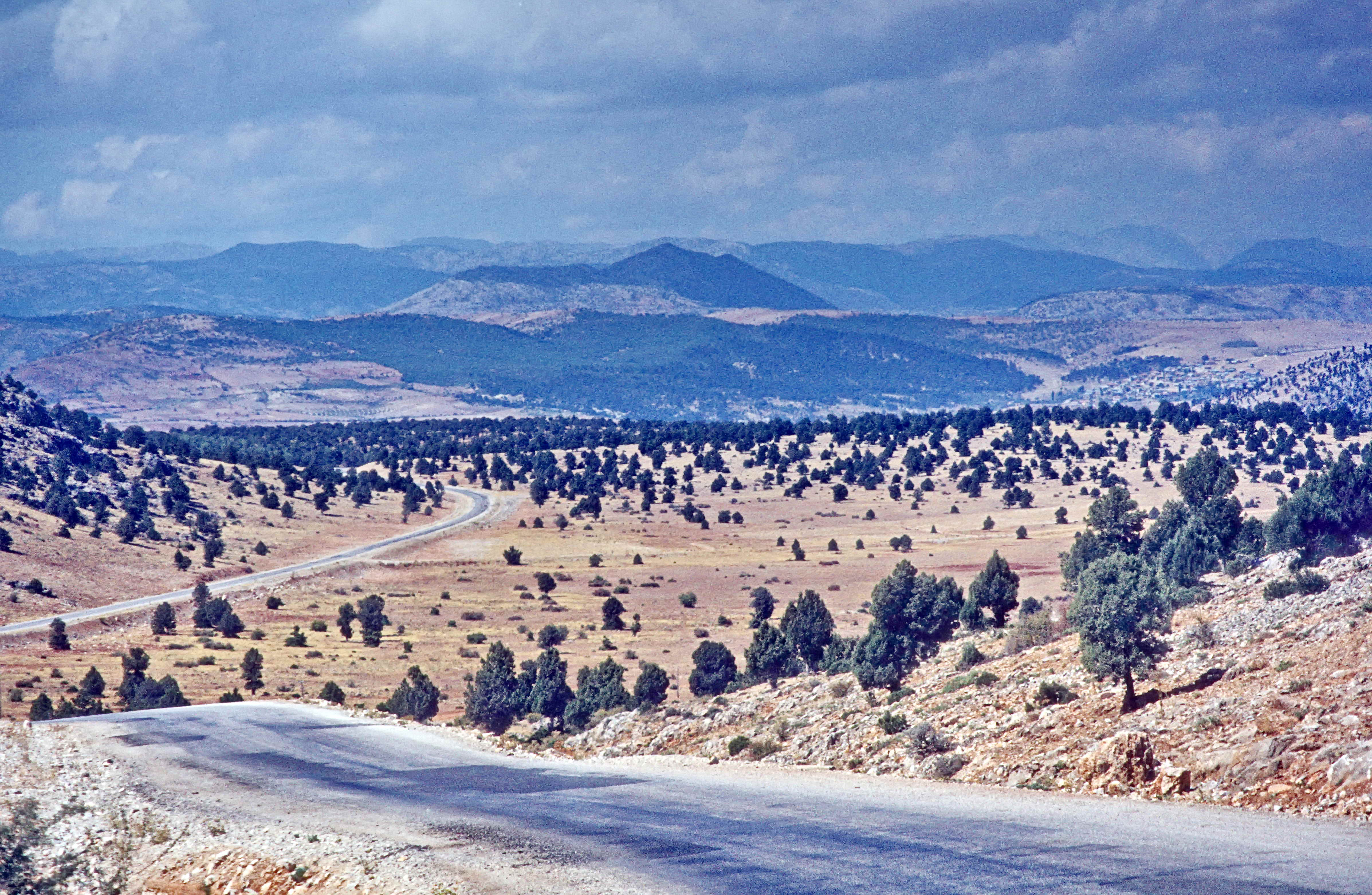
Die Grenze zur trockenen Konya-Ereğli Ovası bilden südöstlich des Suğla-Sees weite Teile des Eşenler Dağı-Massivs, der östlichsten Flanke der Kurve von Isparta

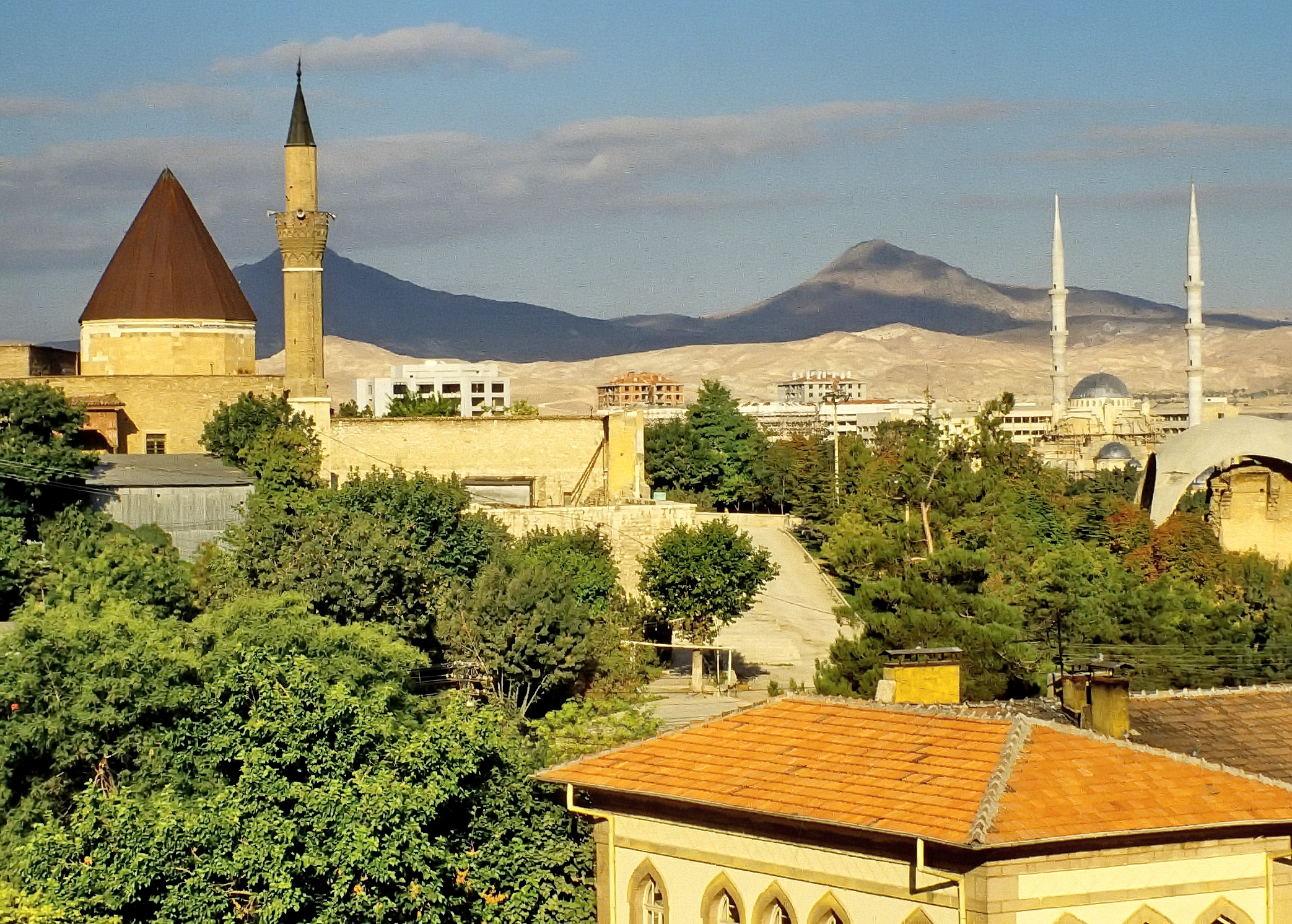
Blick auf die beiden Vulkane des Takkele Dağı, Büyük Gevale (Großer Gevale, rechts 1709,6 m) und Küçük Gevale (Kleiner Gevale, links hinter dem Minarett, Hausberg von Konya, 1643 m)

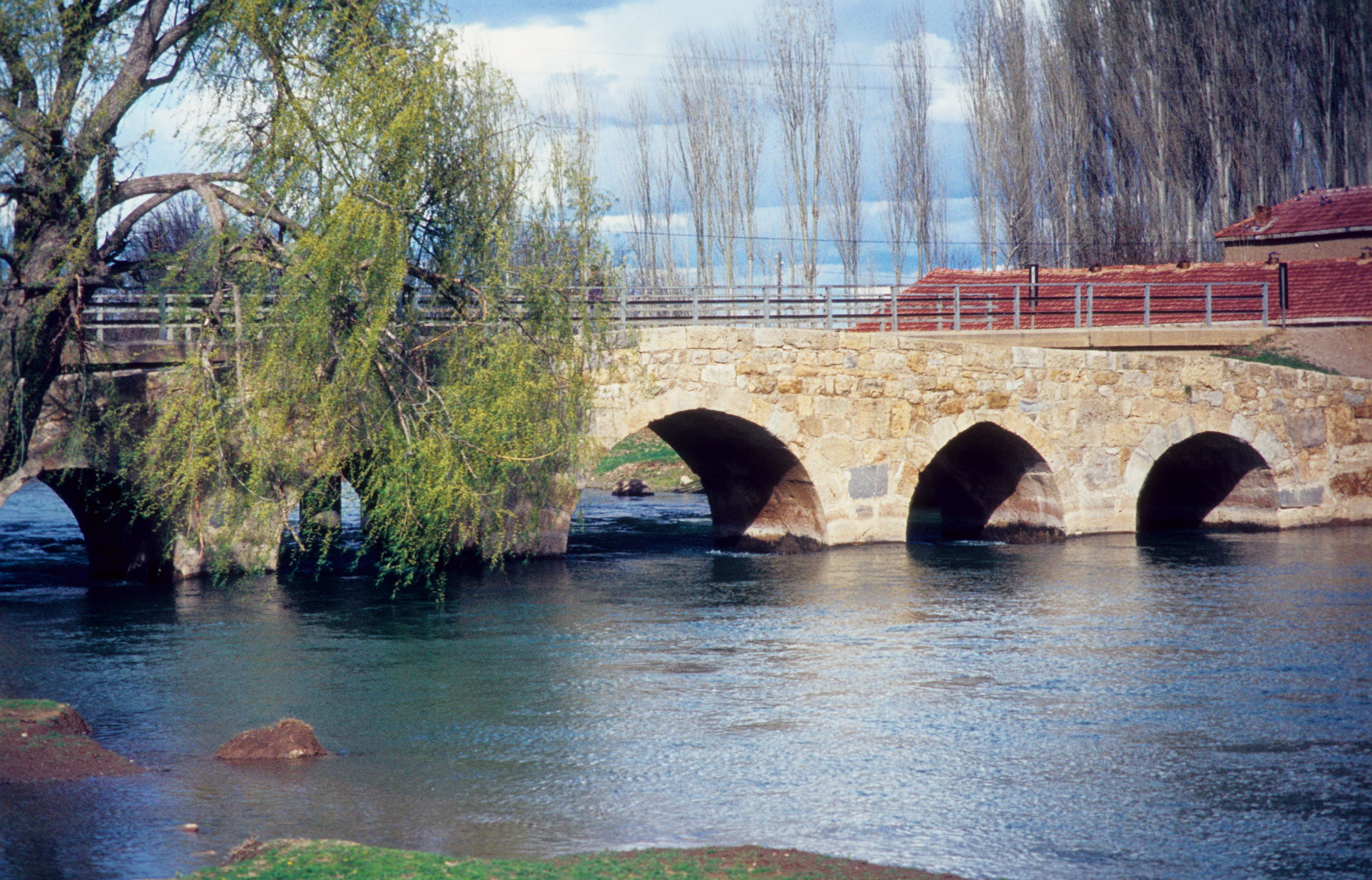
Historische Brücke über den Çarşamba Çayı bei Dineksaray, Konya-Ereğli Ovası

## Geologisch-morphotektonische Aspekte
Die meisten wissenschaftlichen Autoren sind sich darin einig, dass die Konya-Ereğli-Ebene, ebenso wie das große Nachbarbecken des Tuz Gölü, durch junge tektonische Bewegungen entstanden ist. Aufgrund von Ablagerung pliozäner Süßwasserkalke am Beckenrand ist man sicher, dass sich die Einsenkung des Konya-Ereğli-Beckens vermutlich bereits seit dem Miozän, wahrscheinlich aber am Ende des Pliozäns und am Anfang des Quartärs vollzogen hat: Tektonische Aktivitäten in den mitteltaurischen Gebirgen (rezent: Aladağ, Bozkır und Bolkar Dağı) hatten bereits seit dem späten Miozän Überschiebungen südwärts über die von den Geyik Dağları gebildeten Höhen ausgelöst und zu einem Anstieg der Höhen im Süden der Konya-Ereğli-Ebene geführt – begleitet von einer Phase vulkanischer Aktivität, die vom mittleren Miozän bis zum Ende des Quartärs anhielt. Dabei hatten sich in entstandenen Senken ein geschlossenes Binnenmeer und Seen gebildet - gespeist von Gewässern aus dem anatolisch-taurischen Gürtel im Süden dieses Binnenmeeres. Während die angrenzenden Höhenzüge an der Wende vom Pliozän zum Pleistozän weiter emporgehoben wurden, war der Beckenboden zurückgeblieben oder hatte sich gesenkt.

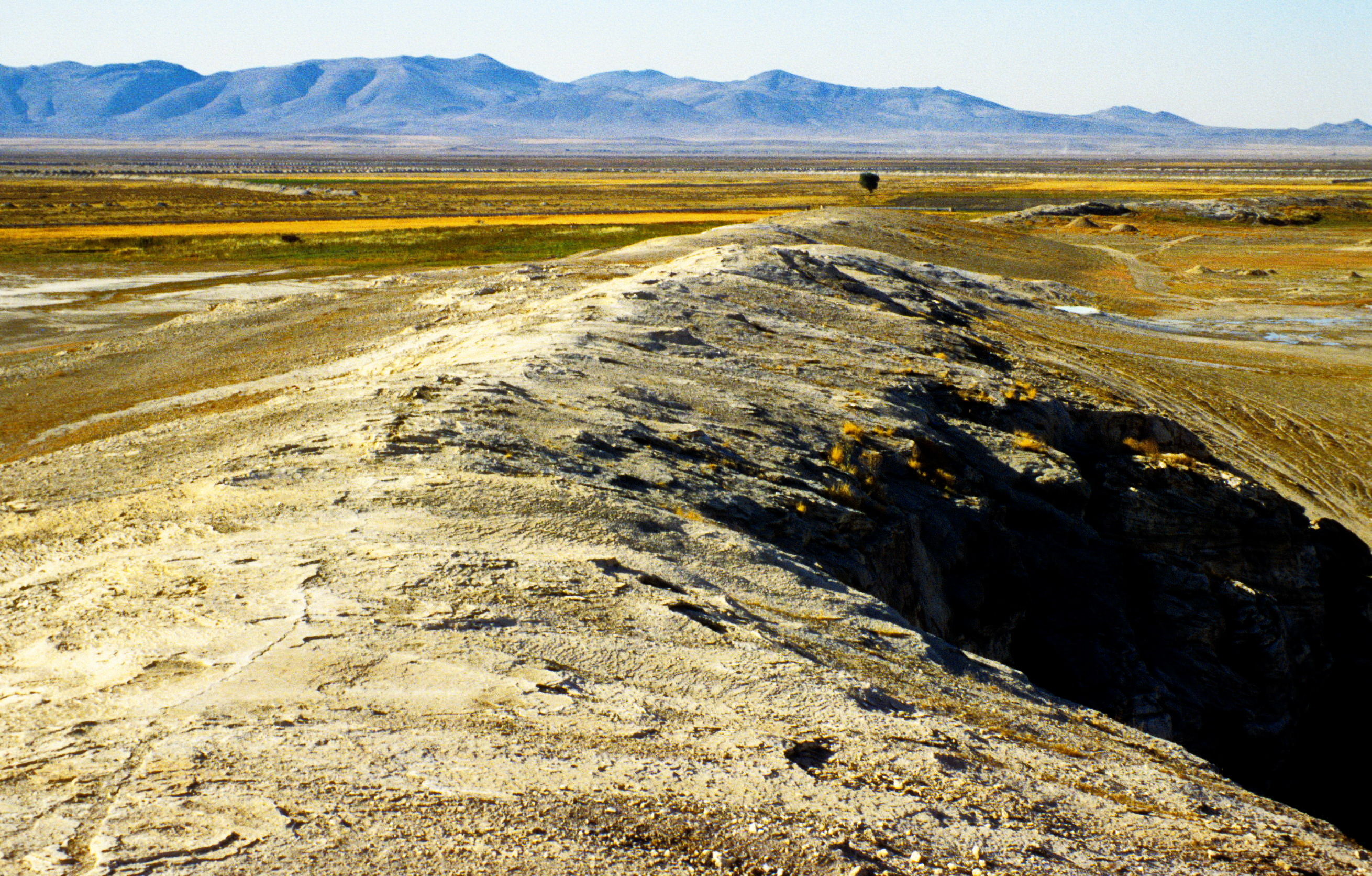
Travertinhügel der Thermalquelle des Ak Hüyük (weißer Hügel) bei Ereğli (Konya).1992. Seit Juli 2023 ist dort ein Thermalbad eingerichtet.

Die Spuren dieser tektonischen Bewegungen kann man am deutlichsten am Südrand der Ebene erkennen, wo die Ebene durch die hohen Gebirgsketten des Taurus begrenzt wird. Dort dehnt sich zwischen den hohen Faltengebirgsrücken des Mittleren Taurus (Bolkar Dağı) und der Ebene ein mehr oder weniger breiter Streifen hügeligen Geländes aus neogenen, wenig verfestigten Mergeln sowie Sand- und Kalksteinen aus. Diese Schichten liegen im Becken zwischen Konya, Çumra und Karaman horizontal und bilden flache, etwa 50–100 m hohe Tafeln oder Hügel in der sonst tischebenen Ova. Dagegen sind dieselben Schichten unmittelbar am Ebenenrand durch Verwerfungen stark gestört und nach Süden zum Gebirge hin in Höhen von etwa 1300–1500 m hochgeschleppt worden. Weiter im Osten bei Ereğli liegen die Neogene an der Nordabdachung des Taurus in 1200 m Höhe, tauchen aber beckeneinwärts unter die einige hundert Meter mächtigen Alluvionen ab. Beweis dafür ist der hohe Kalkgehalt der Thermalquelle Ak Hüyük (weißer Hügel, seit 2023 Thermalbad) bei Ereğli, die dort an eine tiefgreifende Verwerfung gebunden ist. Derartige Beispiele lassen sich auch an den übrigen Beckenrändern nachweisen.

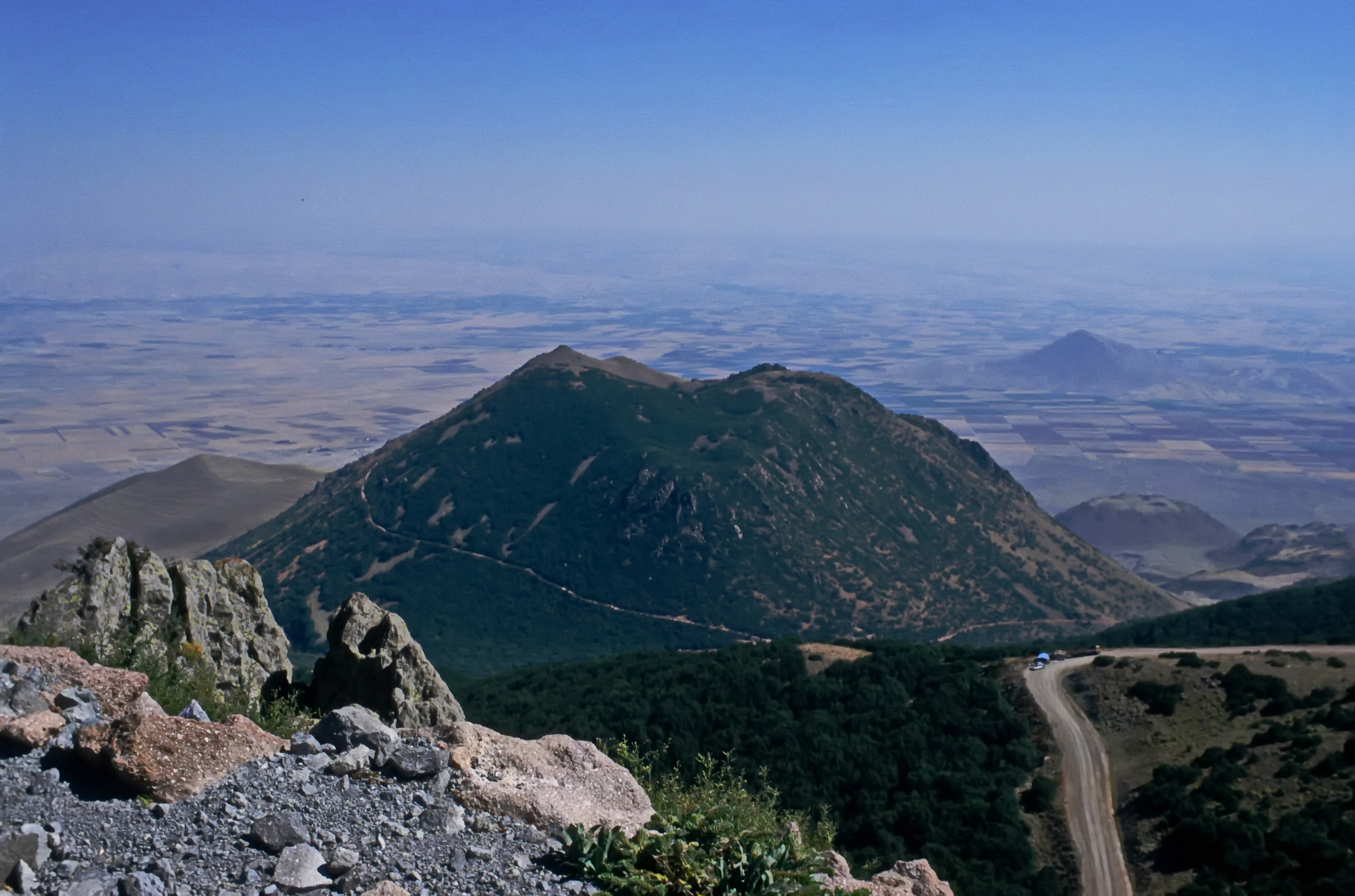
Parasitärvulkan Bozdağ des Karadağ bei Karaman

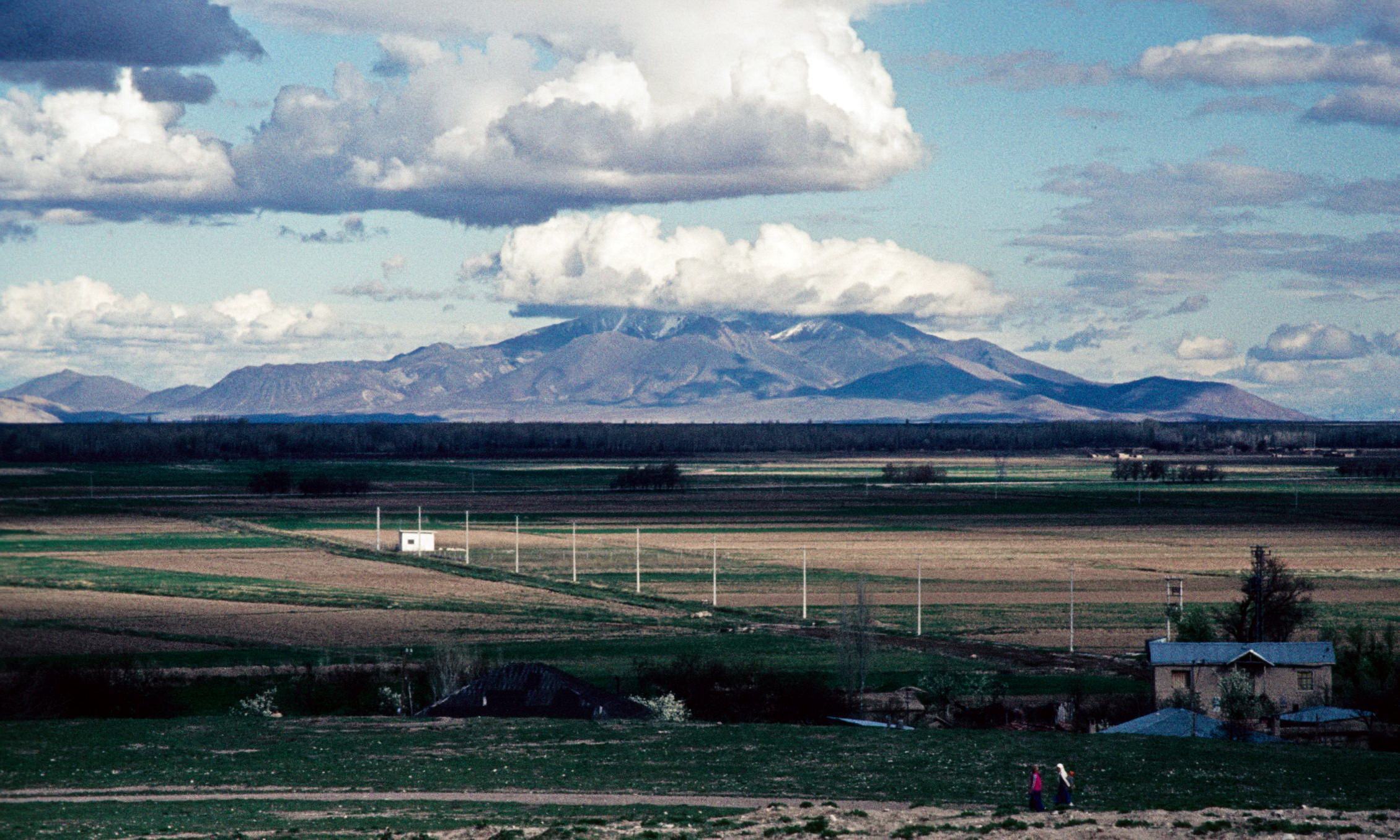
Blick auf den Vulkan des Karadağ bei Karaman im Süden der Konya-Ereğli Ovası

Im Zusammenhang mit diesen jungen tektonischen Bewegungen standen auch Vulkanausbrüche im Bereich des Konya-Beckens und in seiner kappadokischen Nachbarschaft mit vielen vulkanischen Erscheinungen, wie Maaren, Tuff- und Aschekegeln, Aschefeldern sowie hohen Vulkankegeln des Karadağ, Karacadağ, Hasan Dağı und Erciyes Dağı, die auf einer in NO-SW-Richtung verlaufenden großen Verwerfungslinie liegen und zusammen mit ihrem westlichen Pendant (Erenler Dağları) Teile des Inneranatolischen Vulkanbogens bilden. Die tektonische Senke der Konya-Ereğli Ovası liegt damit in einer Erdbebenzone 3. und 4. Grades. Ansonsten besteht ihr Rahmen aus metamorphen Gesteinen, kristallinen Massiven und ozeanischen Krustenschichten, wobei diese Gesteine letztendlich auch die tiefliegende Grundlage des mit Alluvionen gefüllten Beckens bilden. Über dem Westende der Konya-Ereğli Ovası erhebt sich das unruhige, offenbar in Bruchschollen zerstückelte Bergland der Bozdağlar (Bozdağ), das nordwestwärts bis in die Gegend von Yunak reicht, und in dem einzelne Gipfel bis auf über 2000 m aufragen, dessen Höhen generell aber meist wesentlich geringer zwischen 1000 und 1500 m bleiben. Dieses Bergland wird 35 km westsüdwestlich von Konya vom Taurus-Gebirge durch die von SO nach NW laufende Senke von Hatunsaray getrennt. Es gehört seinem Gesamtcharakter nach durchaus noch zu Zentralanatolien, besteht aber im Wesentlichen aus NW-SO streichend gefalteten vorpermischen Kalken, also aus Elementen, die zu den Strukturen des Taurussystems gehören. Herbert Louis bezeichnete es als Vortaurus von Konya und Yunak.

## Alter Konya-See und das rezente Gewässernetz

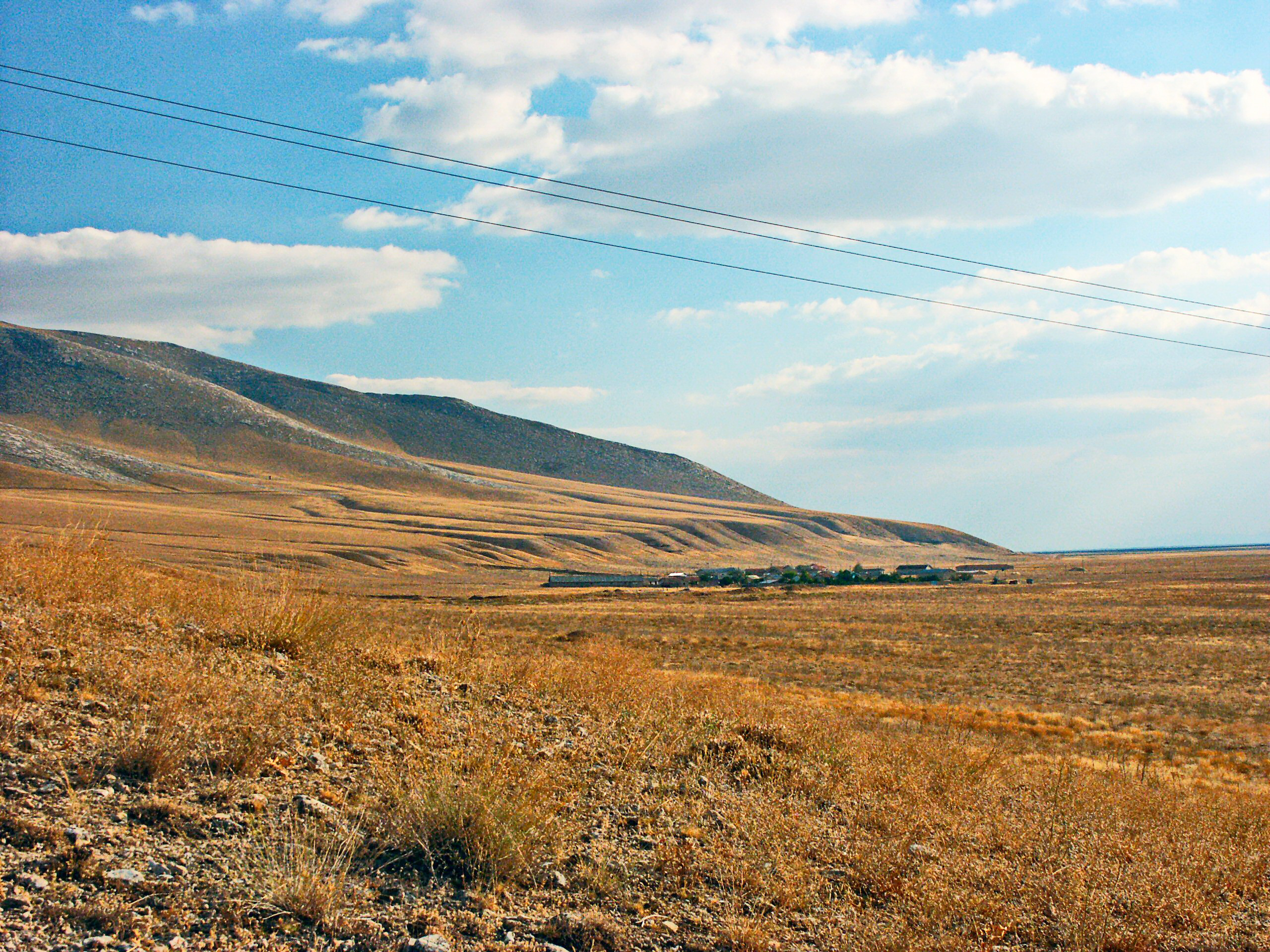
Brandungskliffs des alten Konyasees bei Akbaş (Nordostseite der Konya-Ereğli Ovası) am Abfall der östlichen Bozdağlar

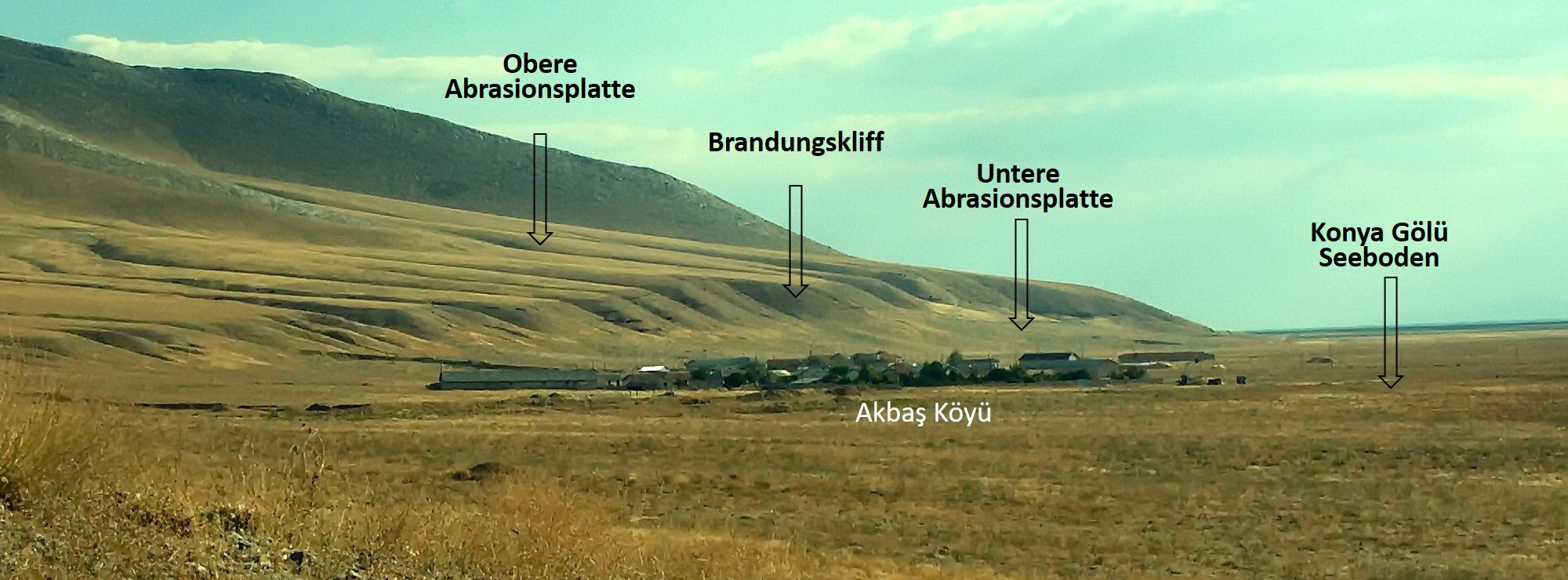
Brandungskliffs und Abrasionsplatten der Küstenlinien des alten Konyasees aus einer Zeit, als der See am aktivsten war, sind an den Rändern des Konyabeckens in 1015 m Höhe, wie hier bei Akbaş, oft noch sehr gut erhalten.

Im Norden der Konya-Ereğli Ovası etwa 20 km südlich vom großen Salzsee Tuz-Gölü erstreckt sich die zertalte pliozäne Kalkplatte von Obruk (Obruk Yaylası) mit dem alten Dorf Obruk an einer wassergefüllten großen Einsturzdoline (Obruk). Diese von West nach Ost etwa 100 km lange und rund 40 km breite Platte von Obruk ist eine kleine Teillandschaft Zentralanatoliens, die hauptsächlich als Schafweide genutzt wird. Sie fällt nach Süden mit einem buchtenreichen Abfall von etwa 100 m Höhe zum Becken von Konya ab, das sich von Konya als geschlossenes Becken nach Osten bis Ereğli vor den Nordfuß des Mitteltaurus südlich von Niğde ausdehnt. Während der pleistozänen Kaltzeiten, die sich in Anatolien vor allem als Pluvialzeiten auswirkten, war dieses Großbecken von einem riesigen abflusslosen See eingenommen, dem alten Konya-See (türkisch: Eski Konya Gölü), der von Konya bis vor die Tore von Ereğli reichte. Insbesondere Herbert Louis und Oğuz Erol konnten nachweisen, dass das Konya-Becken in jener Zeit tatsächlich Seen unterschiedlicher Größe und Tiefe besessen hatte. Entsprechende Spuren sind 15–20 m über der heutigen Ebene als Kliffs und Uferbrandungskehlen in 1015 m Höhe am Südfuß des Bozdağ am Nordrand des Konya-Beckens sowie entlang dem Südrand der neogenen Kalktafel von Obruk sowie als Strandwälle und -haken in etwa 1100 m Höhe bei Pınarbaşı und Eğribayat sowie rings um den einstigen See an vielen Stellen auffällig. Als weiteres Indiz findet man manchenorts Schalen von Dreissenien (Dreissensia polimorpha, Dreissensia Buldurensis d’Archiac: Wandermuschel / Zebramuschel) in den Sanden des einstigen Seebodens, was auf das Vorhandensein von Süßwasserseen hindeutet.
Bohrungen in den verschiedenen Teilen der Ebene zeigten eine durchschnittliche Mächtigkeit der Seeablagerungen von 200 bis 250 m, die lokal bis zu 400 m Stärke erreicht. Die Sedimente sind in den oberen Schichten feinsandig-tonig ausgebildet und werden mit zunehmender Tiefe schotterartig und kiesig. Oğuz Erol konnte bei Sarıcalar, Eğribayat und Merdivenli anhand von Uferresten sechs deutliche Niveaus in 1017 m, 1010 m, 1006 m, 1002 m, 1000 m und 996 m Höhe rekonstruieren. Anhand des Fossilieninhalts alter Uferablagerungen im Vergleich mit der Lage prähistorischer Siedlungen kam er zu der Annahme, dass die oberen drei Uferterrassen während der Letzten Pluviale (Würm) und des frühen Holozäns entstanden sind. Das 1002-m-Niveau datierte er ungefähr in die Zeit zwischen 6750 und 6500 v. Chr. Alte Strandwälle in 1000 m und 996 m Höhe zeugen demnach von späteren Stagnationsphasen des schrumpfenden Konya-Sees, wobei er die rezenten Sumpfseen, den Hotamış Gölü und den Akgöl, als Überreste des pluvialzeitlichen alten Konya-Sees deutet. Eine bislang oberste Haupt-Küstenterrasse des Konyasees liegt zwischen 1020 oder 1017 m Höhe, die laut Neil Roberts auf ein Alter von mehr als 30.000 Jahre (0,03 Mio. Jahre, spätes Mittel-Paläolithikum, Jungpleistozän/Tarantium: 0,126 – 0,012 Mio. Jahre) datiert wird. In dieser Zeit variierte die Tiefe des Sees zwischen 15 und 20 m und umfasste eine Fläche von etwa 4340 km². Dieser See war ein reich an Ca2- und Mg2-Bikarbonaten alkalisches Gewässer: Der Nachweis von Halophyten im und um das Seegebiet bestätigt, dass der See salzig war. Dieser Salzgehalt veränderte sich wahrscheinlich von 0,5 auf 5,0 g/l mit sinkendem Seespiegel, als das Klima vor 17.000 Jahren trockener wurde. In dieser Zeit wurde der See in mehrere Teile geteilt, die durch etwas höhere Schwellen voneinander getrennt waren. Die beobachteten Pegeländerungen und die Ansammlung von Seesedimenten waren im Holozän offenbar minimal und aufgrund des trockeneren Klimas nach und nach ausgetrocknet, wobei einige Sümpfe zurückblieben. Dieses Schrumpfen hält bis heute an, und der Grundwasserspiegel ist deutlich gesunken. Nicht zuletzt haben sich die Seen- und Sumpfgebiete am Boden der Ebene aufgrund des Rückgangs des Oberflächenwassers und der übermäßigen Entnahme von Grundwasser (zur Bewässerung) deutlich reduziert. Die letzten Überreste davon, die See-Sümpfe des Hotamış Gölü und Akgöl (bei Ereğli), sind dabei, vollständig zu verschwinden. Während der See einst als Wasserlieferant für prähistorische Siedlungen diente, werden die an seinem Grund angesammelten Schwemmstoffe heute als produktive landwirtschaftliche Flächen dort genutzt, wo sich einst (prähistorische) Siedlungen befanden.

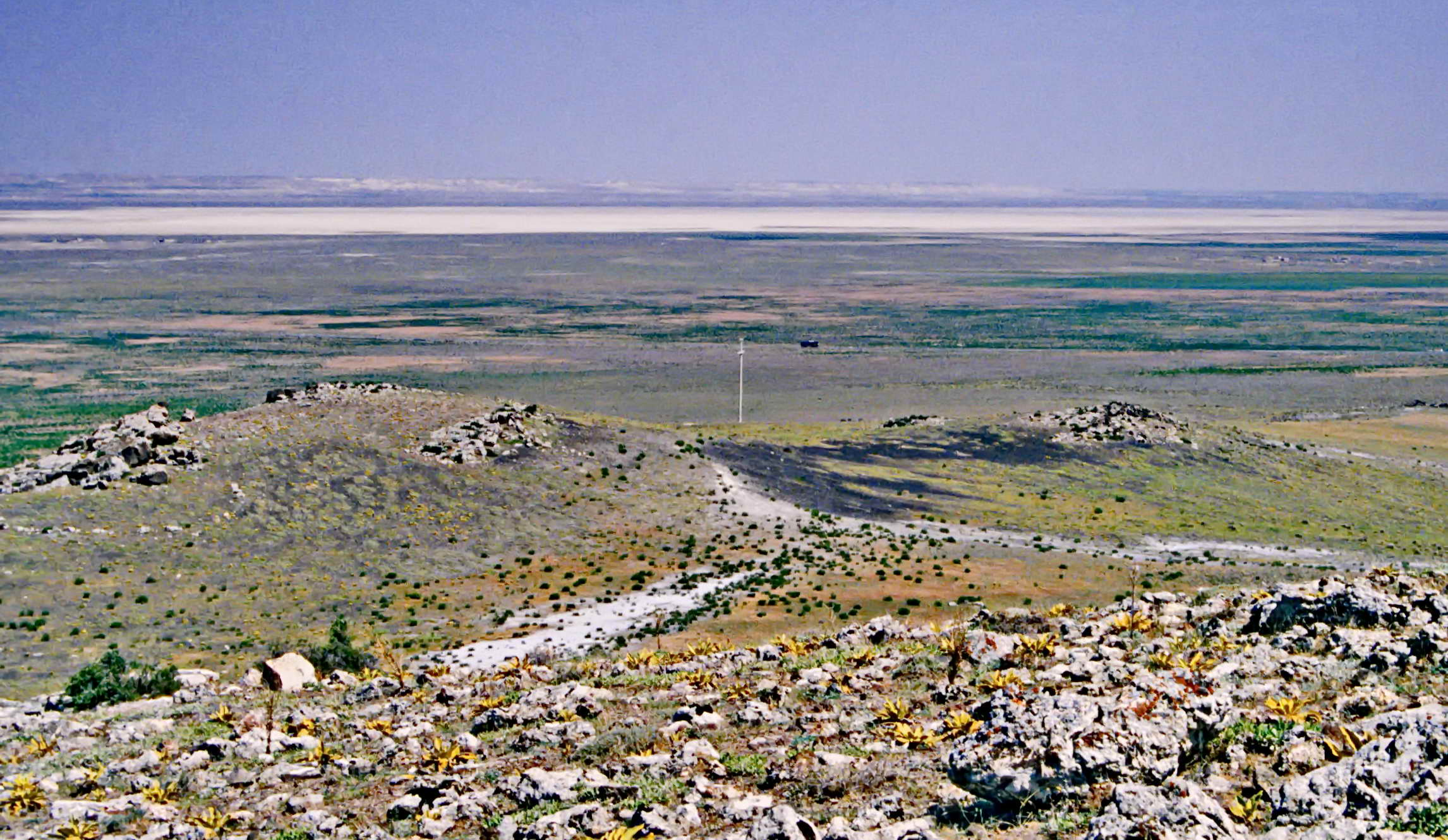
Salztonebene des Kayalı Gölü nördlich von Karapınar, ausgetrocknet und von einer Salzkruste überzogen

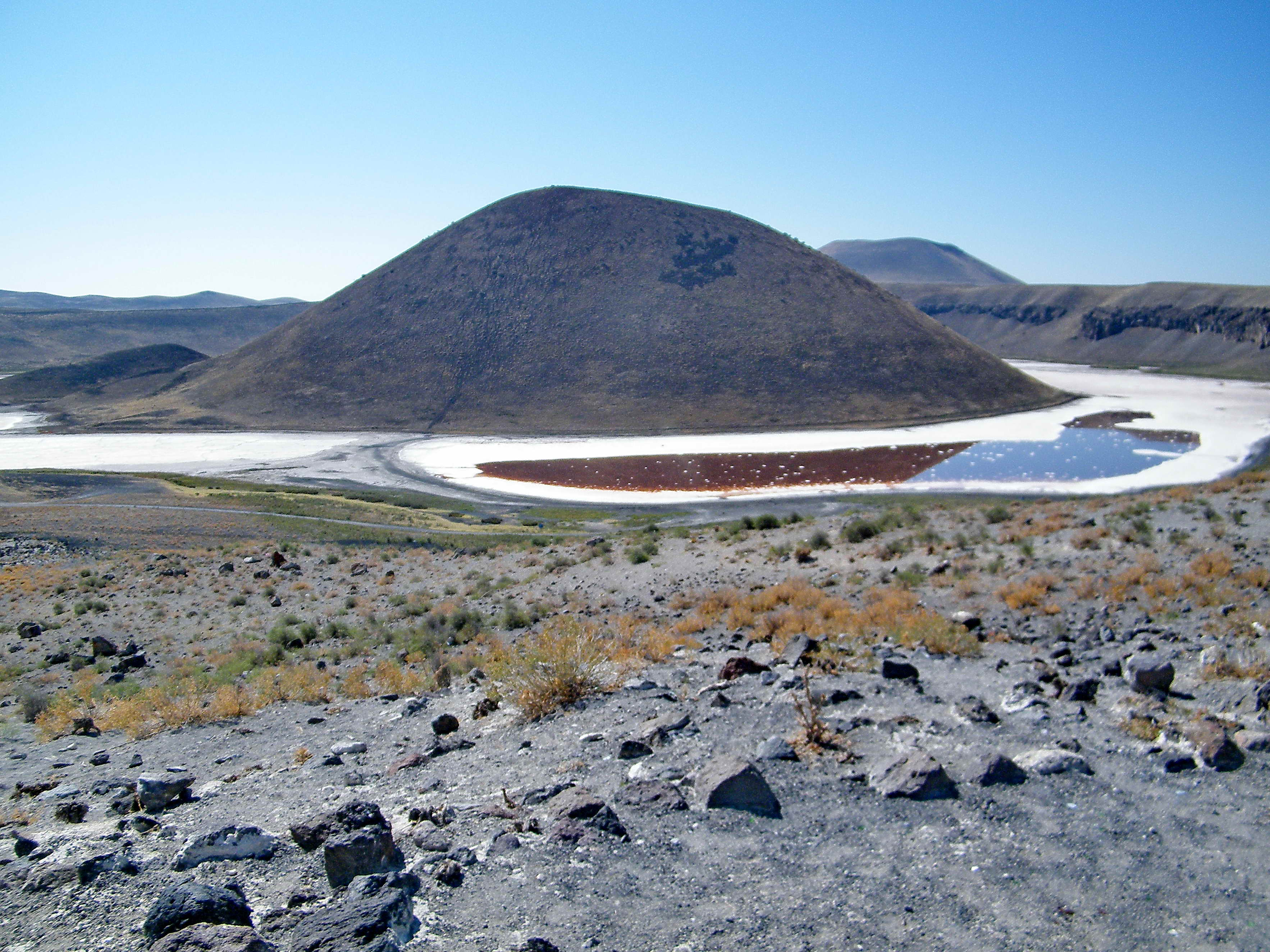
Der Meke Gölü bei Karapınar ist normalerweise 25 m, im Durchschnitt 12 m tief, und das Wasser ist salzig. In den Sommermonaten, in denen das Seewasser abnimmt, färbt es sich aufgrund von Mikroorganismen rot.

Trotz dieses Rückgangs trägt die Tatsache, dass die Konya-Ereğli Ovası über einen alten Seegrund verfügt, maßgeblich zu ihrem Grundwasserreichtum bei. Die in der Ebene gelegenen Bäche (Dorla, Meram, Sille, Ayrancı, İvriz Çayı sowie der May Deresi) sind Gewässer mit saisonalem Abfluss und Hochwassercharakter. Diese Bäche, die in der Regel im Sommer trockenfallen, leiten in Regenzeiten große Wassermengen in die Ebene. Dadurch bilden sich dort dann wieder periodische Sümpfe und Seen. Die Sümpfe von Koca Aslım (Akyay) etwa 5–6 km nordöstlich von Konya, von Alakova im Süden von Konya, von Arapçayı und Sakyatan-Karakaya 20 km südsüdöstlich von Konya und der Hotamış Bataklığı sind die wichtigsten dieser Feuchtstellen. Die meisten sind heute allerdings drainiert. Neben den temporären Seen, die vor allem im Winter und Frühling entstehen, gibt es in der Konya-Ebene auch kleinere Seen, wie den Acıgöl- und Meke-Salzsee (Kratersee) im Osten bzw. die Kayalı Salzpfanne im Norden von Karapınar und den Timraş Ponor-See im Südosten von Çumra.
Der wichtigste Zufluss zur Ebene ist der Çarşamba Çayı. Der kontinuierlich fließende Strom verfügt über ein sehr großes Lieferbecken im Westen, den Beyşehir-See jenseits der Erenler Dağları, der Wasser über ein Kanalsystem in die Apa Barajı liefert und von dort aus die Region um Çumra mit Bewässerungswasser versorgt. Die Quelle des Çarşamba Çayı liegt im Kreis Bozkır. Der ursprüngliche Çarşamba Çayı ist heute weitgehend ausgetrocknet. An seine Stelle sind künstliche Bewässerungs- und Drainagegräben getreten. Man kann seinen ehemaligen Verlauf allerdings anhand von Schilf überall erkennen. Es gibt Funde, die darauf hinweisen, dass dieser Bach in der Nähe der Siedlungen um Çatalhöyük in der Ebene vorbeifloss und die dortigen prähistorischen Siedlungslagen beeinflusste (s. u.).

## Klimatische Aspekte
Die Konya-Ereğli Ovası ist eine der niederschlagsärmsten Regionen der Türkei. Dort herrscht kontinentales Klima. Die durchschnittliche Jahrestemperatur liegt, je nach Ort, zwischen 10 °C und 11,3 °C, für Konya bei 11,8 °C; die durchschnittliche jährliche Niederschlagsmenge beträgt ca. 322,4 mm. Die Niederschläge fallen weitgehend im Frühjahr in der Regel in Form von konvektiven Niederschlägen und sind im Volksmund als „Kırkikindi yağışları“ („Zweiundvierzigster Regen“) bekannt: Regenfälle, die an (etwa) 42 Tagen nachmittags fallen. Nach diesen Frühjahrs-Regenfällen ist der Sommer in der Region trocken und heiß. Die absoluten monatlichen Niederschlagsmengen schwanken im Hochsommer (Juli/August) zwischen 5,5 mm und 35,9 mm. Die absolute Maximaltemperatur liegt bei 40 °C im August. Die Sommermonate beginnen spät im Jahr und die Wintermonate dauern lange und sind vergleichsweise kalt mit einer absoluten Minimaltemperatur von −28,2 °C im Januar (Konya). Im Herbst hinterlassen die vom Balkan kommenden Luftmassen nochmals Niederschläge von im Mittel um die 27 mm monatlich (September/Oktober). Die Wintersaison zwischen November und April ist kalt und keineswegs schneearm (ca. 100 Frosttage, 11 Tage mit Schneefall im Jahr). Der Schnee bleibt etwa 3 Monate liegen. Die umgebenden Gebirge bewirken allerdings geringe Gesamtniederschläge knapp über der Grenze für Trockenfeldbau (Dry-farming-System) bei etwa 300 mm/anno, obwohl die Region in der Nähe des Mittelmeerraums liegt, und die Höhenlage verhindert allzu heißes Klima im Sommer, was sich auch in den die kalten und trockenen Wintern in der Region bemerkbar macht.

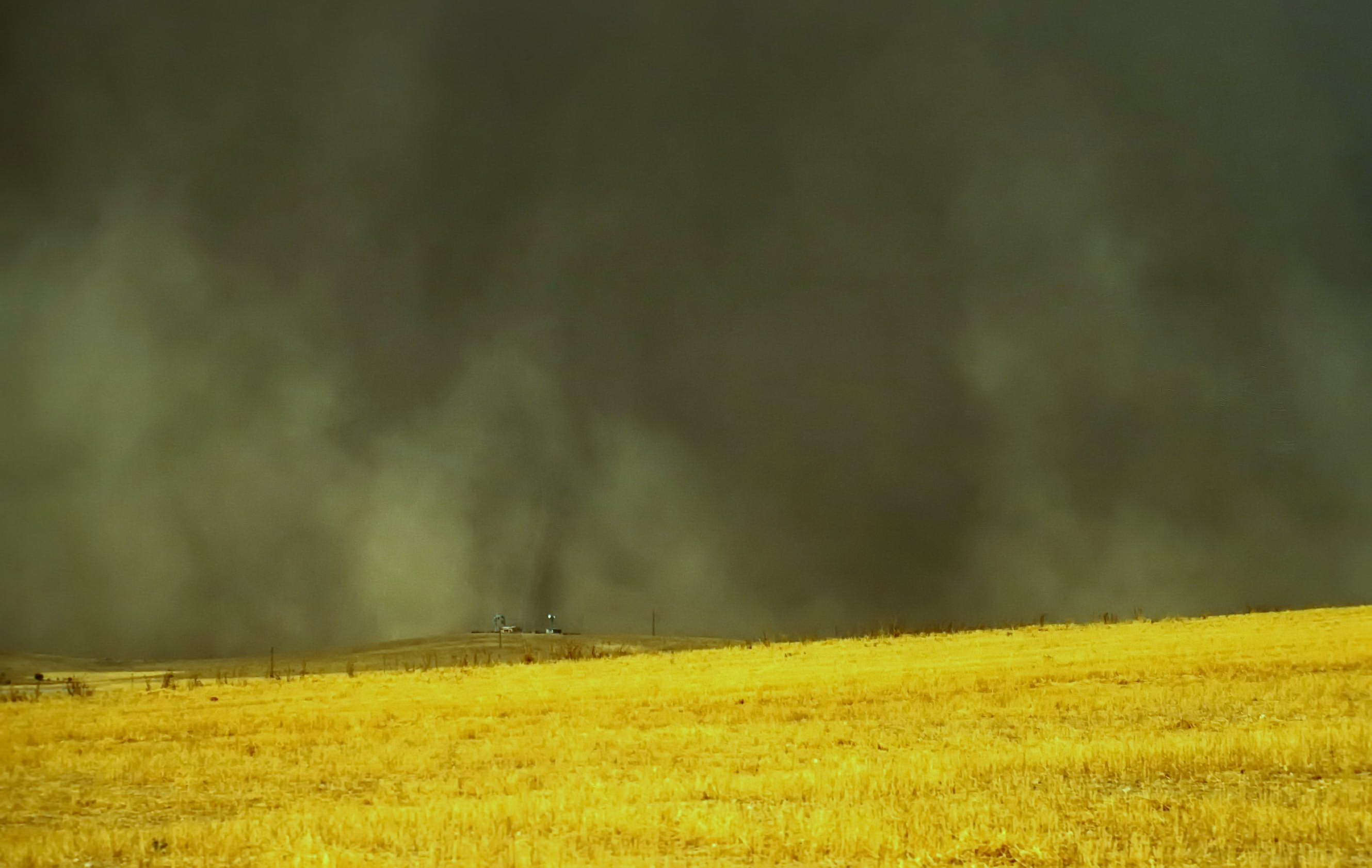
Nach Aberntung der Felder sind freiliegende weite Teile der Konya-Ova im Spätsommer und Herbst mit aufkommenden Stürmen eindrucksvollen Staub- und Sandstürmen ausgesetzt, die riesige Wolken von Feinpartikeln unter anderem auch zu Dünen anhäufen.

Die großen Beckenebenen am Nordfuß des Taurus sind unter den gegenwärtigen Klimabedingungen alle ohne oberirdischen Abfluss zum Meer und von den Rändern her von Schwemmfächern mit kiesig-sandigem Material überlagert. Sie zeigen im Inneren oft lehmige bis tonige, manchmal salztonige Böden, im Gebiet um Karapınar auch größere Sandfelder, in denen es zu Staubstürmen und Dünenbildung kommt. Tischebene Flächen erstrecken sich hier, im Sommer staubtrocken und mit tiefgründig in Polygone aufgerissenem Boden, im Winter wochenlang von großen, zusammenhängenden Wasserflächen bedeckt. Jeder natürliche Baumwuchs fehlt, und nur die überaus zahlreichen „Hüyüks“, die prähistorischen Kulturschutthügel, an die sich manche der heutigen Dörfer anlehnen, unterbrechen die Eintönigkeit des Horizonts. Die Wasserversorgung durch Brunnen von 2 bis 5 m Tiefe ist fast überall möglich, wenn auch das Wasser oft von recht schlechter Qualität ist. Erst in jüngster Zeit hat hier die Erbohrung artesischen Wassers aus den liegenden Neogenkalken und Konglomeraten zunächst in der Ebene von Konya die Wasserversorgung verbessert.

## Vegetationsgeographische Aspekte

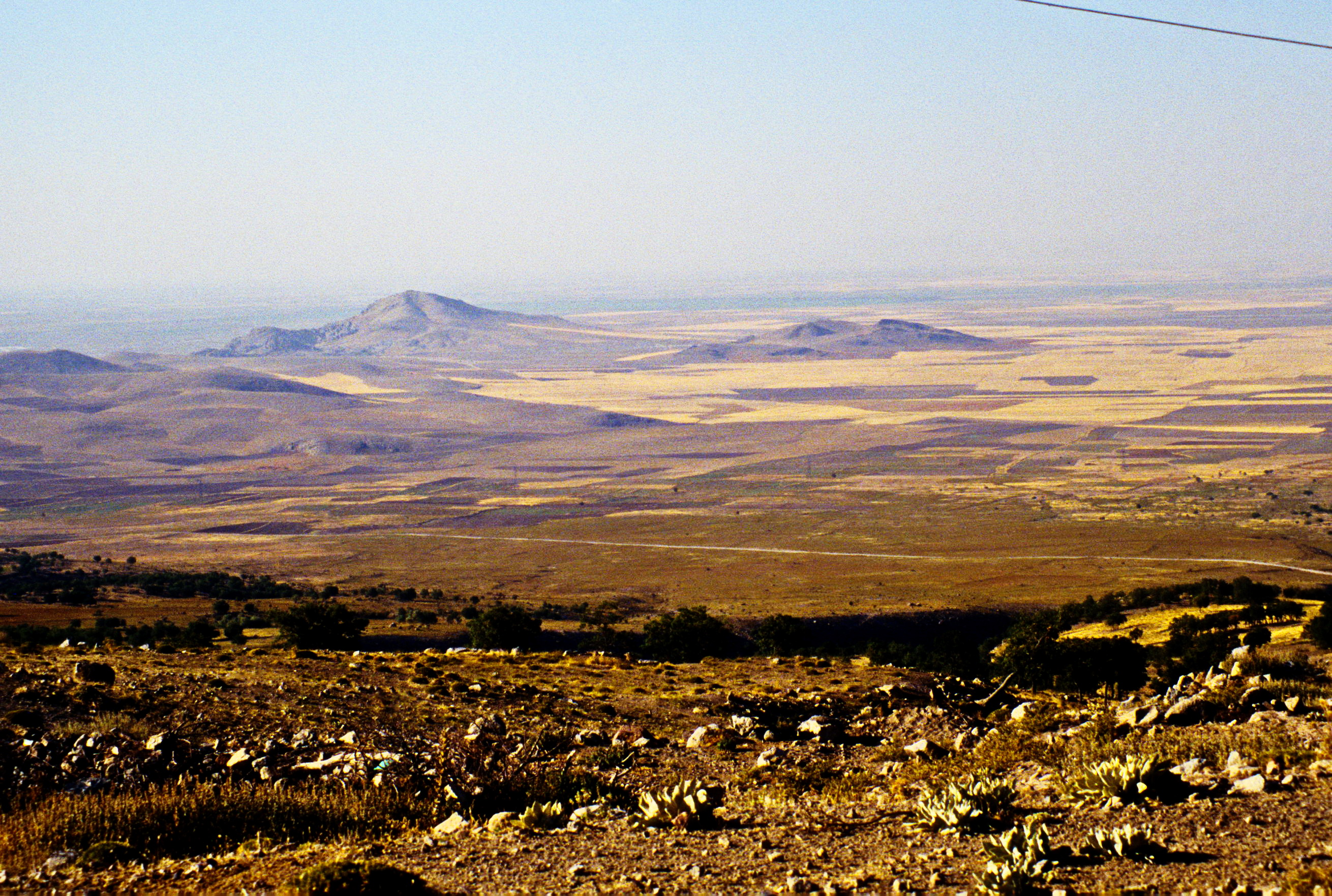
Ein Blick Mitte September von den Höhen des Karadağ auf die Ebene der Konya-Ereğli Ovası nördlich Binbirkilise (Madenşehir) offenbart den sommertrockenen Charakter dieser weitläufigen Steppenlandschaft.

Entsprechend dem kontinentalen Charakter des Klimas ist in der Konya-Ereğli Ovası eine trockenresistente und etwas karge Flora verbreitet, die von iranisch-turanischen und in Anatolien endemischen Arten dominiert wird. Auch wenn die 1400 bis 1500 m hohen inselartigen Gebirge des Konya-Beckens in den Lebensbereich des Waldes aufragen, ist selbst dort Waldwuchs – wegen vorausgegangener unkontrollierter Rodungen – eher zurückhaltend, auch wenn man versucht, diese Situation durch jahrzehntelange Aufforstung zu ändern. So weist die „Übersichtskarte der natürlichen Vegetationsgebiete Anatoliens“ von Herbert Louis von 1938 im Umfeld der Konya-Ereğli Ovası potentiell durchaus „natürliche Gebiete winterharter (kräftig temperierter) Trockenwälder“ aus und nimmt die untere Waldgrenze dort etwa bei 1400 m Höhe an. So ist von den von Kurt Krause ausdrücklich erwähnten ehemaligen großen Eichenwäldern der oberen Teile des Karadağ nördlich von Karaman jetzt nur dürftiges Gestrüpp übrig geblieben. Innerhalb des Konya-Beckens wird der vorherrschende Steppenbereich nur an wenigen Stellen durch Gebiete unterbrochen, die von Natur aus Wald tragen können und die teilweise heute auch tatsächlich Waldreste aufweisen. Es sind dies vor allem die Vulkane Karadağ und Karaca Dağ am Innenrand des Taurus, die 2000 m Höhe überschreiten oder fast erreichen, ferner einige östlich von Konya inselartig aus dem Becken auf etwa 1500 m Höhe aufragende Gebirge, die beinahe alle Boz Dağ (auch Boz Dağlar=Graue Berge) genannt werden.
Um die Ebene – hin zu den unteren Berghängen – gibt es xerische (trockenresistente) Strauch- und schüttere Waldbedeckung, während an den meisten Orten in der Konya-Ebene und zwischen der Ova und der unteren Waldgrenze aufgrund der Zerstörung der Wälder durch den Menschen kleine Bergsteppen entstanden sind. Die häufigsten Pflanzenarten auf den Ebenen- und Plateauoberflächen sind Wermutkraut (Artemisia absinthium, Yavşan), Schwingel-Gras (Festuca, Yumak), Tragant (Astragalus, Keven), Butterblume (Ranunculus acris, Düğün Çiçeği), Wolfsmilch (Euphorbia, Sütleğen), Sauerampfer (Rumex acetosa, Kuzukulağı), Mohn (Papaver, Gelincik) und Thymian (Thymus, Kekik). In den steppenartigen Partien der Konya-Ereğli Ovası sind salzliebende (Halophyten), trockenresistente und feuchteliebende Pflanzen häufiger und partiell dominant, letztere vor allem in Sumpf- und Feuchtgebieten mit hydromorphen (ständig unter Wasser stehenden) alluvialen Böden. Dort wachsen Schilf und Schilfarten, an Bachläufen haben sich Pappeln, Weiden und Oleasterbäume (Ölweiden) ausgebreitet. Kolluviale Böden (Schwemmlandböden) dagegen findet man in den abfallenden Gebieten mit Schwemmfächern zwischen den Ebenen und Berggebieten, wo häufig Gartenbau betrieben wird, während rotbraune und braune Böden häufiger auf Berg- und Hochebenen vorkommen. In der Ebene selbst werden der alte Grund des Konya-Sees und die von vulkanischem Material bedeckten Gebiete dominiert von Salzsteppenwermut (Artemisia santonicum), Salbei (Salvia cryptantha), Anatolischem Tragant (Astragalus microcephalus), Brandkraut (Phlomis), Bockshornklee (Trigonella monantha; Çemen Otu), Salzstrauch (Atriplex convululata) und Bibergras (Alyssum trigasum).

## Einblicke in die ältere Geschichte und Siedlungsgeographie

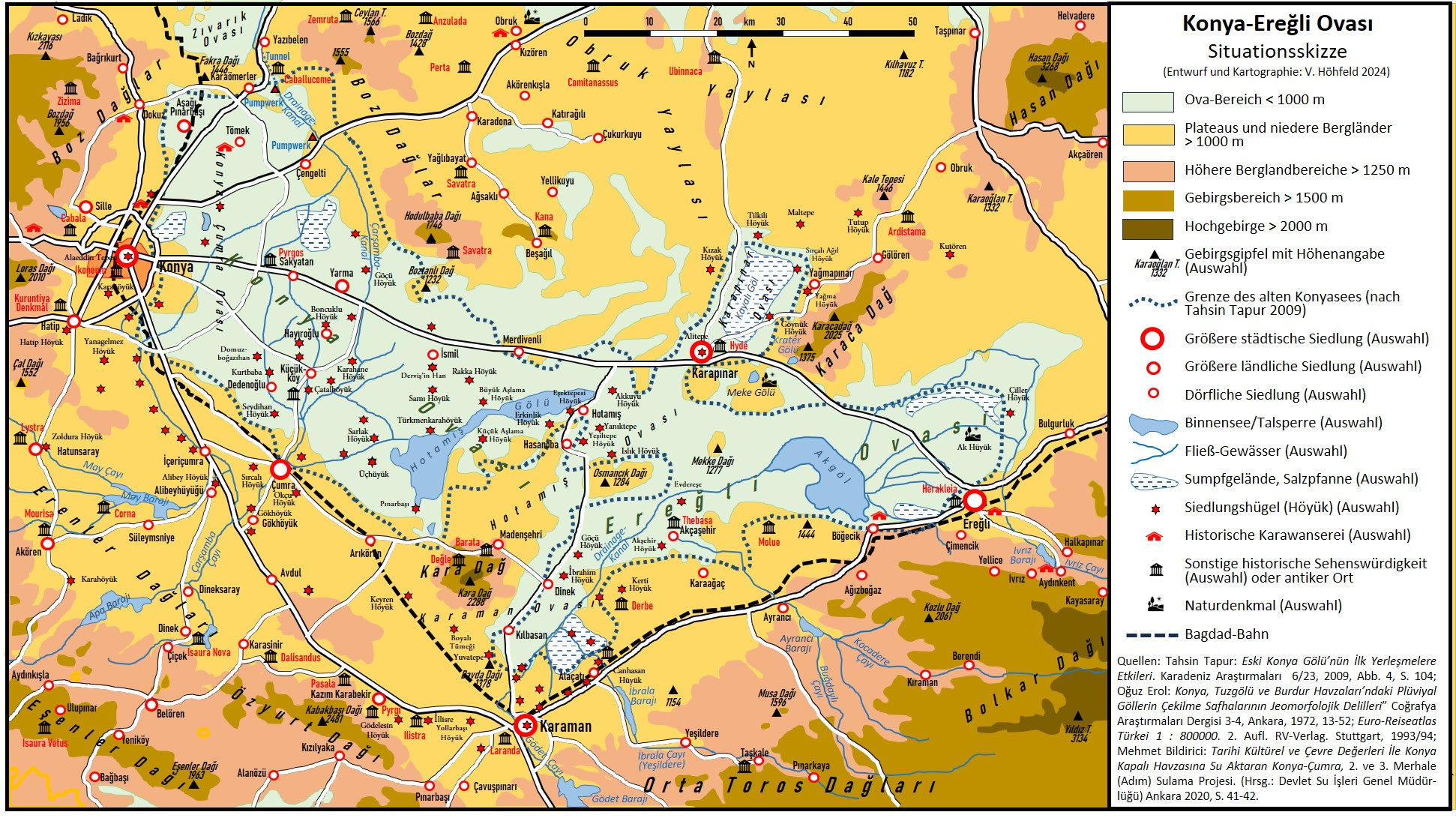
Die Karte zeigt die historisch-topographische Situation der Konya-Ereğli Ovası, einer ausgedehnten Senkenlandschaft im südwestlichen Inneranatolien.

Die Existenz des alten Konya-Sees spielte zu Beginn der Jungsteinzeit, der größten Phase der Zivilisationsbildung in Anatolien, eine sehr wichtige Rolle. Da sich Menschen bereits in der Vorantike bevorzugt an den Ufern von Seen, in Schwemmland-Ebenen und auf Schwemmfächern niederließen, wo der Wasserbedarf leicht gedeckt werden konnte, wurden auch in der Konya-Ereğli Ovası diverse Siedlungen nahe des pleistozänen Konya-Sees gegründet. Die Umgebung dieser Plätze und heutigen Siedlungshügel (Höyük, Hüyük) verfügten damals wie heute über fruchtbares Land und boten sehr geeignete Orte, um Lebensunterhalt mit Jagd auf Wildtiere an den Seeufern und in Sümpfen zu erhalten und in den fruchtbaren Ebenen auch kleinbäuerliche Landwirtschaft zu betreiben. Allerdings haben Ergebnisse jüngster archäologischer Ausgrabungen die Erkenntnis geliefert, dass die ersten fest siedelnden Gesellschaften zunächst immer noch Jäger und Sammler waren und erst in späteren Phasen eine weitgehend landwirtschaftliche Produktion entwickelten. So entstanden nach und nach über lange Perioden zahlreiche kleinere und größere Siedlungen, die sich mit der Zeit durch ihren Kulturschutt zu Siedlungshügeln, sogenannten „Höyüks“, erhöhten und deren Schichtungen mit ihren Inhalten heute der Archäologie wertvolle kulturhistorische Hinweise liefern, die weit in die prähistorische Vergangenheit zurückreichen. Dabei entwickelten sich um den Konya-See Wohnplätze zumeist möglichst in Seenähe, so dass man an ihren rezenten Positionen in einer Art historischen „Streuung“ Rückschlüsse über Schrumpfungs- und Rückzugsstadien des Sees ziehen kann. Trotz ihrer weitflächigen Verteilung innerhalb und um die Konya-Ereğli Ovası konzentrieren sich die entsprechenden Lokalitäten in bestimmten Bereichen, u. a. auch auf dem „Mündungs“-Schwemmfächer des Çarşamba Çayı im Umfeld der Stadt Çumra, noch heute das wichtigste landwirtschaftliche Gebiet des Konya-Beckens und als die „Çukurova von Konya“ bezeichnet.

### Prähistorie

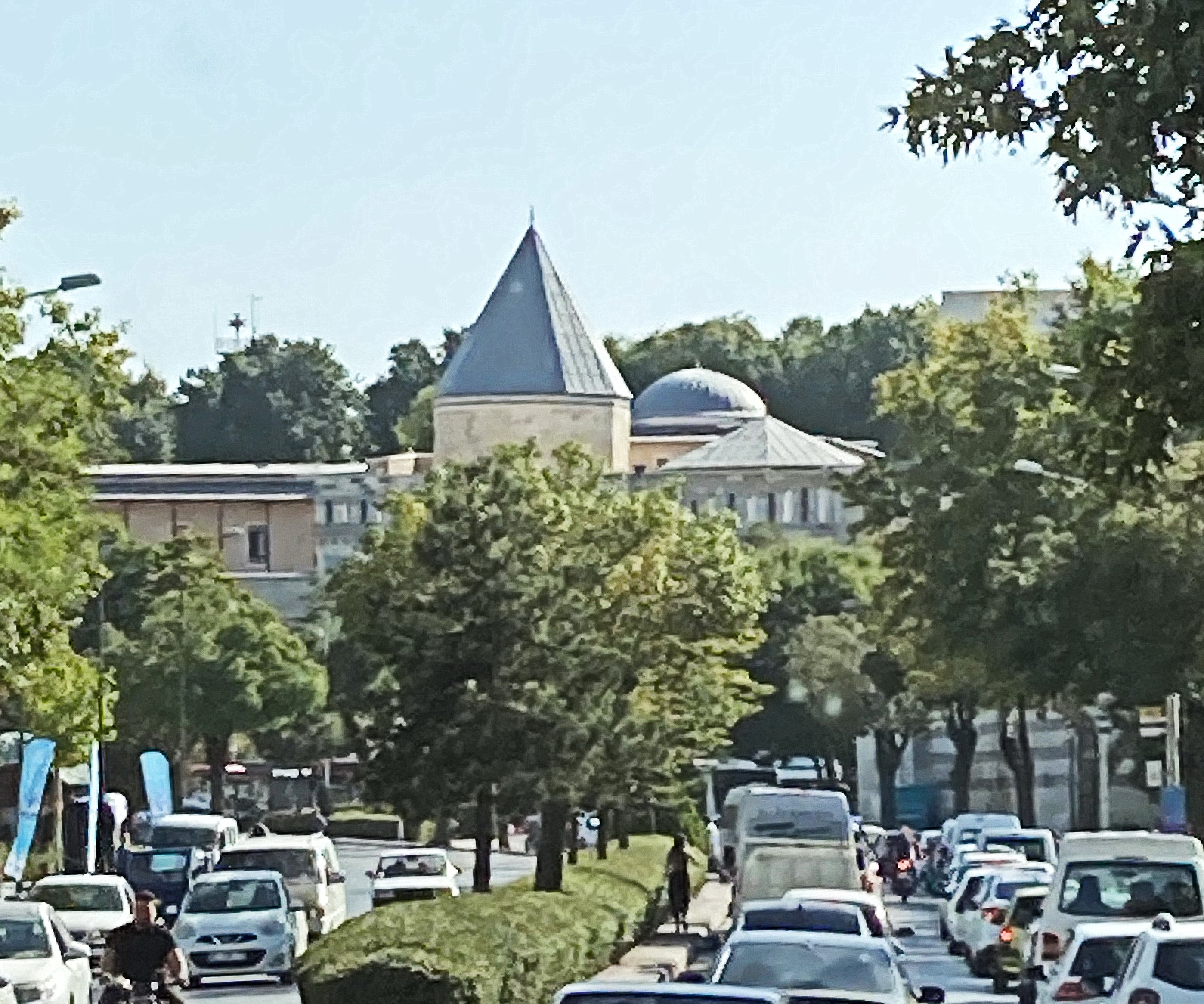
Blick auf den Alaadin-Hügel, dem alten Siedlungshügel (Höyük) im Zentrum von Konya, mit der Alaaddin Moschee

Als vor 13.000 Jahren mit dem Ende der Eiszeit eine Periode gemäßigten Klimas einsetzte und in der Lukkavaniya-Ebene (Konya-Ereğli Ovası) das Wasser des Binnenmeeres von Konya zurückzugehen begann, blieben Seen, wie Hotamış Gölü, Akgöl, Ilgın Gölü, Akşehir Gölü und Tuz Gölü, im Südlichen Inneranatolien zurück. Damals, im Epipaläolithikum (Spätpaläolithikum), hatten die dortigen Bewohner, die sich noch nicht mit Landwirtschaft und Viehzucht auskannten und ihren Lebensunterhalt mit Jagen und Sammeln bestritten, das „Höhlenleben“ bereits schon aufgegeben und sich auf offenen Flächen vor Felsunterkünften entlang der Seen niedergelassen. Die ältesten bislang bekannten wichtigsten Siedlungen aus dieser Zeit sind Derviş'in Han in der Nähe von İsmil, etwa 60 km östlich von Konya, und das 10.000 Jahre alte Pınarbaşı in der Nähe des Dorfes Süleyman Hacı bei Karaman. Damit begann auch im südlichen Inneranatolien die „Jäger-Sammler-Dörfer“-Periode mit Siedlungen in offenen Gebieten, wo man aber noch keine Tierhaltung und Landwirtschaft kannte. Während der folgenden Vorkeramischen Jungsteinzeit (Präkeramisches-Neolithikum; 10000 bis 6400 v. Chr.), kannten die Menschen noch nicht die Nutzung der Töpferscheibe, während an manchen Orten bereits Viehhaltung betrieben, partiell mit der Landwirtschaft begonnen oder auch beides zusammen praktiziert wurde (Beispiele: Pınarbaşı Höyük und Boncuklu Höyük). Auf die Siedlungsperiode der Jungsteinzeit (z. B. Çatalhöyük) folgten Plätze der Kupferzeit (Chalkolithikum) als erste Phase des „Metallzeitalters“ (Beginn um 5500 v. Chr.; z. B. Can Hasan und West-Çatalhöyük), in dem sich Beziehungen zu Siedlungen im Westen im Süden der Konya-Ereğli Ovası nachweisen lassen. Während der auf die Kupferzeit folgenden frühen Bronzezeit entstanden kleine städtische, von Mauern umgebene Fürstentümer (u. a. der Alaaddin-Hügel in Konya). Im Umfeld von Konya etablierte sich das Puruşanda-Königreich auf dem Karahöyük (s. u.), dessen Name am Ende dieser Periode im „Zeitalter der assyrischen Handelskolonien“ öfters erwähnt wird.

#### Prähistorische Siedlungshügel der Konya-Ereğli Ovas
Laut Hasan Bahar, Dozent der Fakultät für Geschichte, Abteilung Alte Geschichte der Selçuk Universität in Konya, wurden 400 zumeist steinzeitliche bis bronze- und eisenzeitliche „Höyüks“ in Konya und Umgebung identifiziert. Allein rund um Çumra wurden fast 70 Siedlungshügel registriert. Fast die Hälfte von ihnen stammen aus der frühen Bronzezeit. Die meisten wurden jedoch durch agrare Tätigkeiten beschädigt. Abgesehen von den unten aufgeführten Plätzen nennt Hasan Bahar weitere in der Nähe von Konya: Karkın Höyük, Dedemoğlu Höyük, İçeriçumra Höyük, Abditolu Höyük, und in der Nähe von Karaman: Abdullah Höyük (bei Kılbasan), Akyokuş Höyük (am Karaman Bus Terminal), Boz Höyük (bei Güllü/Mercik), Büyükgonu und Küçükgonu Höyük (bei Unu/Sudurağı), Çardağ Höyük (an der Sazlıyaka-Straße), Davda Höyük (an der Yuvatepe-Straße), Degirmendere (bei Gavur), Zındanı Höyük (südwestlich von Hamza), Eminler Höyük (bei Eminler), Asar Höyük (bei Kazımkarabekir), Akçaşehir Höyük, Gök Höyük (bei Çoğlu), İbrahim Höyük (bei Dinek), Koca Höyük (bei Bölükyazı), Mandasun Höyük (bei Demiryurt) und Sığırcı Höyük (bei Karalgazi). Derartige Höyüks bildeten auch die ersten Siedlungskerne der Provinzstädte Konya und Karaman, so der Alaaddin Höyük in Konya und der Karaman Höyük in Karaman (s. u.), auf dem die Karaman-Burg steht. Viele dieser alten Siedlungsplätze wurden in der Moderne stark in Mitleidenschaft gezogen oder zerstört. Eine Auswahl bekannter Höyüks sei hier (alphabetisch) aufgelistet und kurz beschrieben:

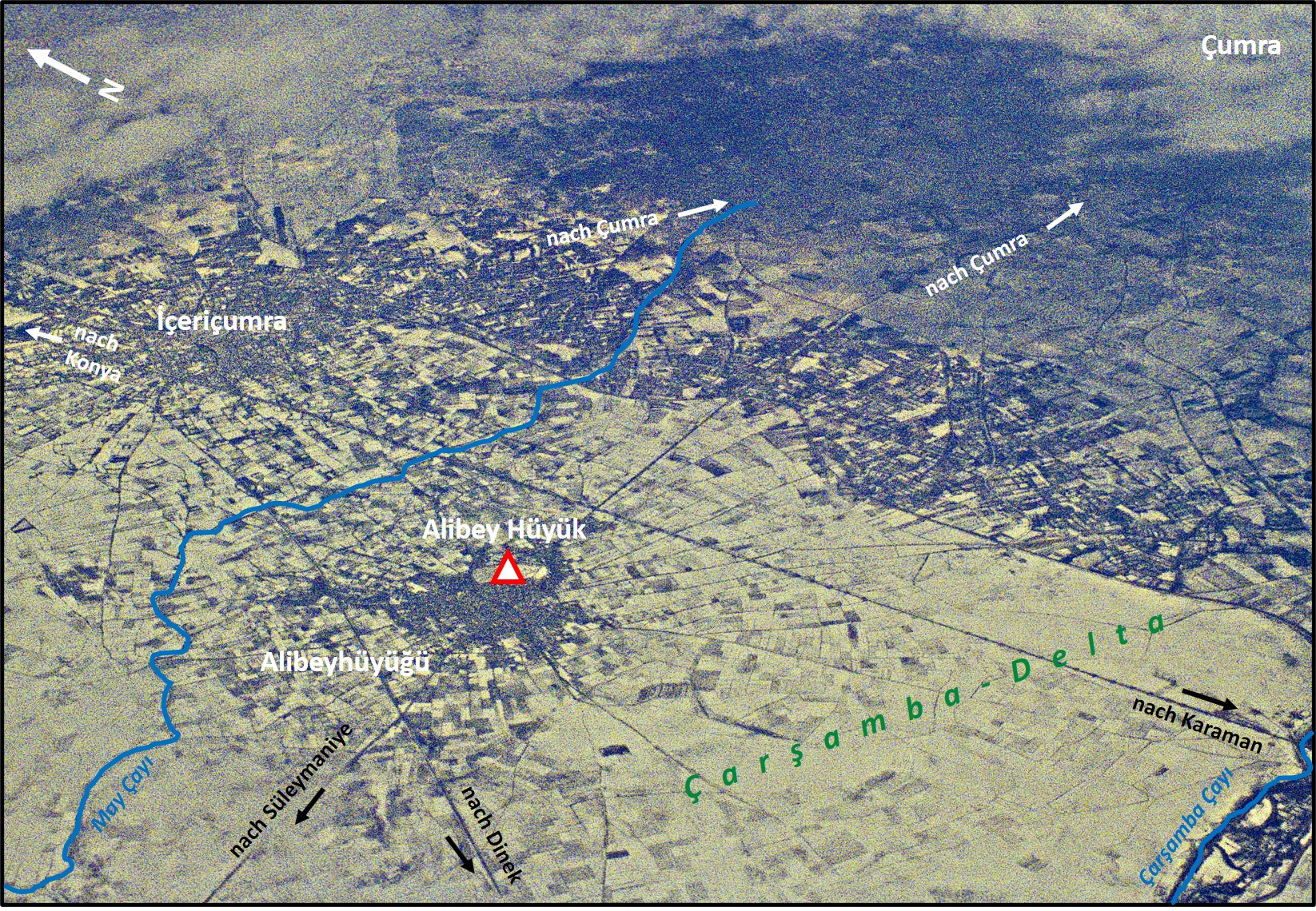
Flugaufnahme zur Lage des Siedlungshügels Alibey Höyük bei İçeriçumra im Dorf Alibeyhüyüğü

Alibey Höyük: Der Höyük 10 km westlich von Çumra und 38 km südlich von Konya im Dorf Alibeyhüyüğü nordwestlich von Gökhüyük an der Straße von Konya nach Karaman an einer Straßenkreuzung war aufgrund seiner Lage im Laufe der Geschichte immer ein Kreuzungspunkt. Der Platz gilt als eine etwa 7000 Jahre alten Siedlung aus der Kupfersteinzeit auf dem Schwemmfächer des Çarşamba Çayı. Menschliche Eingriffe (auf dem Hügel errichtete Gebäude, Aufforstungen und Straßenbau) haben zu großen Zerstörungen des Hügels geführt. Die Häuser des rezenten Dorfes Alibeyhüyüğü beginnen unmittelbar am Fuße dieses Hügels. Von James Mellaart wurden Funde dort in das mittlere und späte Chalkolithikum datiert.
Avrathanı Höyük (auch Reis Tümeği): Der Ort liegt südöstlich von Konya, 16 km nördlich von Çumra, 4 km nordwestlich von Küçükköy im Südosten von Çatalhöyük. Der Platz wurde 1958 von James Mellaart entdeckt und war nach dessen Meinung seit der Jungsteinzeit besiedelt.
Boncuklu Höyük: Boncuklu Höyük ist eine neolithischer Siedlungshügel etwa 9 km nördlich von Çatalhöyük und gilt als einer der ältesten bewohnten Plätze (8300 und 7800 v. Chr.). Er wurde 2001 von Douglas Baird (Universität Liverpool) entdeckt und seit 2006 ausgegraben. Der Ort wird, ähnlich wie der Höyük von Pınarbaşı, als kultureller Vorläufer der etwa 1000 Jahre späteren Stätte Çatalhöyük interpretiert. Boncuklu zeigt, dass Strukturen, Symbolik und soziale Entwicklung von Çatalhöyük anhand von kulturellen Merkmalen, die in Boncuklu Höyük zu sehen sind (wie Stierköpfe, Hausbauweisen und menschliche Schädel) vom späteren Standort Çatalhöyük, zurückverfolgt werden können. Boncuklu Höyük wird als Geburtsort der Çatalhöyük-Kultur und als Ausgangspunkt ihrer Entwicklung angesehen.
Canhasan Höyük: Beim Dorf Alaçatı 13 km ostnordöstlich von Karaman auf dem Schwemmfächer des İbrala Çayı gibt es drei nahe beieinander liegende Hügel mit den Namen Canhasan Höyük I, II und III. Bei Ausgrabungen des von James Mellaart entdeckten Platzes wurden zwischen 1961 und 1970 vier Siedlungsetagen ermittelt, die alle auf die Kupfersteinzeit zurückgehen.
- Bei Höyük Canhasan I (Durchmesser 380–400 m) wurden mittlerweile 7 Wohnebenen identifiziert. Davon stammen die Etagen 7–4 aus dem Spätneolithikum (6000 v. Chr.) und die Ebenen 3–1 aus dem Chalkolithikum (5500–3000 v. Chr.).[44]
- Canhasan II: Der Durchmesser des Canhasan-II-Hügels beträgt etwa 100 m und seine Höhe 7 bis 8 m. Es wurden Siedlungsreste aus römischer und byzantinischer Zeit festgestellt.
- Bei Canhasan III (Durchmesser etwa 100 m, Höhe 6 m), 750 m nordwestlich des Hügels Canhasan I, handelt es sich um eine präkeramische neolithische (akeramisches Neolithikum) Siedlung am Ufer des einstigen pluvialen Konya-Sees nach dessen Austrocknung. Auch hier wurden 7 zusammenhängende Bauschichten identifiziert und in die keramiklose Jungsteinzeit (6500 v. Chr.) datiert. Die hier gefundenen Siedlungsreste zeigen, dass sich dort eine auf Landwirtschaft und Tierhaltung basierende Wirtschaft entwickelte.[45]

Çarıklar Höyük: Dieser Höyük aus der frühen Bronzezeit im Stadtteil Meram (Konya) wurde durch Straßenbau und Raubgrabungen weitgehend zerstört und teilweise für die Landwirtschaft freigegeben.

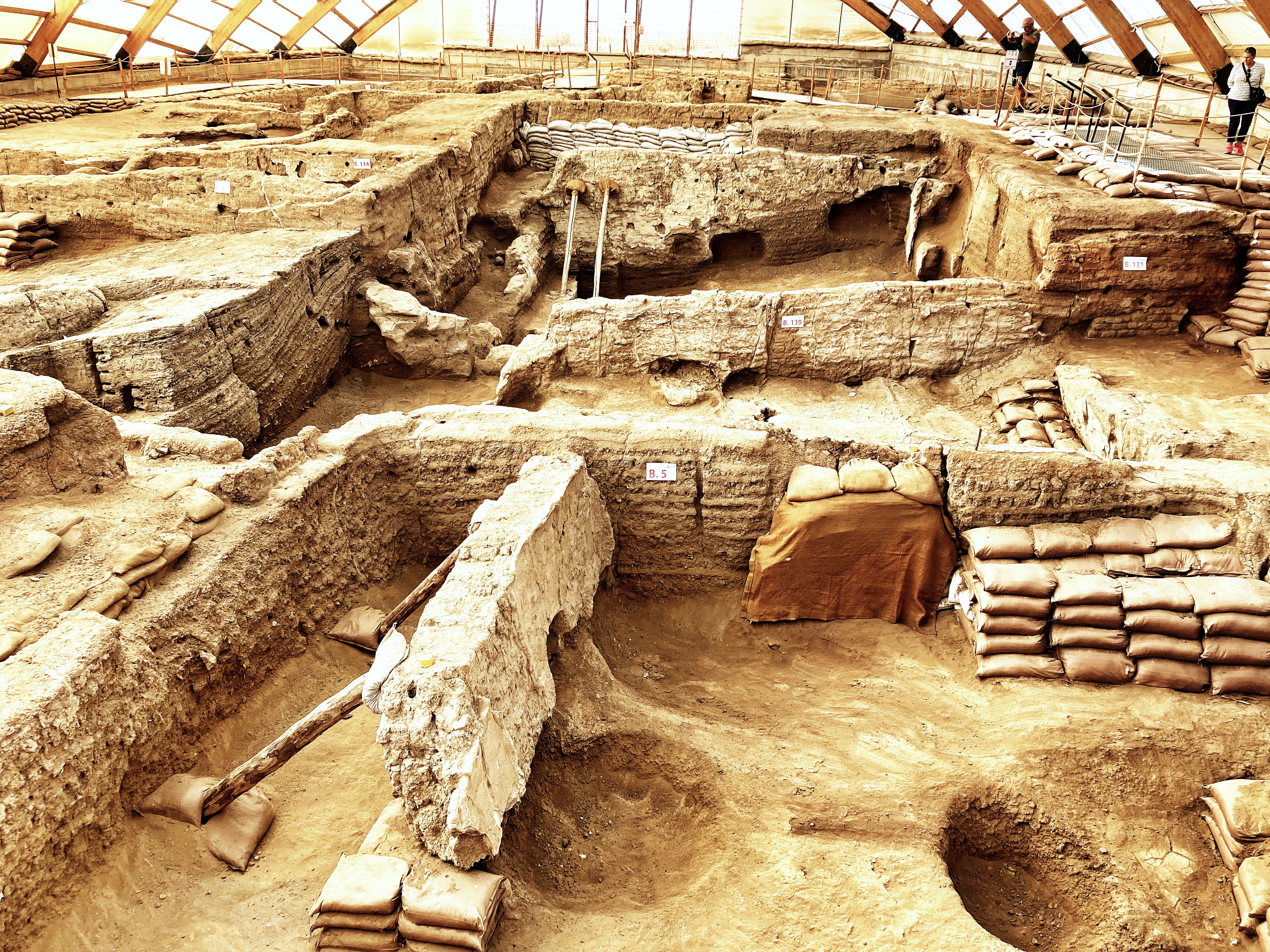
Jüngstes Grabungsgelände Çatalhöyük Westseite September 2023

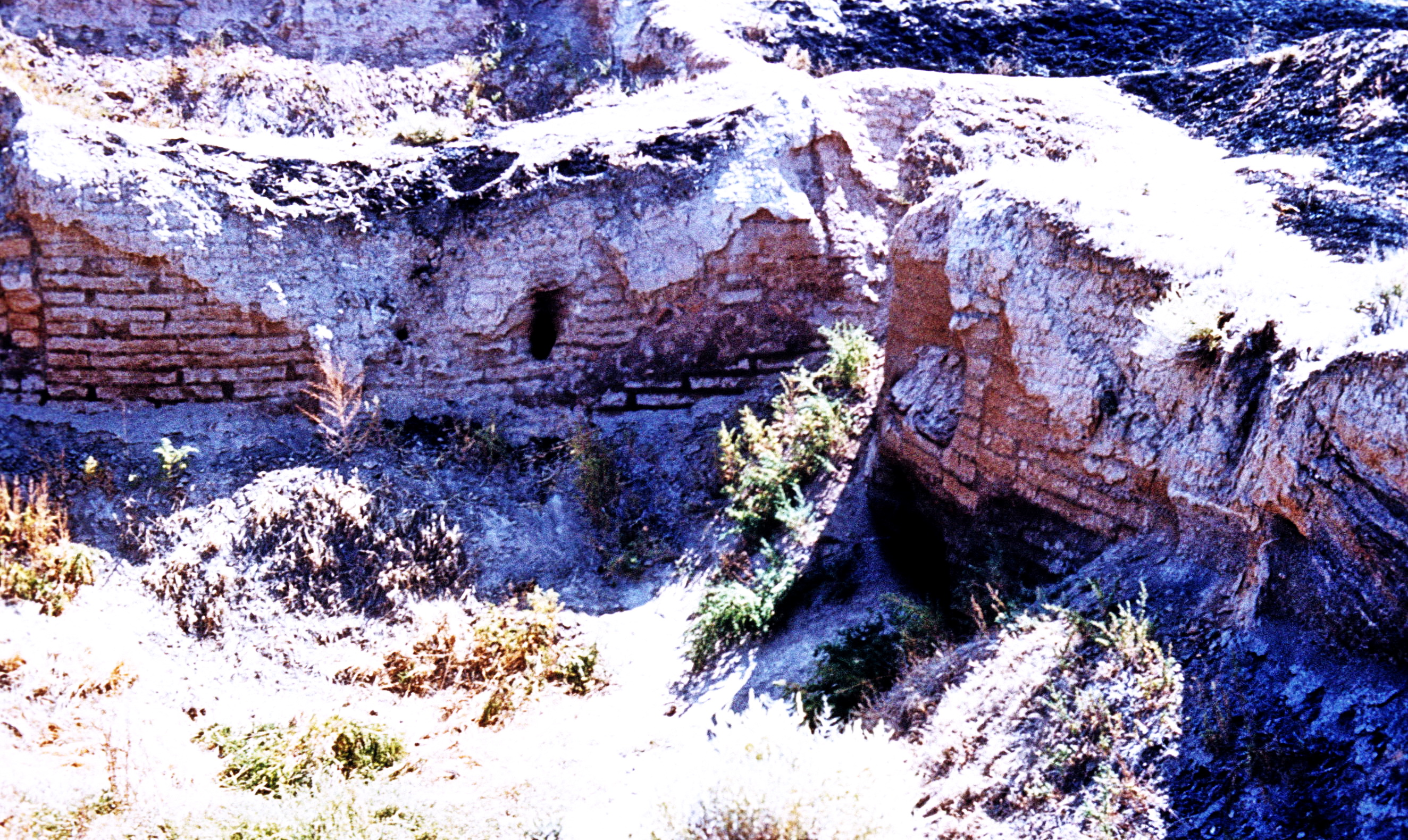
Älteres Grabungsgelände Çatalhöyük Ostseite September 1983

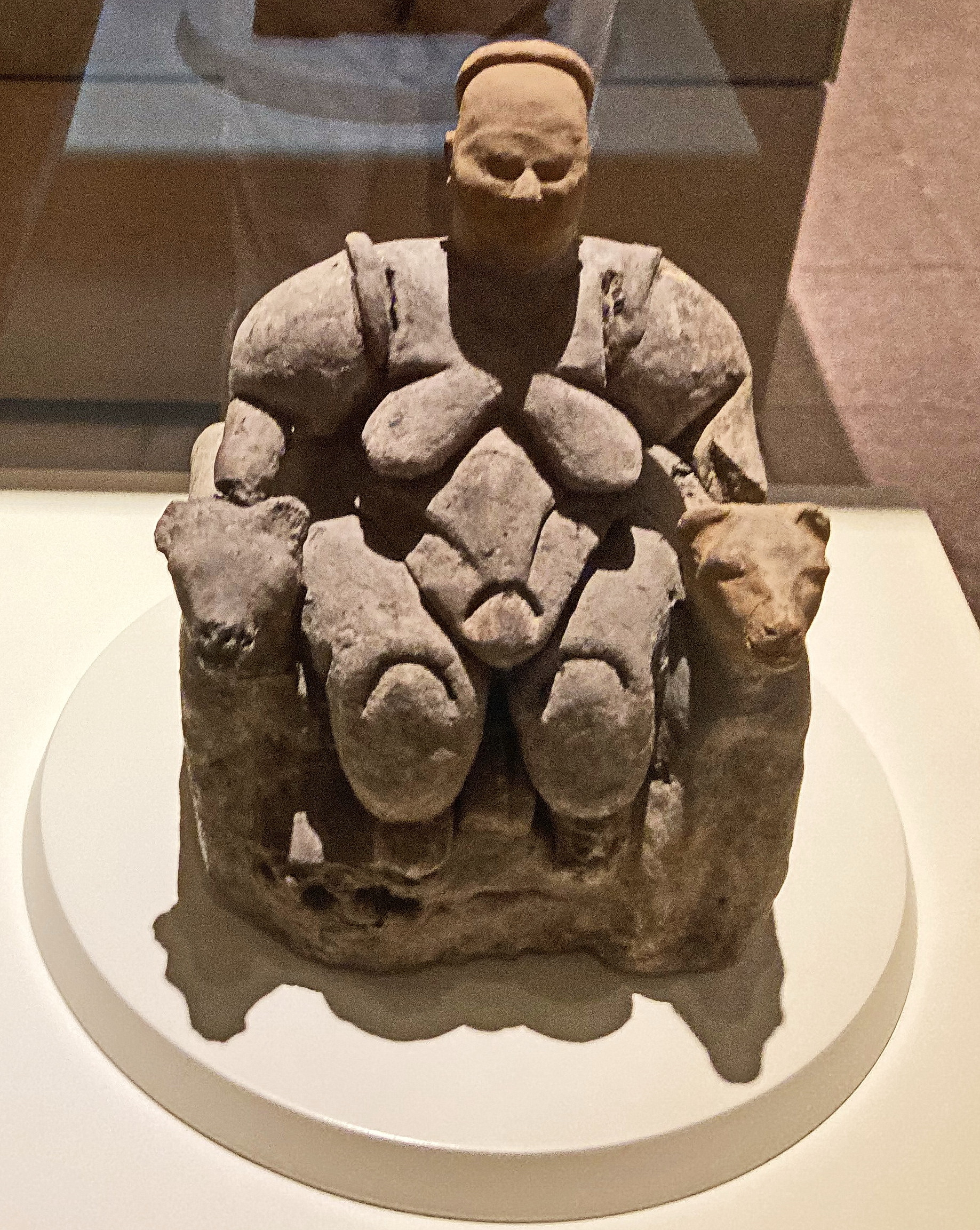
Statue der Muttergöttin Kybele Çatalhöyük 5750 v. Chr., Museum für anatolische Zivilisation in Ankara

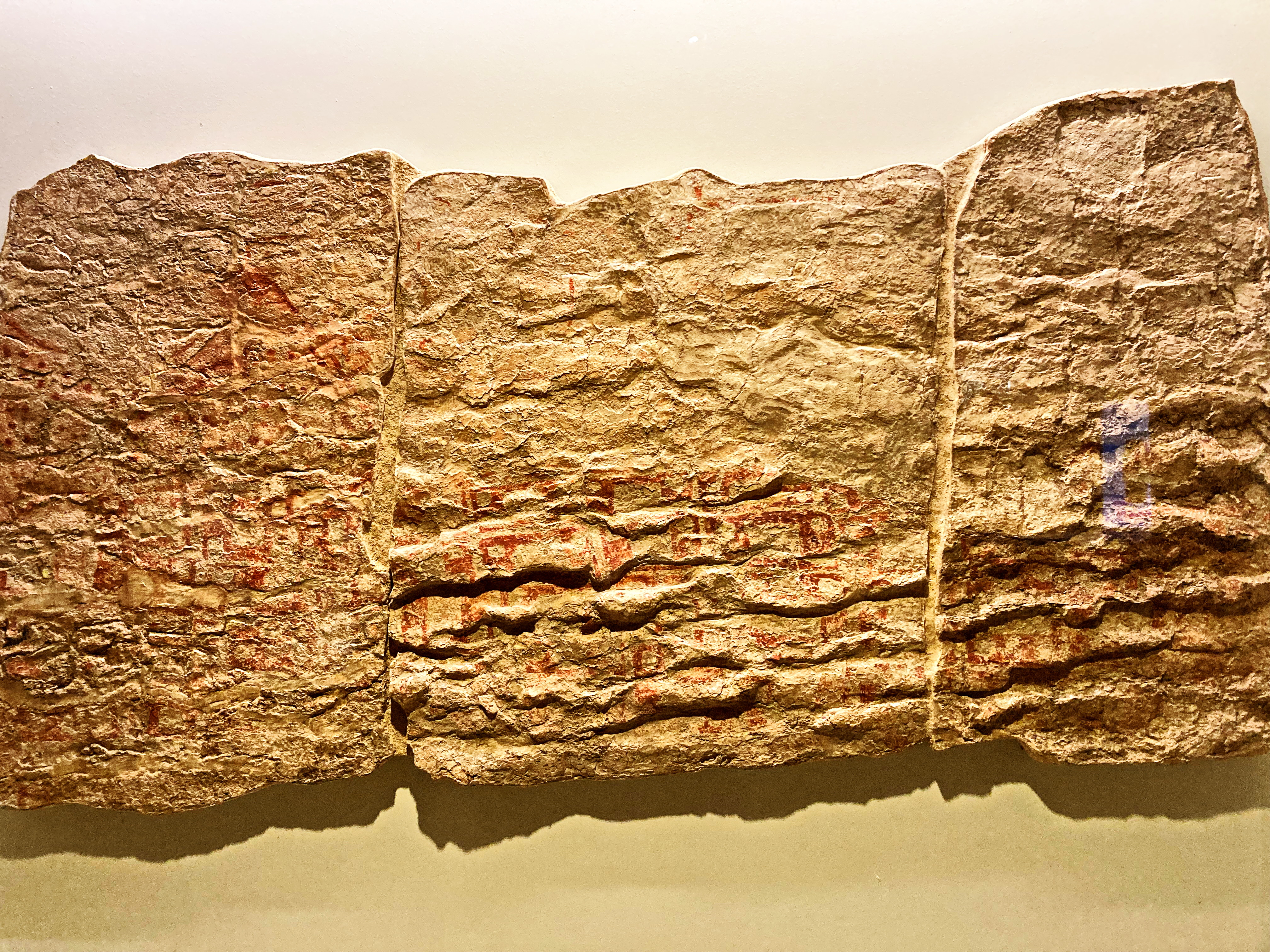
Museum für anatolische Zivilisation in Ankara: Neolithische Wandmalerei der quadratischen Häuser von Çatalhöyük mit dem Ausbruch des Vulkans Hasan Dağı

Çatalhöyük, die wohl bekannteste Siedlung ihrer Art etwa 10 km nordöstlich von Çumra am Ufer des ehemaligen Çarşanba Çayı, ist ein Platz mit urbanem Charakter. Er wurde 1951 vom britische Prähistoriker und Archäologen James Mellaart entdeckt, dessen detaillierten Voruntersuchungen sich bis 1958 erstreckten. Bei den Ausgrabungen seit 1961 auf einer Fläche von etwa 13 Dekar (1,3 Hektar) stieß man auf 14 Gebäudeschichten, die nach Mellaart einer urbanen Gesellschaft in Art einer „Metropole“ ähnelten. Mellaarts Ausgrabungen dauerten bis 1964, als ihm im Zusammenhang mit der Dorak-Affäre die Grabungserlaubnis entzogen worden war. Nach einer langen Pause wurde die Ausgrabung 1993 unter Ian Hodder (Universität Cambridge) zusammen mit Rogers Matthews (Britisches Archäologisches Institut, Ankara) wieder aufgenommen. Bisher wurden 16 Siedlungsebenen ausgegraben. Auf die Siedlung aus der Jungsteinzeit in Çatalhöyük folgt die Siedlung aus der Kupfersteinzeit (Chalkolithikum) auf dem westlich anschließenden Hügelteil (West-Çatalhöyük). Diese Periode ist die erste Phase des „Metallzeitalters“ (Metallverarbeitung) und beginnt um 5500 v. Chr. Ansehnliche Funde befinden sich im sogenannten „Hethiter-Museum“ (Museum für anatolische Zivilisationen / Anadolu Medeniyetleri Müzesi) in Ankara.
Çomaklı Höyük: Der 21 m hohe Hügel liegt 2 km südwestlich des Dorfes Çomaklı im Stadtteil Meram von Konya. Nach James Mellaart gehört er in die frühe Bronzezeit. Allerdings verweist Semih Güneri nach detaillierter Untersuchung den Ort ins Spätneolithikum- und Frühchalkolithikum und war während der frühen Bronzezeit (um 2000 v. Chr.) sowie während der hellenistischen und römischen Zeit bewohnt, was ein Schlaglicht auch auf die Besiedlung der Konya-Eğreli Ovası während der klassischen Antike wirft.
Halaç Höyük: Der Platz etwa 2 km östlich von Karkın und etwa 8 km östlich von Çatalhöyük wurde von Douglas Baird und seinem Team entdeckt, nachdem die Ausgrabungen in Çatalhöyük im Jahr 1993 begonnen hatten.
Hatıp Höyük: Die Zerstörung dieses Höyüks, einer 9000 Jahre alten neolithischen Siedlung in einem Schutzgebiet bei Hatıp (Meram/Konya) durch Straßen- sowie Siedlungsbau und 10 m tiefe Raubgrabungen geht intensiv weiter.
İşgalaman Çingen Höyük: Die Ränder des Siedlungshügels im Gebiet Karatay (Konya), der aus der frühen Bronzezeit stammt, wurden angeschnitten und für Baumaßnahmen geöffnet. Er hat seine Hügelfunktion weitgehend verloren.
Karahöyük (Konya): Der Siedlungshügel, dessen Ausgrabungen von 1953 bis 1966 dauerten, liegt im Stadtteil Harmancık von Konya, 15 km südöstlich des Stadtzentrums, und wird als einer der größten Hügel in Zentralanatolien beschrieben. Der Ort war zwischen 3000 und 2000 v. Chr. (Altbronzezeit, assyrische Handelskolonien) bewohnt. Es wurden Skelettreste von 27 Bewohnern entdeckt. Der Platz wirft aufgrund seiner Nähe zur Stadt Konya Licht auf die Geschichte des Provinzzentrums Konya und gehört zu den bedeutendsten „Stadtruinen“ des antiken Anatoliens. (Funde werden im Archäologischen Museum Konya ausgestellt).

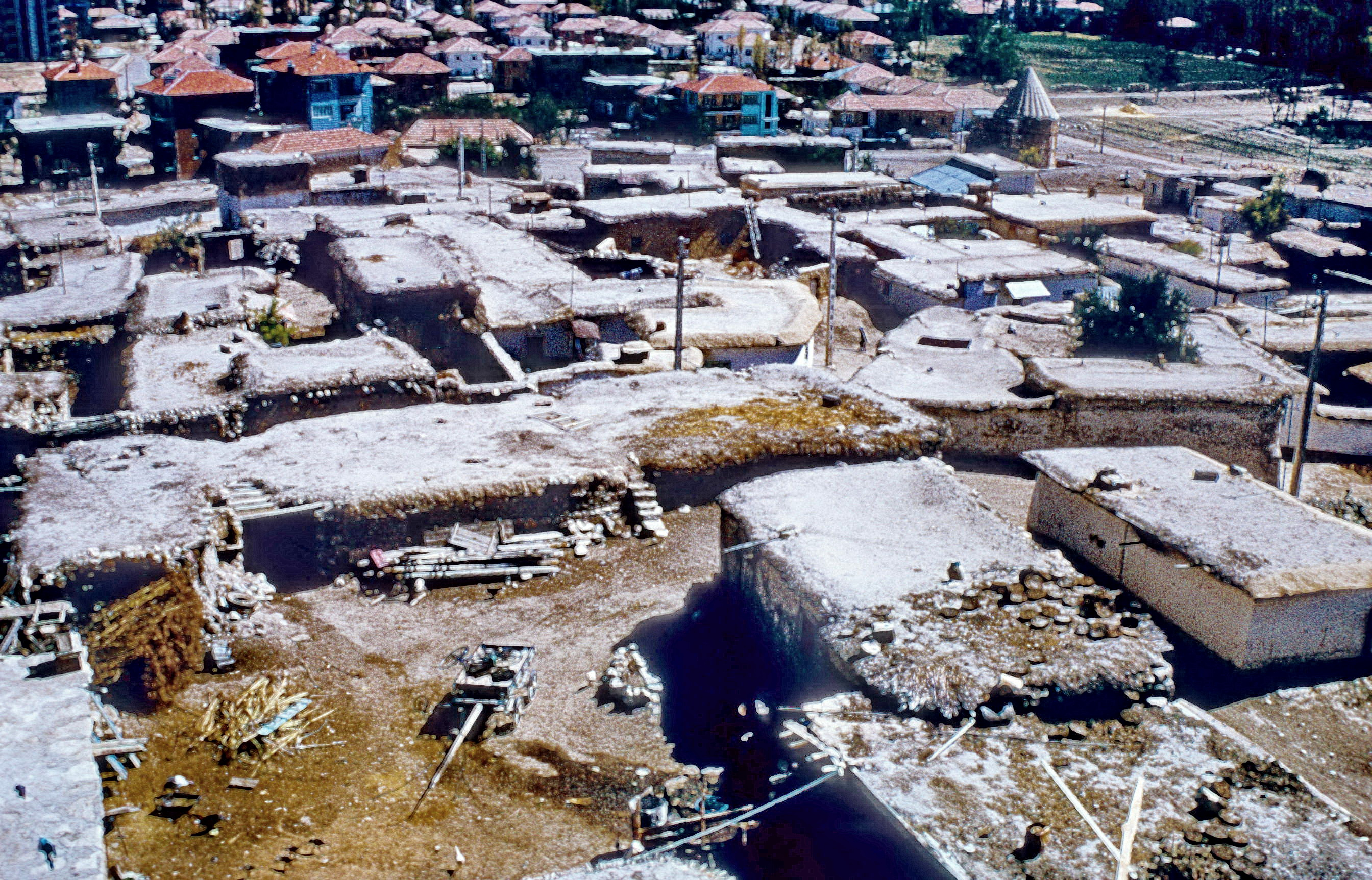
Blick auf die Altstadthäuser unterhalb der Zitadelle von Karaman im Herbst 1975. Alle diese traditionell errichteten Stadthäuser des altanatolischen Wohnviertels um die Burg wurden Ende der 1970er Jahre abgerissen und durch eine Parkanlage ersetzt.

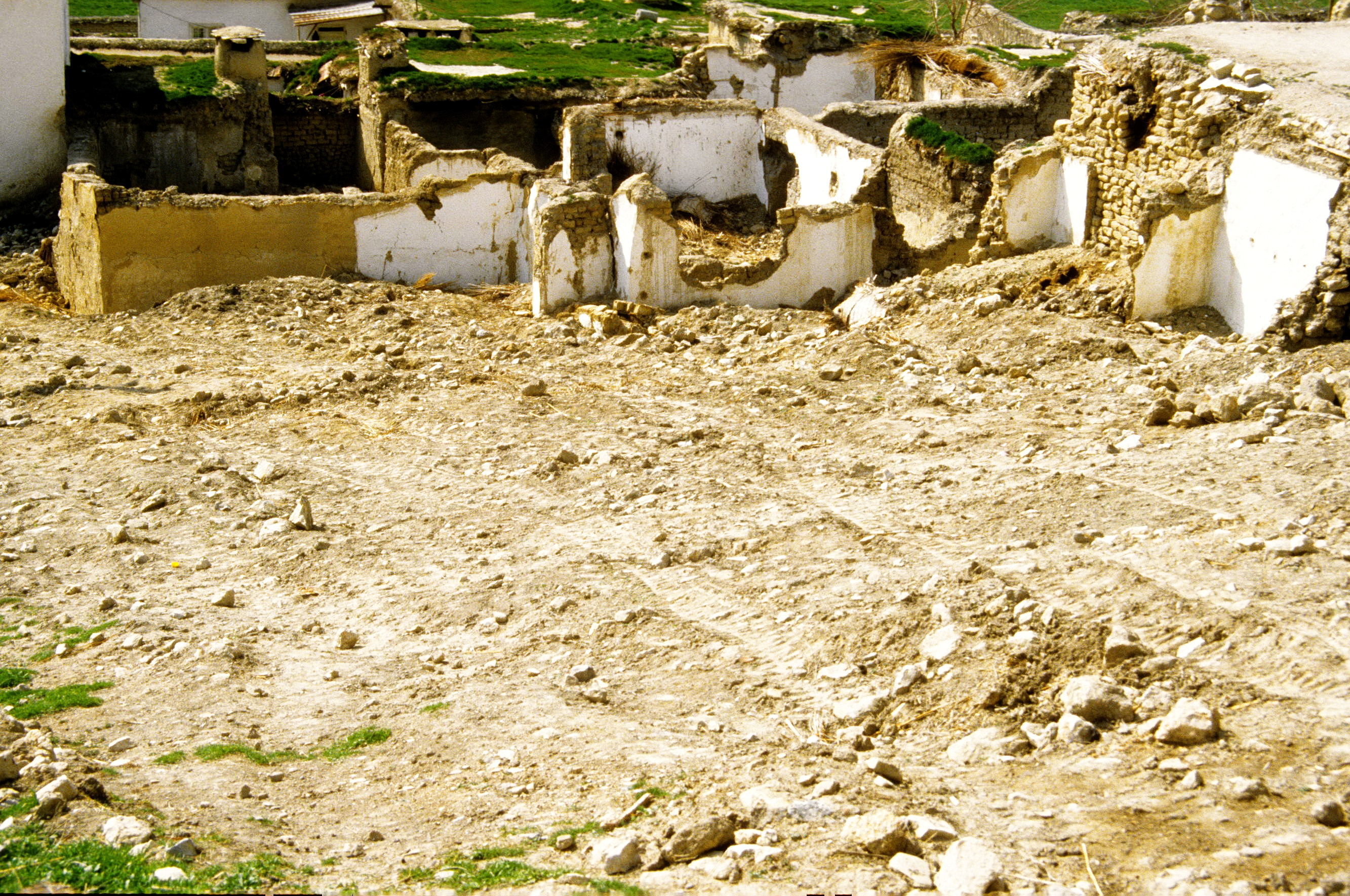
Teile der seit Ende der 1970er Jahre nach und nach planierten Altstadtbereiche von Karaman unterhalb der Burg im Frühjahr 1988

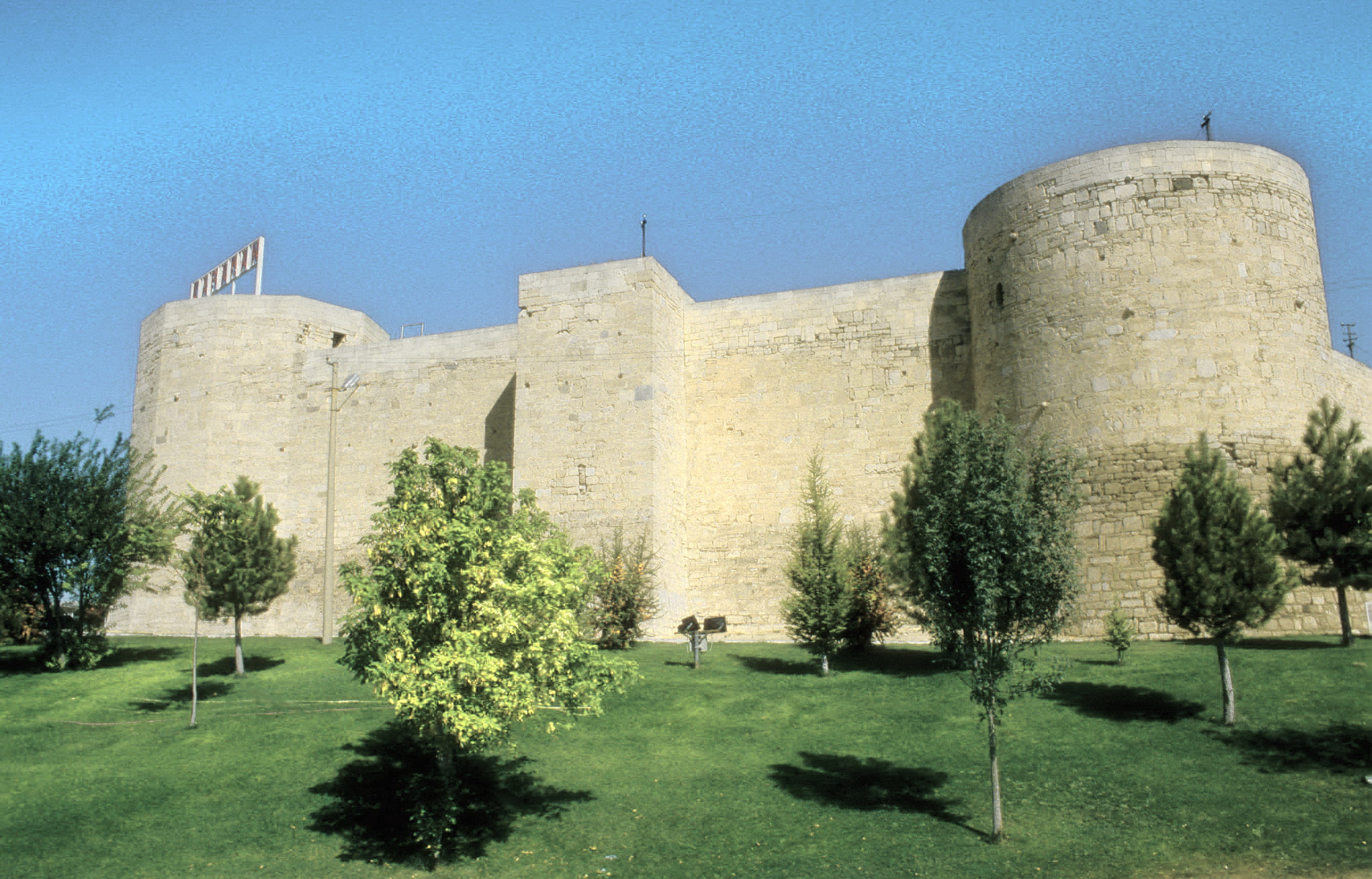
Renovierte Burganlage Karaman Kalesi auf dem Karaman Höyük im September 2001

Karaman Höyük: Es handelt sich um einen Siedlungshügel aus der frühen Bronzezeit im Altstadtzentrum von Karaman, auf dem man die Burg Karaman Kalesi errichtete. Unterhalb der Burg lag am Hang ein großer Teil der Altstadt mit typischen inneranatolischen Lehm-Flachdachhäusern, der seit Ende der 1970er Jahre bis auf ein Gebäude planiert wurde. Rund um die Burg wurden Straßen, Parkplätze, Teegärten und Restaurants angelegt. Die Hügelstruktur ist größtenteils verloren gegangen.
Karapınar I (Ali Tepe): Der nördliche Teil des Hügels in der Stadt Karapınar, umgeben von Mauern und Drahtzäunen, wird als Ali Tepe-Erholungspark genutzt. An allen Hängen wurden Terrassierungen und Aufforstungen vorgenommen. Auf dem Hügel befinden sich auch Fernsehsender und Basisstationen.
Karhane (Kerhane) Höyük: Der Platz liegt 37 km südöstlich von Konya, 20 km nordnordöstlich von Çumra und 8 km südlich von Yarma etwa 2,5 km östlich des Dorfes Hayiroğlu am Çarşamba Çayı. Er ist im Volksmund als Kerhane- oder Karhane Höyük bekannt und liegt etwa 1 km vom Boncuklu Höyük (s. o.) entfernt. In dem Hügel wurden u. a. Funde aus der Kupfersteinzeit gemacht. Rund um den Hügel liegt ein inzwischen trockengelegter Sumpf, umgeben von fruchtbarem Ackerland. Es wurde 1958 von James Mellaart entdeckt, der diese Siedlung in die frühe Jungsteinzeit datierte. Funde zeigen, dass der Hügel seit der Jungsteinzeit bewohnt war und die Bewohner zuerst auf dem Boncuklu Hüyük (s. o.) lebten. In Kerhane fand man Keramikstücke aus dem Spätneolithikum (Chalkolithikum) und der frühen Bronzezeit, als die Siedlung offenbar dicht und weitläufig bewohnt war und es für einen bestimmten Zeitraum eine Art „Kolonie“-Siedlung gab. Auch während der hellenistischen, römischen und byzantinischen Zeit war der Karhane-Hügel besiedelt.
Kepirce II: Die Siedlung im Südosten von Konya etwa 6,5 km südwestlich von Çumra wurde von James Mellaart erforscht, der auf der Oberfläche Keramikstücke fand, die das Spätchalkolithikum anzeigten, andere Funde verweisen auf das 4. Jahrtausend v. Chr.
Keyren Höyük: Der Platz, 25 km nordöstlich von Karaman zwischen den Dörfern İslihisar und Demiryurt, wurde 1958 ebenfalls von James Mellaart entdeckt und war während der Jungsteinzeit, der Kupfersteinzeit und der frühen Bronzezeit bewohnt. David H. French definiert diese Siedlung als spät-neolithisch.Chr.
Okçu Höyük (Okçu I): Auf dem Siedlungshügel südöstlich von Çumra wurden Raubgrabungen geöffnet. Alle Ränder des Höyüks aus dem Chalkolithikum und der frühen Bronzezeit wurden eingeebnet und in landwirtschaftliche Flächen umgewandelt.
Pınarbaşı Höyük: Der flache Höyük zwischen dem Karadağ und dem Hotamış-Sumpfsee im Norden von Karaman stammt aus der Altsteinzeit und wird als einer der kulturellen Vorläufer von Çatalhöyük angesehen. Er wurde von Trevor Watkins (Universität Edinburgh) ausgegraben. Dabei wurden neun Siedlungsebenen identifiziert. Hier wurde Land- und Viehwirtschaft betrieben.
Sarıhasantolu Höyük: Der Platz liegt südöstlich von Konya, etwa 1,5 km nordöstlich von Çumra, südwestlich des Seyidhan Höyük und nordwestlich von Güvercinlik. James Mellaart setzte die Siedlung ins späte Chalkolithikum, David H. French dagegen ins 4. Jahrtausend v. Chr.
Seyithan Höyük: Auch dieser Ort südöstlich von Konya, 6 km nordöstlich von Çumra und 4 km nördlich von Güvercinlik am Çarşamba Çayı direkt neben der Dorfstraße nach Çumra und Güvercinlik südöstlich von Çatalhöyük wurde 1958 von James Mellaart entdeckt und von ihm der frühen bis späten Kupfersteinzeit zugeordnet.
Sırçalı Höyük: Der hohe und breite Hügel 3 km westlich von Çumra aus der Jungsteinzeit wird auf unterschiedliche Weise genutzt. Man findet alle Arten von Zerstörungen, u. a. eine städtische Baustelle und das Erholungsgebiet (Sırçalı Mesire Yeri: Teegarten, Parkplatz, Kinderspielplatz) der Gemeinde Çumra. Ein Teil davon ist mit Wald bedeckt.
Türkmenkara Höyük: Der Höyük im Südosten von Konya im Dorf Türkmenkarahöyük im Kreis Çumra wurde von James Mellaart entdeckt. Er war im Spätneolithikum, Chalkolithikum (Jungsteinzeit und Kupfersteinzeit), in der frühen Bronzezeit und für kurze Zeit 2000 und 1000 v. Chr. sowie in der hellenistischen bzw. römischen Zeit bewohnt. Der Platz wurde 2019 im Rahmen des TISP-Projekts (Türkmen-Karahöyük Intensive Survey Project) detailliert untersucht. Der Platz gilt seitdem als Stelle der Stadt Tarhuntašša, Hauptstadt des späthethitischen Königreichs Hartapu.
Yollarbaşı Höyük: Der Siedlungshügel inmitten der Ortschaft Yollarbaşı 17 km westlich von Karaman aus der frühen Bronzezeit wurde zur Aufforstung terrassiert und von Mauern sowie einer Asphaltstraße umgeben. Auf der Spitze befinden sich Parks, Schwimmbecken und Wassertanks. Am Nordhang gibt es einen Friedhof. Auf seiner gesamten Oberfläche wurden Raubgrabungen geöffnet. Der antike Wohnhügel von Yollarbaşı/Yeşiltepe ist der Standort des klassischen und mittelalterlichen Ilistra/Illisera.

### Zeit der assyrischen Handelskolonien
In der hethitischen Frühzeit wurde der Kulturraum des südlichen Inneranatolien von hattischen Fürstentümern beherrscht, ehe - vermutlich um 2000 v. Chr. - indogermanische Hethiter, deren genaue Herkunft bislang noch unklar ist, nach Zentralanatolien einwanderten und sich dort mit den einheimischen Hattiern vermischten. Bis etwa um 1700 v. Chr. konnten die angestammten hattischen Fürsten ihre Vormachtstellung bewahren. Die eigentliche hethitische Dynastie beginnt um ca. 1670 v. Chr. Der erste archäologische Hinweis auf die Hethiter stammt aus der assyrischen Handelskolonie in Kaneš, dem heutigen Kültepe, einem alten wohl hattischen Siedlungsplatz bei Kayseri, dessen Höyük bereits seit der frühen Bronzezeit bewohnt war und wo 1974-719 v. Chr. ein solcher Handelsplatz existierte. In assyrischen Texten finden sich Hinweise über ein Königreich Kuššara, dessen Zentrum in Kuššara (Alişar?) von einem König namens Pithana gegründet und zur Zeit des Königssohns Anitta nach Kültepe (Neşa = Kaniş) verlegt worden war. Danach erstreckten sich die Grenzen dieses Königreichs über ganz Zentralanatolien bis nach Konya im Westen. Rund um Konya lebten damals ebenfalls Hatti, ein Volk luwischer Herkunft, weshalb die Hethiter die Region der Konya-Ereğli Ovası im 2. Jahrtausend v. Chr. als Lukkavaniya, also das Land der Luwier bezeichneten oder als Tarḫuntašša nach dem luwischen Sturmgott Tarhunt. Eines der wichtigsten Handelszentren der assyrischen Handelskolonienzeit war der Karahöyük bei Konya, wo ausgegrabene Siegelabdrücke und Keramiken die Bedeutung der Siedlung für das damalige Wirtschaftsleben verdeutlichen. Während dieser Zeit war Purušhanda ein Königreich, das auch die Konya-Ebene umfasste. Purušhanda, dessen Lage archäologisch bislang noch nicht geklärt werden konnte, wird u. a. mit Acemhöyük identifiziert, einem Siedlungshügel in der Steppe südöstlich des Tuz Gölü beim Dorf Yeşilova 15 km westnordwestlich von Aksaray.

### Hethitische Staatsperiode
Mitte des 2. Jahrtausends v. Chr. war der Große Konya-See nicht völlig ausgetrocknet. Aus diesem Grund bezeichneten die Hethiter die Gegend um Konya als ein Feuchtgebiet. Die älteste entsprechende schriftliche Quelle zur Geschichte der Region ist der Erlass des Könjgs Telipinu (um 1500 v. Chr., umstrittene Chronologie, Reg.-Zeit vermutlich 1525-1500 v. Chr.) aus der Zeit des alten hethitischen Großreichs. Aus diesem Edikt geht hervor, dass der hethitische Herrscher Hattuşili I. jeden seiner Söhne u. a. in die Länder Hupişna (Ereğli), Tuvanuva (Tyana/Kemerhisar/Bor), Nenashsha (Nenašša, Aksaray), Zallara (Cihanbeyli ?) Parsuhanda (Karahöyük, wahrscheinlich aber Acemhöyük s. o.), Lushna (klassisch: Lystra, Hatunsaray) und Landa (Karaman) entsandte und sie diese Länder regierten. „Er zerstörte Länder, machte sie machtlos und machte das Meer zur Grenze ihres Landes. Und als er aus dem Krieg zurückkehrte, ging jeder seiner Söhne in einen Teil des Landes, nach Hupishna, nach Tuvanuva, nach Nenashsha, nach Landa, nach Zallara, nach Parsuhanda und nach Lushna, und sie regierten das Land und die großen Städte wurden reich.“ (zitiert nach Serdar Okur)
Damit geriet nach dem Ende des Königreichs Kuššara (Alişar?) im Jahr 1725 v. Chr. die Region Konya unter die Herrschaft der Hethiter. Das Telepinu-Edikt, das Auskunft über die Gründungszeit des hethitischen Staates gibt, nennt Hupišna (Ereğli), Tuvanuva (Tyana/Kemerhisar), Nenašša (Aksaray), Landa (Karaman), Zallara (Cihanbeyli ?), Paršuhanda (Karahöyük oder Acemhöyük) und Lušna (Hatunsaray) unter den Städten, die von Labarna, dem Gründungsherrscher der Hethiter, erobert wurden. Die meisten dieser Städte liegen heute rund um Konya, eine Region mit strategischer Bedeutung, die eine Verbindung zwischen den Hethitern und deren Erzfeinden, den Arzawa-Staaten in Westanatolien, herstellte: Während die Hethiter Expeditionen in das Arzawa-Land unternahmen, weiß man auch von ähnlichen Raubzügen der Arzawaner nach Ḫattuša. Die Hethiter hatten während der Herrschaft von König Muvattaliş II. (ca. 1295 bis 1272 v. Chr.) vor der Schlacht von Kadesch (1274 v. Chr) mit den Ägyptern ihre Hauptstadt von Boğazköy (Boğazkale, Ḫattuša) nach Tarhuntassa verlegt. Laut Bahar lag die Stadt Tarhuntassa in den Erenler Dağları bei Hatıp 10 km südwestlich von Konya knapp innerhalb oder an der Grenze der Konya-Ereğli Ovası. Hier gibt es ein Denkmal für König Kurunta, Sohn von König Muwatalli II. Tarhuntassa war zugleich eine Verwaltungseinheit innerhalb des hethitischen Staates. Die Hethiter errichteten damit offenbar um Konya ein internes Königreich gegen Arzawa-Überfälle. Nach Recherchen 1994 in der Region Konya war klar geworden, dass Hatip Kayalığı (Hatip-Felsen) und seine Umgebung das Zentrum dieses Königreichs war. Während der Herrschaft der hethitischen Könige Muwatalli, Hattusili III. und Tuthalia IV. diente Muvattalis Sohn Kurunta als König in dieser Region. Gemäß einer Vereinbarung zwischen Kurunta und Tuthalia IV., dem Sohn seines Onkels Hattusili III., erstreckt sich die Grenze des Königreichs Tarhuntašša bis Pozantı (Podandus in der Antike) im Osten bei den Kilikischen Pässen, Ilgın im Westen, das Mittelmeer im Süden und Kulu im Norden. (s. u.). Im Text des Vertrags zwischen Tarhuntašša-König Kurunta und dem hethitischen Herrscher Tuthalia IV. wird erwähnt, dass der Sturmgott und die Göttin Hepat in der Stadt Uda (vermutlich: Maltepe Höyük bei Emirgazi nordöstlich von Karapınar) anwesend waren, was darauf hindeutet, dass dieser Ort als religiöses Zentrum diente. Man geht zudem davon aus, dass die Grenze zwischen Tarhuntašša und dem Hatti-Land möglicherweise um Karapınar herum verlief, da die Grenzdefinition in diesem Vertragstext klare Informationen über die Region gibt. Tuthalia IV. erwähnt, dass er Kurunta umfassendere Rechte einräumte und ihm auch einige befestigte Stellungen versprach. Mit diesem Vertrag wurde die Grenze zwischen Tarhuntašša und Hatti von ihrer früheren Position (während der Herrschaft von Hattusili III.) weiter nach Osten verschoben. Tatsächlich wird Kuvappala bei der Stadt Dunna (Tyana) in der Bronzetafel erwähnt. Möglicherweise handelt es sich hierbei um ein Bergwerk, das mit den Silberminen Bulgar Madeni (heute Maden, 1680 m Höhe bei Alihoca/Ulukışla) im Bolkar Dağı identisch ist, die in neuassyrischen Dokumenten als „Muti-Berg-Minen“ (Marmorberg-Minen) erwähnt werden.

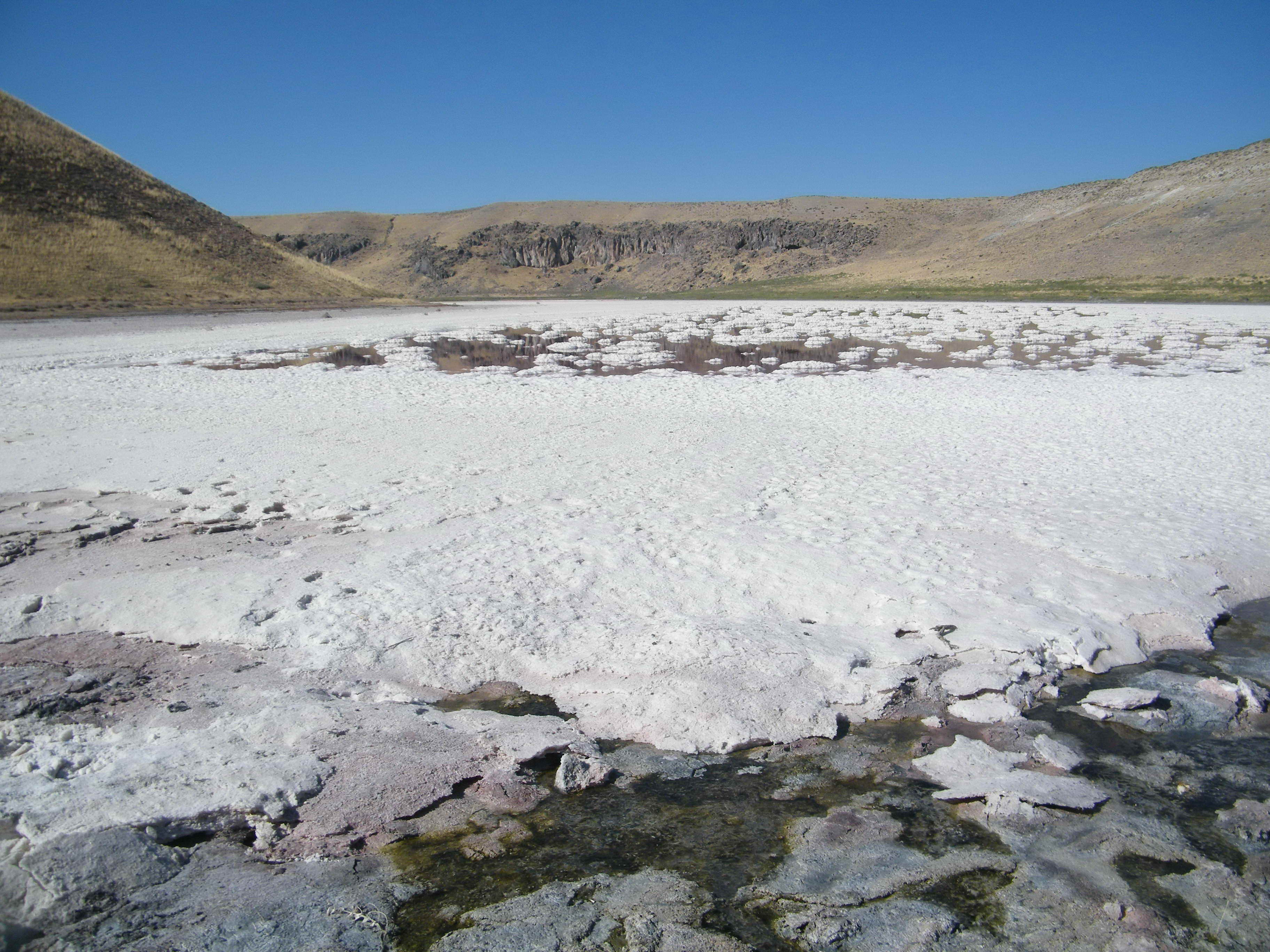
Salzkruste des Meke Gölü östlich Karapınar

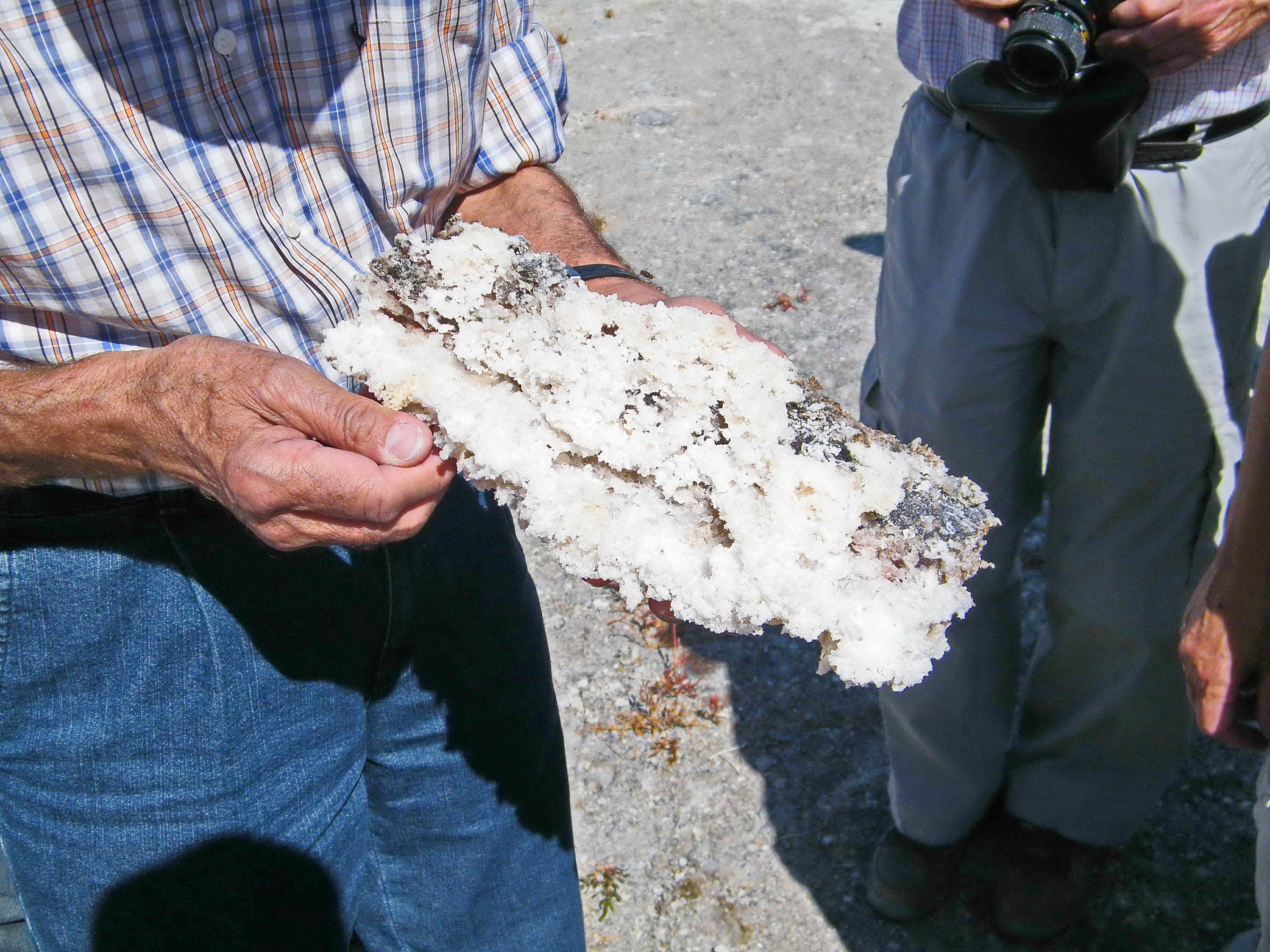
Salzkrustenstück des Meke Gölü bei Karapınar 2010

Zudem ist in hethitischen Grenzverträgen betreffend Tarhuntašša von Salzrechten einer Saline bei Šarmana Kurunta die Rede, die von verschiedenen Wissenschaftlern als die Meke-Saline des Meke Gölü bei Karapınar identifiziert wird, einem als geologische Formation bemerkenswerten Kratersee, aus dem TEKEL (Türkisches Staatsmonopol) während der osmanischen Zeit und der Zeit der Republik bis 1952 Salzabbau betrieb. Demnach lag Karapınar während der Zeit des Hethitischen Reiches ebenfalls innerhalb der Grenzen der Region Tarhuntašša, und die Grenze zwischen Hethiter und Tarhuntašša muss zwischen Karapınar und Emirgazi verlaufen sein. In Richtung Osten sollte diese Grenze bis zum Pozantı-Pass (Kilikische Pässe/Gülek Boğazı) reichen. Aufgrund verschiedener Inschriften geht man davon aus, dass das Zentrum von Tarhuntašša der Hatip-Felsen in der Nähe von Konya ist. Die westliche Grenze des Tarhuntašša-Königreichs war Aksu in den westlichen Dedegöl Dağları, die östliche Grenze war Pozantı, die südliche das Mittelmeer und die nördliche das Gebiet von Karapınar (s. o.).

### Die Konya-Ereğli Ovası zur späthethitischen Zeit
Mit einer „Völkerwanderung“ von Osteuropa nach Anatolien um 1200 v. Chr. verstummten die schriftlichen Quellen des Hethiterreichs. Ägyptische Quellen nannten diese Migrationen, die von Historikern als „Ägäische Migrationen“ bezeichnet werden, als „Seevölkerwanderung“. Kaşka-Stämme (Kaškäer) plünderten das hethitische Zentrum Boğazköy, worauf sich das Zentrum des hethitischen Staates in die Bergregionen des Taurusgebirges im Süden zurückzog, wenn auch jüngste Ausgrabungen in Ḫattuša zeigen, dass die hethitische Kultur dort fortbestand. Ein wichtiges Königreich der Hethiter, die versuchten, ihre Existenz als einzelne Fürstentümer zu bewahren, war das „Königreich Hartapu“ (türkisch: Hartapu Krallığı), das in der Konya-Ereğli Ovası vermutlich am Kızıldağ entstand, einem Parasitärvulkan des Karadağ bei Karaman. Nach dem Zusammenbruch des Hethiterreichs kam die Umgebung von Konya unter die Herrschaft dieses spät-hethitischen Königreichs. Es wurde von den Nachkommen des Tarhuntašša-Königs Kurunta regiert. Dank einer luwischen Inschrift, die von einem Bauern in einem Bewässerungskanal im Kreis Cumra gefunden wurde und die Taten eines Königs namens „Hartapu“ beschreibt, wurde man auf die Existenz dieses Königreichs aufmerksam, das man auf das 8. Jahrhundert v. Chr. datiert. Sein Zentrum – größer als Gordion – war der Türkmen-Karahöyük, zu dem noch eine tiefer gelegene Unter- bzw. Vorstadt existierte. Dieser Ort dominierte während eines Großteils der Bronze- und Eisenzeit die Konya-Ereğli Ovası und das umliegende Gebiet und war zu Beginn des ersten Jahrtausends mit ziemlicher Sicherheit der königliche Sitz von „Großkönig Hartapu“, der wahrscheinlich von der Mitte bis zum Ende des 8. Jahrhunderts v. Chr. regierte und dessen Name schon seit langem aus den Inschriften bekannt war, die an einem Felsvorsprung des Kızıldağ und am Vulkan Karadağ gefunden wurden.

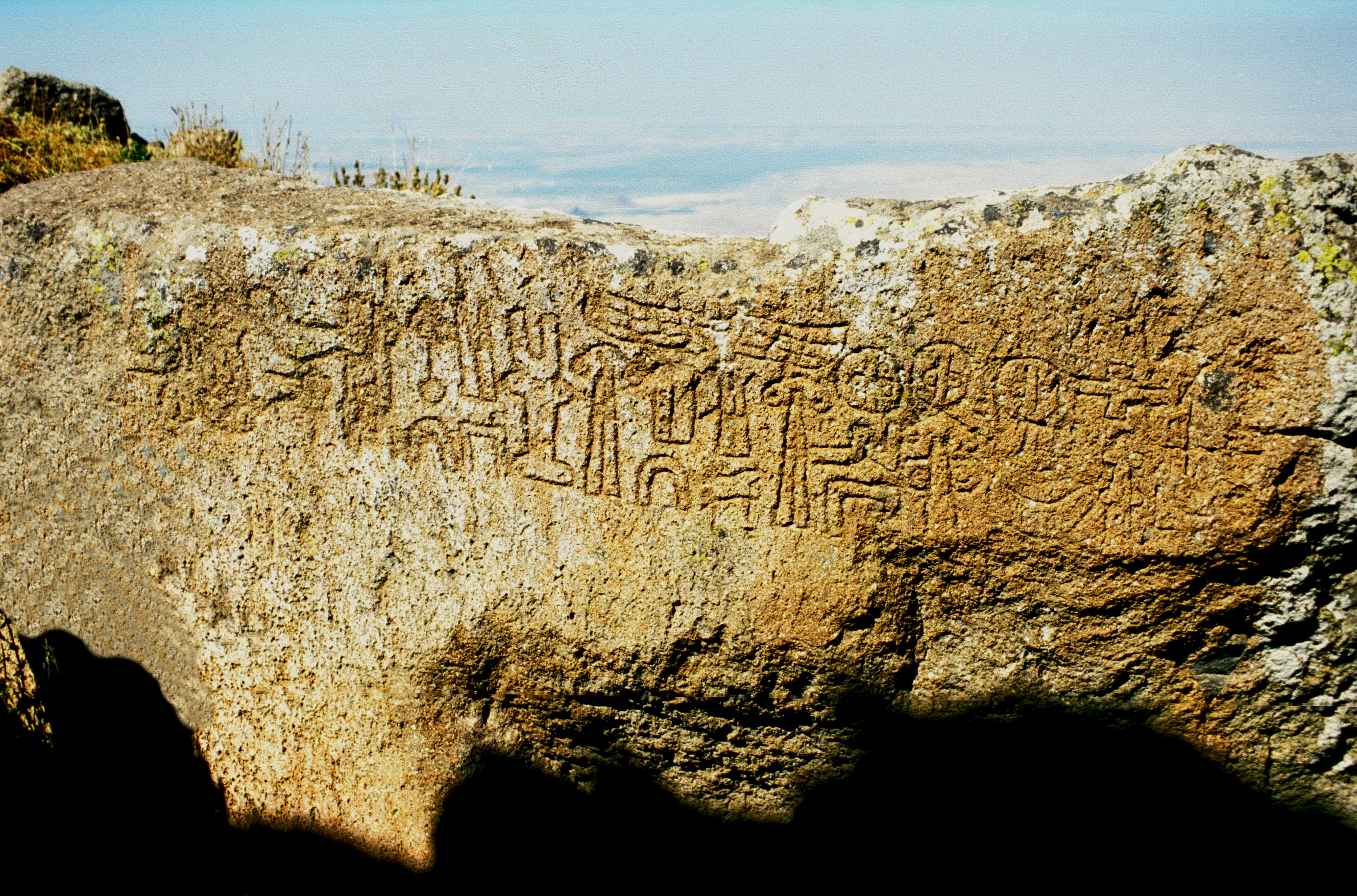
Hethitische Inschrift bei Karaman auf dem Mahalıç Tepesi, dem 2288 m hohen Gipfel des Vulkans Karadağ

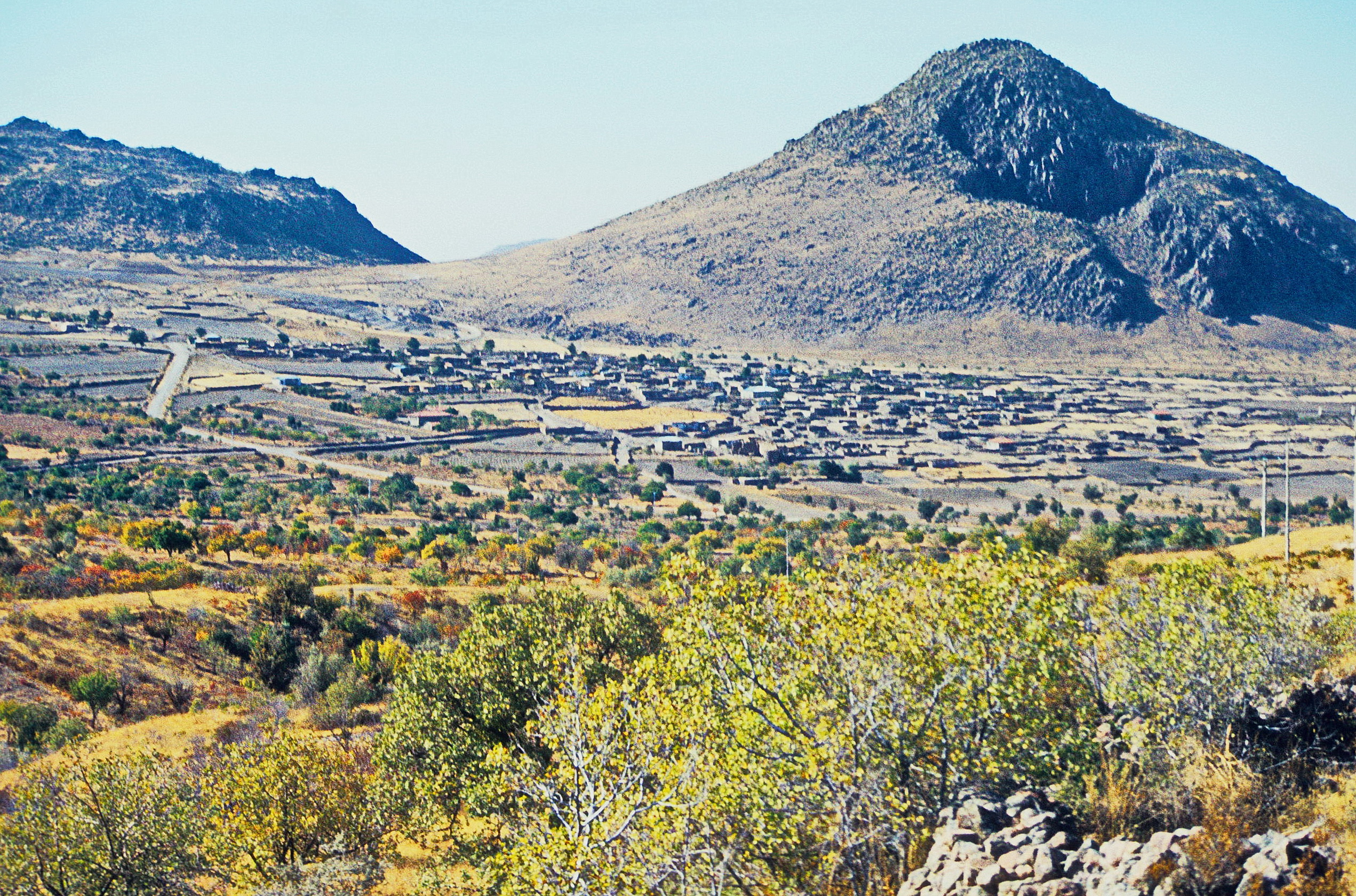
Blick auf die Ortschaft Madenşehir/Madenşehri (Binbirkilise) und den Kızıldağ (rechts), einen Parasitärvulkan des Karadağ

Die Besiedlung dort konnte vom Spätchalkolithikum bis zum Ende des ersten Jahrtausends v. Chr. nachgewiesen werden - mit maximaler Zeitspanne von der Spätbronzezeit bis zur Mitte des ersten Jahrtausends, gefolgt von einem Rückzug auf die Höhe des Höyüks Ende der Eisenzeit. Über die Datierung des Hartapu-Königreichs, das bis ins 12. Jahrhundert v. Chr. zurückreicht, gibt es unterschiedliche Meinungen, was zu unterschiedlichen Datierungen zwischen dem 11. und dem 8. Jahrhundert führte. In dieser Zeit, die als „Späthethitische Zeit“ bezeichnet wird, entstanden verschiedene Königreiche im Osten Zentralanatoliens, in der Çukurova (Karatepe-Arslantaş) und im Südostanatolien. Diese Königreiche, die eine komplexe Kultur luwisch-ethnischen Ursprungs und nordsyrisch-aramäischen Einflusses hatten, setzten die hethitische Tradition fort, verwendeten hethitische Hieroglyphen, die als Luwisch bekannt sind. Aus einem Denkmal (735 v. Chr. ?) in Ereğli mit Tarḫunt, dem luwische Gott des Wetters und der Fruchtbarkeit, und König Warpalawaş, der zu ihm betet, erfahren wir, dass er der König von Tuvana (Tyana) war. Man geht davon aus, dass die Grenzen dieses Königreichs bis nach Karapınar reichten.

### Phrygische Periode
Artefakte mit phrygischen Schriftzeichen (aus dem frühen 7. Jahrhundert v. Chr.) wurden auf dem Konya-Alaaddin-Hügel, im Seydişehir II Höyük, Çumra-Cicek Höyük und Karapınar Kıcıkışla (Yağmapınar bei Karapınar) gefunden, darunter Stücke, die auch die lydische Zivilisation widerspiegeln. Dortige Funde sowie Keramik aus dem Ali Tepesi (Karapınar) mit westphrygischem gordischem Einfluss, die die Kulturen der Eisenzeit widerspiegeln, zeigen, dass Karapınar im 8. Jahrhundert v. Chr. an der Grenze zwischen dem phrygischen und dem luwischen Königreich lag. Assyrische schriftliche Dokumente erwähnen zudem Mita, den König von Muški, wobei Wissenschaftler sich einig sind, dass Mita der phrygische König Midas war. Die Region Konya war die Route der Feldzüge dieses phrygischen Königs nach Assyrien. Er durchreiste die Region mehrmals (717-709 v. Chr.). Midas, der von Sargon II. bei Harrua (bei Silifke) mehrmals besiegt wurde, überquerte vermutlich das Taurusgebirge über den Sertavul-Pass (Sertavul Geçidi bei Karaman) und floh wahrscheinlich auf denselben Weg zurück in die Konya-Ebene. Tatsächlich trafen die beiden Armeen in den Kriegen zwischen Mita (Midas), dem König von Muški (Phrygien), und dem assyrischen König Sargon II. (719–709 v. Chr.) dreimal in Harrua (Silifke) an der Mittelmeerküste aufeinander. Demnach beherrschten die Phryger nicht nur die Umgebung von Konya und Karaman, sondern drangen auch an die Mittelmeerküste vor. Nachdem Gordion, die Hauptstadt der Phryger, 695 v. Chr. von den Kimmerern, einem indo-europäischen Reitervolk vom Nordufer des Schwarzen Meeres, niedergebrannt und geplündert worden war und Midas sich daraufhin umgebracht hatte, brach der phrygische Staat zusammen, und die Region um Konya fiel in die Hände der Kimmerer. Sie gründeten in Zentralanatolien den „Steppenstaat Kappadokien“, in dem damals die östlichen Teile der Konya-Ereğli Ovası lagen. Sie wurden um 590 v. Chr. vom lydischen König Alyattes zurückgeschlagen und aus Anatolien vertrieben.

### Lydisches Intervall
Die Lyder, deren Zentrum die Stadt Sardes bei Salihli (Provinz Manisa) war, übernahmen die zuvor von den Phrygern beherrschten Gebiete, so dass sich die östlichen Grenzen des lydischen Territoriums bis zum Kızılırmak erstreckten. Sie wurden von ihren südöstlichen Nachbarn, den Bewohnern des Neubabylonischen Reiches (Chaldäer), die ihre Eroberungen um 625 v. Chr. bis nach Šallune (Selinus, heute Gazipaşa) im Süden des Taurus-Gebirges ausgedehnt hatte, als Ludu bezeichnet. Offenbar richteten sich entsprechende Eroberungs-Feldzüge des neubabylonischen Königs Neriglissar (626-556 v. Chr.) auch gegen die Lyder in der Region der Konya-Ereğli Ovası. Diesen gehörten diese Gebiete nördlich des Taurusgebirges einschließlich Karapınar, worauf die Ähnlichkeiten einiger in Kıcıkışla bei Karapınar gefundener Keramiken mit lydischen Artefakten hinweisen. Mit persischen Angriffen und der Niederlage des Kroisos bei Sardes gegen Kyros II. ging der lydische Staat 541 v. Chr. als persische Satrapie in die Geschichte ein. Von diesem Datum an blieb die Region der Konya-Ereğli Ovası für mehr als zweihundert Jahre unter persischer Herrschaft.

### Die Konya-Ereğli Ovası unter der Dynastie der Achämeniden
Aus Informationen von Herodot geht hervor, dass Karapınar und seine Umgebung zur Zeit der Achämeniden administrativ zwischen den Landschaften Phrygiens und Kilikiens innerhalb der Satrapie von Daskleion (Daskyleion) lag. Damals galt die Konya-Ereğli Ovası als wichtige persische Etappenstation zwischen Westanatolien und dem achämenidischen Kernland mit dem Zentrum Persepolis. Als in der persischen Hauptstadt im Iran Thronstreitigkeiten aufkamen, zog Kyros der Jüngere, Prinz aus der altpersischen Dynastie der Achämeniden und Sohn des persischen Königs Darius II., der sich in Westanatolien aufhielt, mit seiner Armeen zurück ins Zentrum. Der antike griechische Feldherr, Schriftsteller und Philosoph Xenophon nahm an der Spitze seines griechischen Heeres an dieser Expedition teil und erwähnte die Region der Konya-Ereğli Ovası in seinem Werk „Anabasis“. Wie man aus Xenophons Bericht (um 370 v. Chr.) erfährt, der hauptsächlich den sogenannten „Zug der Zehntausend“ griechischer Söldner aus Mesopotamien behandelt, war Konya samt Umfeld in der hellenistischen Zeit ein Feuchtgebiet der Region Inneranatoliens. Dies machte es zu einem wichtigen Ort, so dass auch Kyros die Konya-Ereğli Ovası als Ruheplatz für seine Armee auswählte, da es dort reichlich Wasserressourcen gab, um den Bedarf der Armee zu decken. Laut Strabon war dieses Gebiet zudem mit reichem und fruchtbarem Land gesegnet. Auch der römische Schriftsteller Plinius betonte die gleiche Bedeutung der Konya-Ereğli Ovası. Xenophon blieb drei Tage lang in Tyrianion (Ilgın) mit der Armee des persischen Prinzen. Nach einem dreitägigen Fußmarsch kam er von dort in Ikonion (Konya) an, das seiner Aussage nach die letzte Stadt Phrygiens war. Nach drei Tagen dort rückte er dreißig Meilen durch Lykaonien vor. Die Route zwischen Ilgın, Konya und Porsuk (bei Ulukışla) führte über Karapınar (antik: Hyde), das als Feindesland galt und entsprechend von den Griechen geplündert wurde.

### Hellenistische Phase
Nach den Achämeniden kam Anatolien unter die Herrschaft Alexanders des Großen und seiner Nachfolger, die Diadochen. Im Zusammenhang mit Alexanders Neuordnung Anatoliens nach der Schlacht bei Issos im November 333 v. Ch wurde Balakros, einer der eingesetzten Satrapen, in Lykaonien nördlich des Taurusgebirges 324 v. Chr. von Rebellen getötet. Alexanders General Perdikkas stellte die dortige Sicherheit wieder her und ernannte Eumenes zum Satrapen von Kappadokien. Bereits 317 v. Chr. hatten sich Konflikte unter den Diadochen des Alexanderreichs zu einem Krieg zwischen Eumenes von Kardia und Antigonos in Gabiene (nahe Isfahan, Iran) verschärft, in dessen Folge Seleukos 312 v. Chr. Ländereien von Zentralanatolien bis nach Indien „erwerben“ konnte, darunter auch das Gebiet der Konya-Ereğli Ovası. Die Seleukidenherrschaft dort dauerte bis 188 v. Chr. Damals hatten sich Teile galatischer Stämme vom Volk der Volcae (Trokmerern, Tektosagen u. Tolistobogen), die 278/277 v. Chr. durch König Nikomedes I. von Bithynien als Söldner angeworben worden waren, im 1. Jahrhundert v. Chr. nach Konya und Umgebung hin ausgebreitet. Sie hatten sich mit Plünderungen und Überfällen einen Namen gemacht und sich zudem in Auseinandersetzungen zwischen den mit Rom verbündeten Herrschern von Pergamon und den Seleukiden eingemischt, in deren Zusammenhang die Galater 189 v. Chr. bei Ankara am Berg Magaba (Elmadağ) von den Römern mit hohen galatischen Verlusten (etwa 8000 Tote, 40.000 Gefangene) besiegt wurden. Mit dem Frieden von Apameia 188 v. Chr. wurden die Galater zur friedlichen Ansiedlung gezwungen. Dabei fiel u. a. die lykaonische Ebene mit ihrer Umgebung an Eumenes II., den mit Rom verbündeten König von Pergamon, wodurch Teile der Konya-Ereğli Ovası, speziell die Gebiete um Karapınar, zu einem östlichen Grenzbereich des pergamenischen Reiches wurden.

### Die Konya-Ereğli Ovası unter römischer Herrschaft
Als Rom 129 v. Chr. dann die Provinz Asia einrichtete, fielen neben Kybistra und Derbe wahrscheinlich auch andere Teile Lykaoniens mit Karapınar an das Königreich Kappadokien. Mitte des 1. Jahrhunderts v. Chr. wurden Teile im Süden Lykaoniens (Derbe und Laranda/Larende/Karaman) von dem aus Kappadokien stammenden Antipatros Debetes von seiner Residenz Derbe (Kerti Hüyük beim heutigen Dorf Devrişehri, 22 km von Karaman) aus regiert. Im Jahr 39 v. Chr. herrschte wohl Polemon I., der Regent von Kleinarmenien (Kilikien), über Konya (Ikonion) und seine Umgebung. Der römische Feldherr Marcus Antonius hatte dann diese Ländereien 36 v. Chr. an Amyntas, den König von Galatien, übergeben, der damals im Kampf zwischen Antonius und Octavian (Gaius Octavius/Augustus) allerdings auf die Seite von Augustus stand. Amyntas erweiterte die Grenzen seines Reiches nach Süden, tötete Antipatros und eroberte dessen Ländereien. Marcus Lollius, zwischen 25 und 23 v. Chr. römischer Statthalter des bisher selbstständigen Galatien, wurde von Augustus mit der Bildung der römischen Provinz Galatia (Galatien) beauftragt, die sich von Ankara bis Antalya erstreckte und wozu Pisidien, Kilikien (Kilikia Pedias), Trakhia (Kilikia Trakheia) und Attalia (Antalya) sowie auch Lykaonien mit Konya und Umgebung gehörten.
Augustus hatte etwa um 9 v. Chr. zudem im heutigen Hatunsaray die Kolonie Lystra gegen die isaurischen Piraten im Taurusgebirge gründen lassen, die eine sehr wichtige Rolle bei der Gewährleistung der Sicherheit der Region spielte. Unter dem römischen Kaiser Claudius begann man, 41 n. Chr. die Stadt Iconium (Konya) als ClaudIconium zu bezeichnen. Paulus von Tarsus, Apostel und einer der bedeutendsten Missionare des frühen Christentums, predigte zwischen 40 und 44 n. Chr. das Christentum in den Städten Derbe, Lystra und Ikonium. Römische Soldaten ließen sich nach ihrer „Pensionierung“ in Lystra (Hatunsaray) nieder. Während der Herrschaft Kaiser Hadrians (117–138 n. Chr.) wurde Konya in eine römische Kolonie umgewandelt und erhielt den Namen „Colonia Selie Adriana Augusta Iconium“. Während die Region der Konya-Ereğli Ovası damals noch der Provinz Galatien angegliedert war, wurden unter Antoninus Pius (138–161 n. Chr.) ihre südlichen Partien mit Isaurien und Kilikien vereint. Die nördlichen Teile Lykaoniens blieben bis zum 3. Jahrhundert n. Chr. bestehen und gehörten wahrscheinlich weiterhin zur Provinz Galatien: Der Name Lykaonia taucht in Diokletians umfangreiche Reform des Provinzialwesens nicht mehr auf, da er die Region der Konya-Ereğli Ovası zwischen den Provinzen Pisidien und Isaurien aufteilte. Der Teil von Lykaonien, der Pisidien zugeteilt wurde, nannte man Diocesis Orientes, und den Teil, der an Isauria kam, wurde Diocesis Asiana (Diocesis=Großprovinz) genannt. Im von Diokletian errichteten Staatssystem war Konya eine Stadt zweiten Grades der Provinz Pisidien. Ein Bistum in Konya wurde durch eine im Jahr 230 einberufene Synode nachgewiesen. 30 Jahre später während der Römisch-Persischen Kriege wurde die Region der Konya-Ereğli Ovası zeitweise von den Sassaniden besetzt.

### Die Konya-Ereğli Ovası in byzantinischer Zeit
Zwischen 371 und 372 während der byzantinischen Zeit wurde die früher zwischen Pisidien und Isaurien geteilte Region Lykaonien wieder zu einer Provinz Lykaonia mit Ikonium (Konya) als politischem und religiösem Zentrum vereint. Zu Ikonium, das zum Sitz eines Erzbischofs wurde, zählten folgende angeschlossene Diözesen: Lystra (Hatunsaray), Laranda (Karaman), Derbe (Kerti Höyük), Vasada (Kestel Dağ, Seydişehir), Perta (Giymir Köyü), Amblada (Asartepe, Seydişehir), Homonade, Savatra (Yağlıbayat), Baratha (Binbirkilise), Kanna (?), Isauropolis (Isaura), Klistra (Gökyurt), Pyrgos (?), Hyde (Karapınar), Glaume (?), Corna (Korna, Dinorna Höyük/Orhaniye bei Akören) und Mistheia (Fasıllar, Beyşehir). Die meisten dieser christlichen Zentren in Konya und Umgebung enthalten heute Kulturgüter wie Felsenkirchen, Keramiken, Mosaiken und Ruinen, die das byzantinische Leben widerspiegeln. Nicht erst während der Spätantike dürfte die Konya-Ereğli Ovası und ihr nahes Umland relativ dicht mit städtischen und ländlichen Siedlungen besetzt gewesen sein, deren Spuren man an vielen Plätzen findet und deren antike Namen man in vielen Fällen identifizieren und zuordnen konnte. Wolf-Dieter Hütteroth hat Mitte der 1960er Jahre die meisten der bis dahin bekannten Orte im Bereich von Konya, Hatunsaray, Karaman und Karapınar mit ihren antiken Namen und – so weit wie möglich – modernen Bezeichnungen in seiner Habilitationsschrift in einer Tabelle aufgelistet, die hier in Auszügen wiedergegeben wird, wobei die Mehrzahl nachweislich nicht unmittelbar in der Ebene von Konya-Ereğli liegen:
ANZULADA (Akören), ARDISTAMA (Arisama). BARATA (Binbirkilise), CABALLA (Kevelle-Dağ westlich Konya), CABALLUCOME (Eğribayat), COMITANASSUS (Ortakuyu), CORNA (Divrina), DALISANDUS (Güdelesin), DERBE (Kerti Hüyük N Agiran), HERAKLEIA (Ereğli), HYDE (Karapınar), ICONIUM (Konya), ISAURA NOVA (Dorla), ISAURA VETUS (bei Hacilar), KANA (Gene, Beşağıl), KILISTRA (Kilissera), KINDYRIA (Ayazıma), KISSIA (Kolukisa), LAODICEIA (Ladik), LARANDA (Larende, Karaman), LYSTRA (bei Hatunseray), MELOUOS/MOLUE (Melis Tepe/Bucakkışla), MOURISA (bei Akviran), PASALA (Bosola), PERTA (Gimir), PYRGI, PYRGUS (Kasaba Gaferyat), PYRGOS (bei Sakyatan), SAVATRA (Yaflıbayat), SIDAMARIA (Anbar), THEBASA (Akçasehir), UBINNACA (Malir). ZEMRUTA/SALARAMA (Zulmander Hanı), ZIZIMA (Sizma).
Im Jahr 542 wurde die Konya-Ereğli Ovası von einer schweren Pestepidemie heimgesucht. Zudem waren Überfälle der Sassaniden in Anatolien bereits seit langer Zeit wirksam. Die Sassaniden, die 613 die Burg Tarsus erobert hatten, drangen bis zum Bosporus vor. Man kann davon ausgehen, dass Konya und seine Umgebung damals eine Zeit lang unter sassanidischer Herrschaft standen. Deshalb installierte Kaiser Herakleios in Anatolien im 7. Jahrhundert ein System territorialer Militäreinheiten (Thema). Konya lag damals im Thema Anatolikon, einem der vier von Heraklius gegründeten Themen, das sich von Zentralanatolien bis zur Ägäis erstreckte. Dazu gehörten u. a. folgende Orte, wovon die meisten in der oder im näheren Umfeld der Konya-Ereğli Ovası lagen: Homanada (Gencek), Savatra (Yağlıbayat), Lystra (Hatunsaray), Kana (Beşağıl), Mistheia (Beyşehir), Perta (Giymir), Hyde (Karapınar), Corna (Akören), Derbe (Kertihöyük), Posala (Özyurt), İsaura (Isauropolis, Ulupınar), Amblada (Yeniceköy), Vasada (Bostandere), Gdanmaa (Çeşmelisebil), Ilistra (Yollarbaşı), Barata (Madenşehri) und Laranda (Karaman).

### Arabische Invasionen

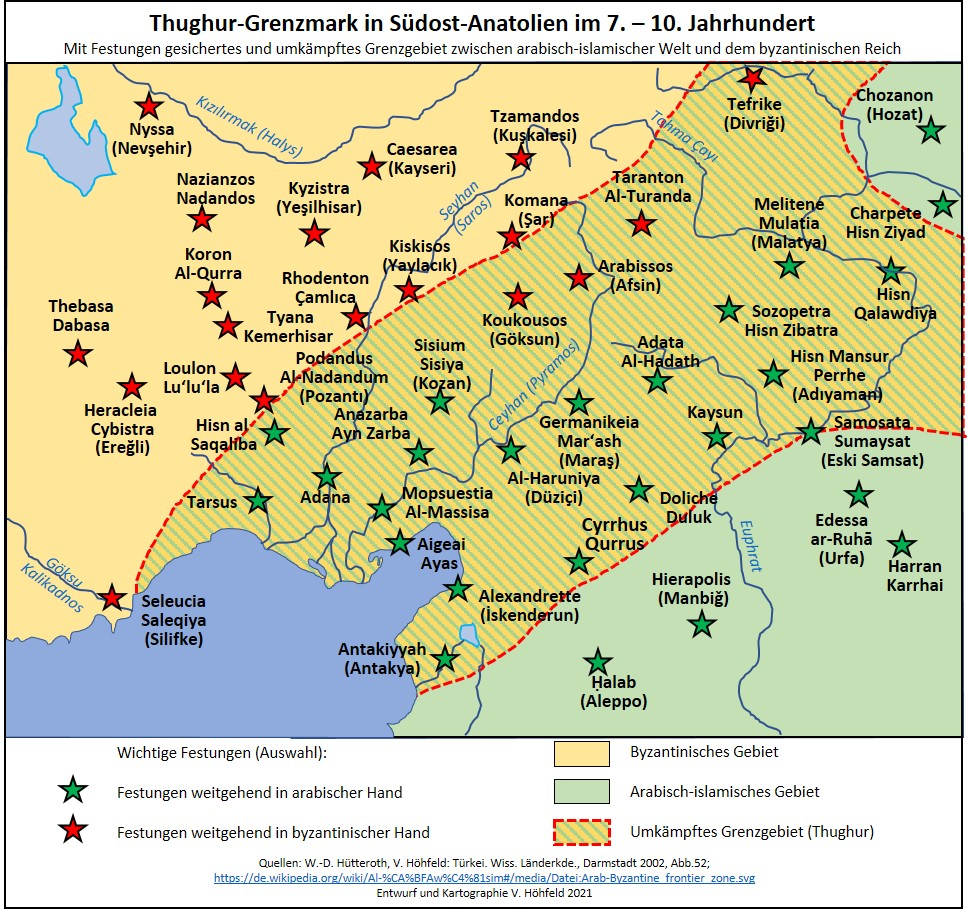
Die Karte der byzantinisch-arabischen Thughur-Grenzmark zeigt die wichtigsten Festungen des umkämpften Grenzgebietes in Südost-Anatolien zwischen der arabisch-islamischen Welt und dem byzantinischen Reich im 7.–10. Jahrhundert.

Zwischen dem 7. und 10. Jahrhundert zogen arabisch-islamische Armeen aus Arabien überfallartig nach Norden bzw. Nordwesten, erlangten die Vorherrschaft über den Iran und fügten der Armee von Heraklius am 20. August 636 am Jarmuk eine schwere Niederlage zu. Ab diesem Datum wurden islamische Armeen zu einer aggressiven Macht im Südosten und Osten Anatoliens, damit zur Bedrohung auch in der Region der Konya-Ereğli Ovası in Grenzkonflikten zwischen Umayyaden und Byzans. Muʿāwiya I., Kalif der Umayyaden aus Damaskus, eroberte 647 Kayseri, belagerte die wichtige byzantinische Burg Amorion (Hisarköy bei Emirdağ, Afyonkarahisar), die 838 schließlich unter dem Abbasiden al-Muʿtasim erobert und zerstört wurde. Man geht davon aus, dass Konya und Umgebung in dieser Zeit Schauplätze islamischer Überfälle waren. 711 eroberten Muslime das Gebiet Beyşehir im Westen Iconiums. Konya, in arabischen Quellen als Quniya bezeichnet, wurde 723 von einer Einheit unter Marvan bin Muhammed (Marvan II.) erobert. Die Byzantiner hielten die Region allerdings dann doch bis zur Ankunft der Seldschuken, die im Jahr 900 die Araber in der Nähe von Adana besiegten. Im Zusammenhang mit diesen Auseinandersetzungen – große Teile östlich der „Thughur-Linie“ (Grenzgebiete zwischen Byzanz und dem abbasidischen Kalifat) waren bereits in arabischer Hand - geriet der Emir von Tarsus Abu Tabit in Gefangenschaft in der Burg Kabala (Kevale Kalesi bei Sarayköy) 10 km westlich von Konya. 906 unternahm Rüstem bin Baradu, der Emir von Tarsus, eine Expedition zur Eroberung Konyas und traf bei der Burg Kabala auf Andronikos Dukas, den Befehlshaber der byzantinischen Armee. 963 unternahmen die arabischen Armeen erneut einen Feldzug nach Konya, wobei die Stadt vollständig erobert wurde. Seit der zweiten Hälfte des 11. Jahrhunderts intensivierten sich dann türkische Überfälle auf Anatolien. Dies war die Zeit, als der Seldschuke Kılıç Arslan I. Teile Anatoliens eroberte und den anatolischen Seldschukenstaat gründete. Nach der Schlacht bei Manzikert (Malazgirt) 1071 unter Alp Arslan waren seldschukische „Hauptstadt-Stationen“ in Erzurum (Theodosiopolis, Arzan al-Rum), Sivas (Sebastea), Kayseri Caesarea) und İznik (Nicaea) gewesen. Kılıç Arslan eroberte 1097 Konya (Iconeum) und machte es zur Hauptstadt der anatolischen Seldschuken (Rum-Seldschuken).

### Die Konya-Ereğli Ovası im Seldschukenreich (1077–1276)
Kutalmışoğlu Süleyman Şah, der mit Malikşahs (Sohn Alp Arslans und ab 1072 Seldschuken-Sultan) Duldung in Anatolien geblieben war und dort die Führung der seldschukischen Fürstentümer übernommen hatte, war bis nach Iznik vorgerückt. Dabei hatte er den anatolischen Seldschukenstaat (1077) gegründet und Iznik zur Hauptstadt gemacht (Reg. 1077–1086). Dabei fiel auch die Konya-Ereğli Ovası in seine Hände. Die anatolischen Seldschuken mussten damals auch gegen die kilikischen Armenier kämpfen, die die Invasion der nachdrängenden Mongolen unterstützten und mit den Kreuzfahrern kooperierten. Inmitten all dieser Probleme wechselte die Konya-Ereğli Ovası ständig den „Besitzer“, wurde durch Kriege und Invasionen verwüstet. Dabei hatten die Kreuzzüge I (ab 1096) und 1101 verheerende Auswirkungen auf die Städte dieser Durchzugsregion.
Die Armee des ersten Kreuzzugs unter Gottfried von Bouillon belagerte im Mai 1097 Nicaea, die Hauptstadt der Rumseldschuken, und schlug das zu Hilfe gekommene-seldschukische Entsatzheer unter Kılıç Arslan I. ein erstes Mal, dann in der Schlacht von Dorylaion (Eskişehir) ein zweites Mal entscheidend und rückte 1097 via Afyon und Konya in Richtung Ereğli vor. Der seldschukische Sultan Kılıç Arslan I., der mittlerweile Iznik verloren hatte (Mai 1097), hatte inzwischen Konya (1097) zur Hauptstadt des Staates gemacht, als die erste Kreuzzugsarmee im September 1097 Ereğli erreichte. Als er den Kreuzfahrern mit seiner Armee zusammen mit Danischmend Ghazi und dem seldschukischen Emir Hasan (Ebu'l Gazi, Emir von Kayseri) bei Ereğli entgegentrat, zog er sich, anstatt sofort anzugreifen, nach Norden zurück, weil seine Streitmacht nicht ausreichte. Damit war der Weg der Kreuzfahrer durch Anatolien frei. Ein Teil des Kreuzfahrerheeres, das in mehrere Zweige geteilt worden war, setzte seinen Weg durch Kilikien nach Antiochia (Antakya) fort.
Die Armee des Kreuzzugs von 1101 kam in mehreren Zweigen nach Anatolien. Die erste Abteilung marschierte auf Eskişehir und Ankara zu. Die zweite mit etwa 20.000 Menschen, darunter Herzoginnen, Gräfinnen und Prinzessinnen, zog unter dem Kommando des Grafen de Navar [Wilhelm II. (Guillaume) Nevers] nach Konya. Eine Eroberung der Stadt scheiterte, worauf er weiter in Richtung Kilikien zog. Bei Herakleia (Ereğli) geriet er im August 1101 in einen Hinterhalt der Seldschuken unter Kiliç Arslan I. Diese Kreuzfahrerarmee hatte Ereğli, wo sie von Armenier und Griechen begrüßt worden war, in der heißesten Zeit erreicht, wobei man die heiße Steppe zwischen Karapınar und Ereğli durchqueren musste, so dass die Kreuzfahrer aufgrund von Müdigkeit, Hunger und Durst erschöpft und nachlässig waren. Kılıç Arslan I. und Danişment Gazi, die sich mit den Turkmenen der Stadt an die Ausläufer des Taurusgebirges zurückgezogen hatten, positionierten sich in İvriz (heute Aydınkent bei Ereğli) und Umgebung, während sich die Kreuzfahrer in den Westen von Ereğli zurückzogen. Bei plötzlichen Angriffen der türkischen Armeen erlitten die Kreuzfahrer große Verluste, die das Heer fast vollständig aufrieben. Nur Wilhelm und wenige Getreue konnten lebend vom Schlachtfeld von Ereğli nach Ayrancı und entlang des Divle-Tals nach Tarsus fliehen.
Danach folgte die dritte Abteilung unter dem Kommando von Wilhelm IX. Graf von Poitiers an der Spitze eines Heeres von 300.000 Mann, an dem auch der bayerische Herzog Welf IV., die österreichische Gräfin Ida und der Bischof von Clermont teilnahmen, denselben Weg im September nach Ereğli. Auch diese Abteilung wurde mit vielen Verlusten und Gefangenen besiegt. Die Überlebenden gelangten auf dem gleichen Weg über Ayrancı nach Kilikien.
Ende des 12. Jahrhunderts hatte der seldschukische Sultan Kılıç Arslan II. aufgrund seines Alters sein Land unter seinen elf Söhnen aufgeteilt und schickte sie als „Melik“ (Herrscher/Emir) in die Regionen, die sie erobert hatten. Teile der Konya-Ereğli Ovası wurde 1185 der Verwaltung von Melik Sancar Şah übergeben. Die Stadt Ereğli diente damals, wenn auch nur für kurze Zeit, als Hauptstadt eines seldschukischen Emirs. Damals wurde an der Grenze zum Byzantinischen Reich der Grundstein für die anatolischen Beyliks (Fürstentümer) gelegt, die anfangs noch halbautonom und deren nominelle Herrscher die Seldschukensultane waren. Es gibt keine Aufzeichnungen über den Standort von Sancar Shahs Palast in Ereğli und auch nicht über das Geld, das während seiner Herrschaft in seinem Namen geprägt wurde. Die Herrschaft von Emir Sancar Shah in der Konya-Ereğli Ovası endete 1192.

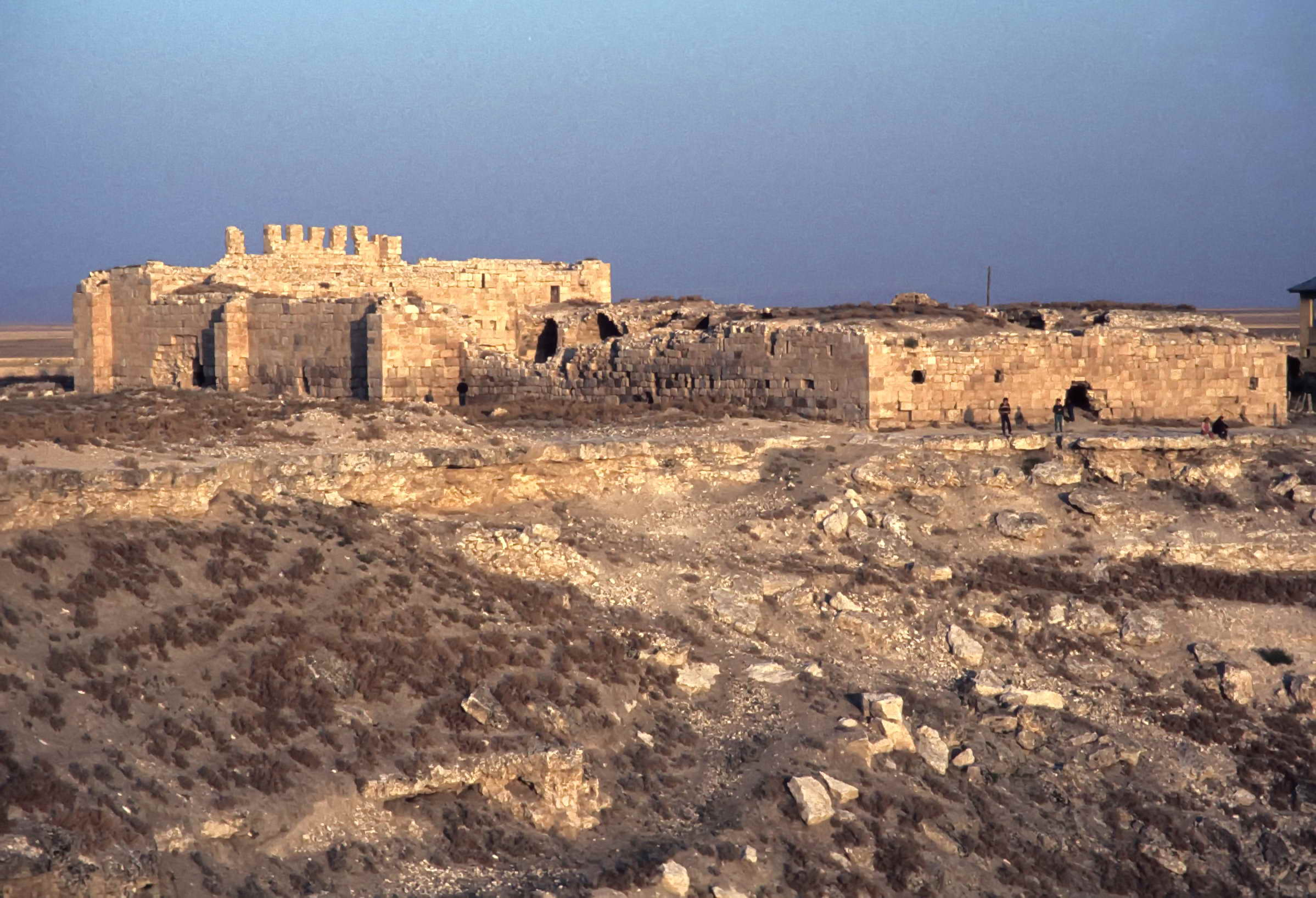
Blick auf die vom Verfall gekennzeichnete seldschukische Karawanserei des Obruk-Hans im Herbst 1983 an der alten seldschukischen Handelsroute zwischen Aksaray und Konya

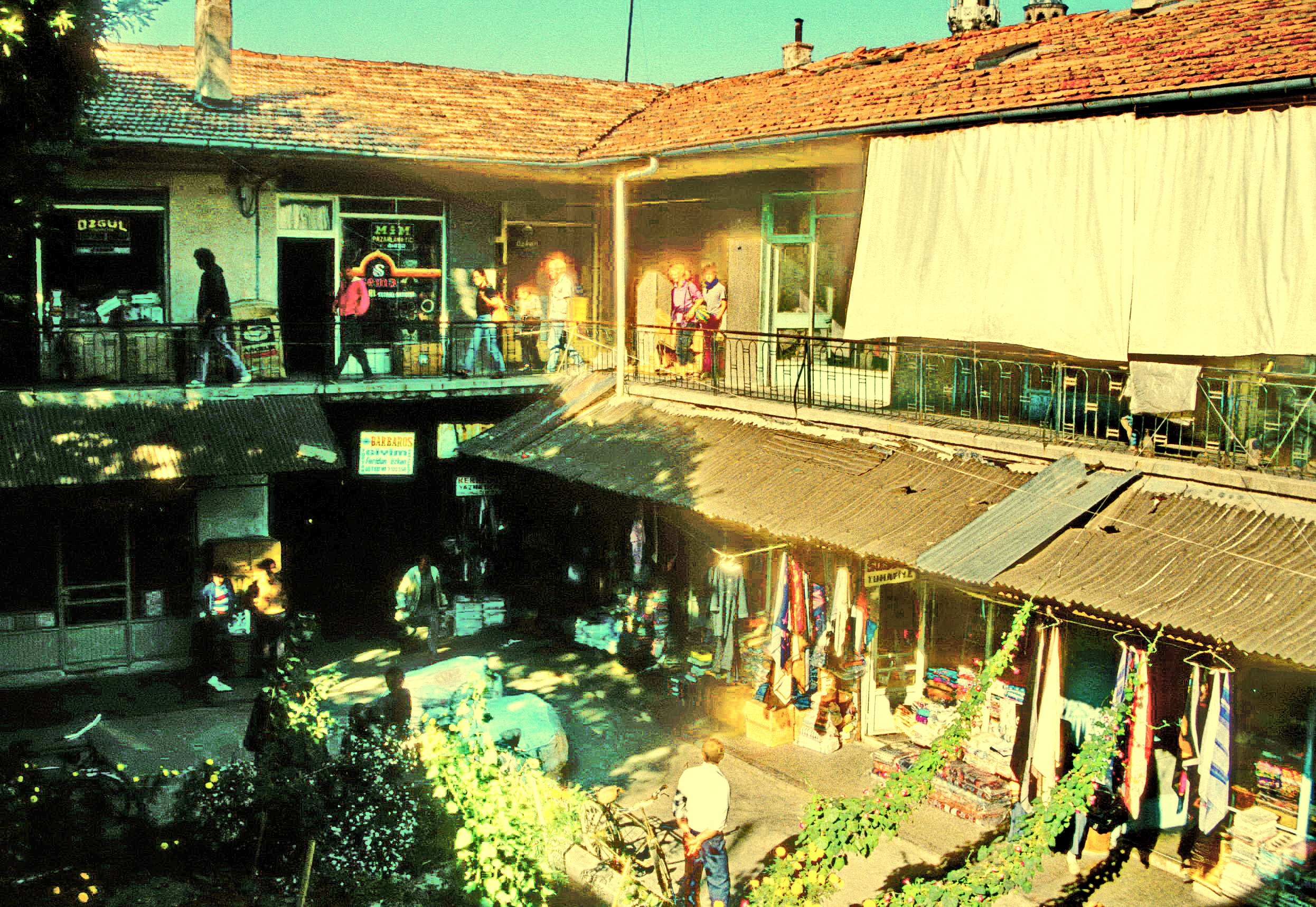
Typische ältere Karawanserei in der Altstadt von Konya 1988

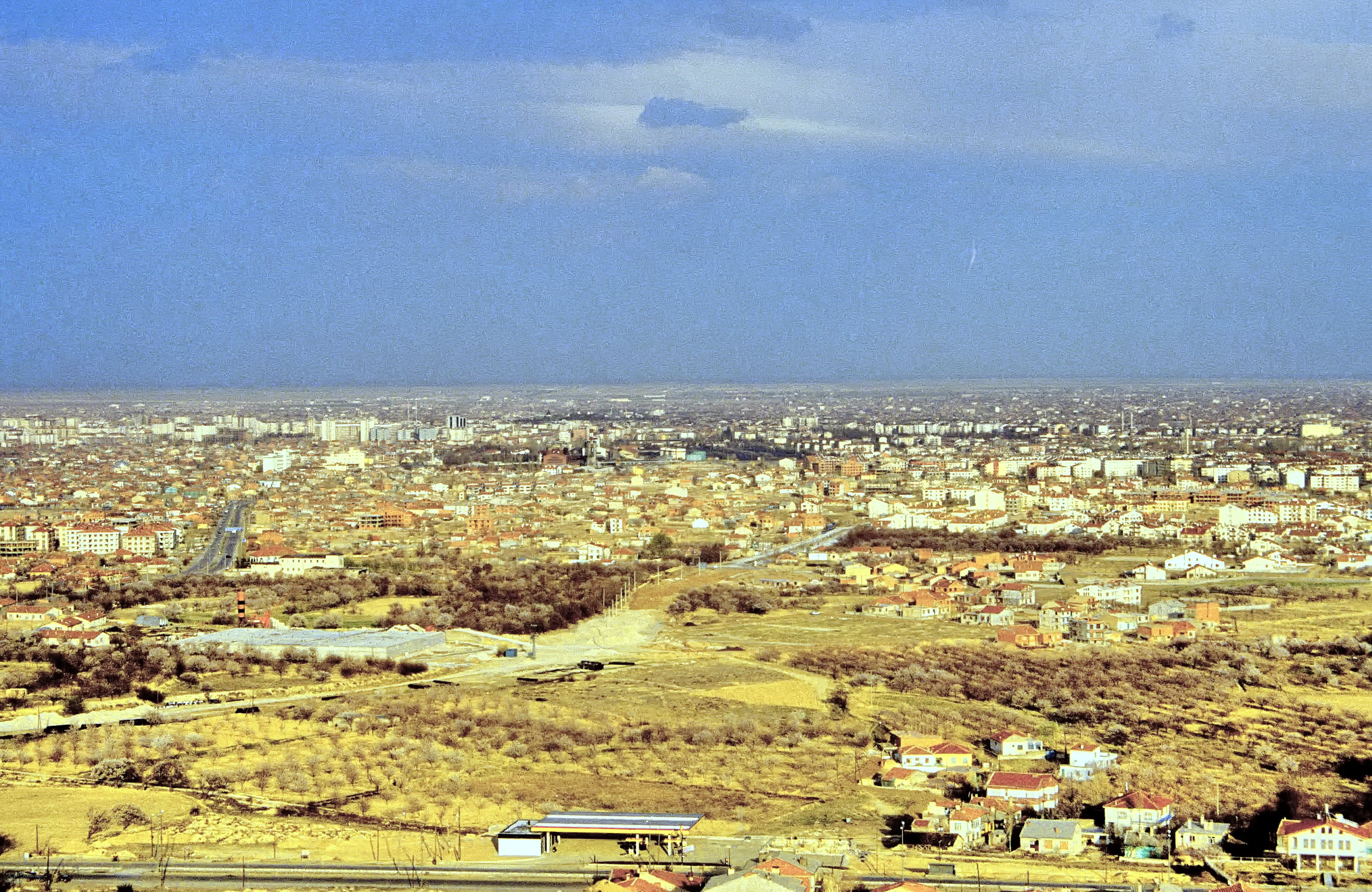
Blick von der Bruchstufe des Loras Dağı über das ausgedehnte Häusermeer der Stadt Konya ostwärts auf die flache Ebene der Konya-Ereğli Ovası

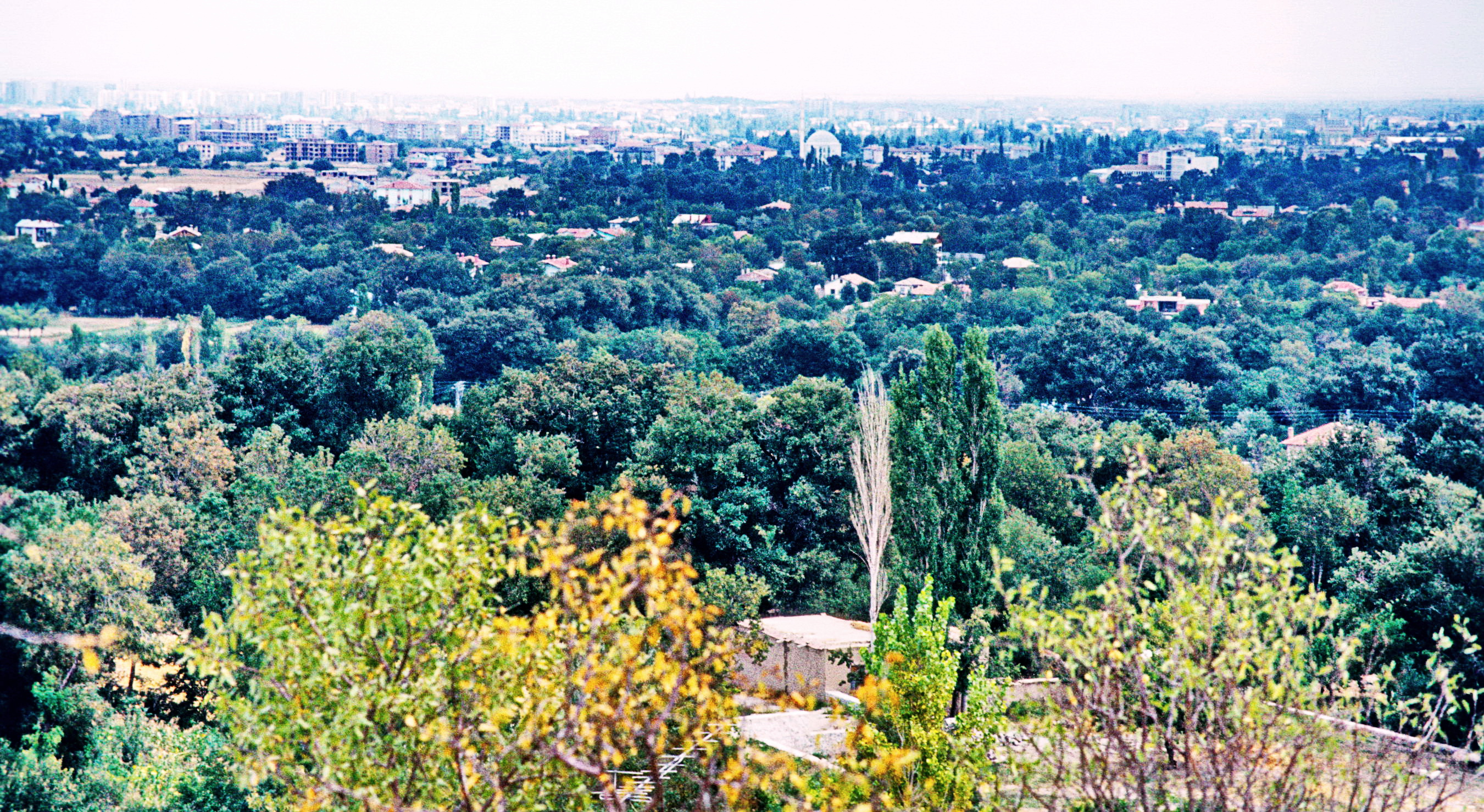
Die Gartenstadt Meram bei Konya vor der Bruchstufe des Loras Dağı

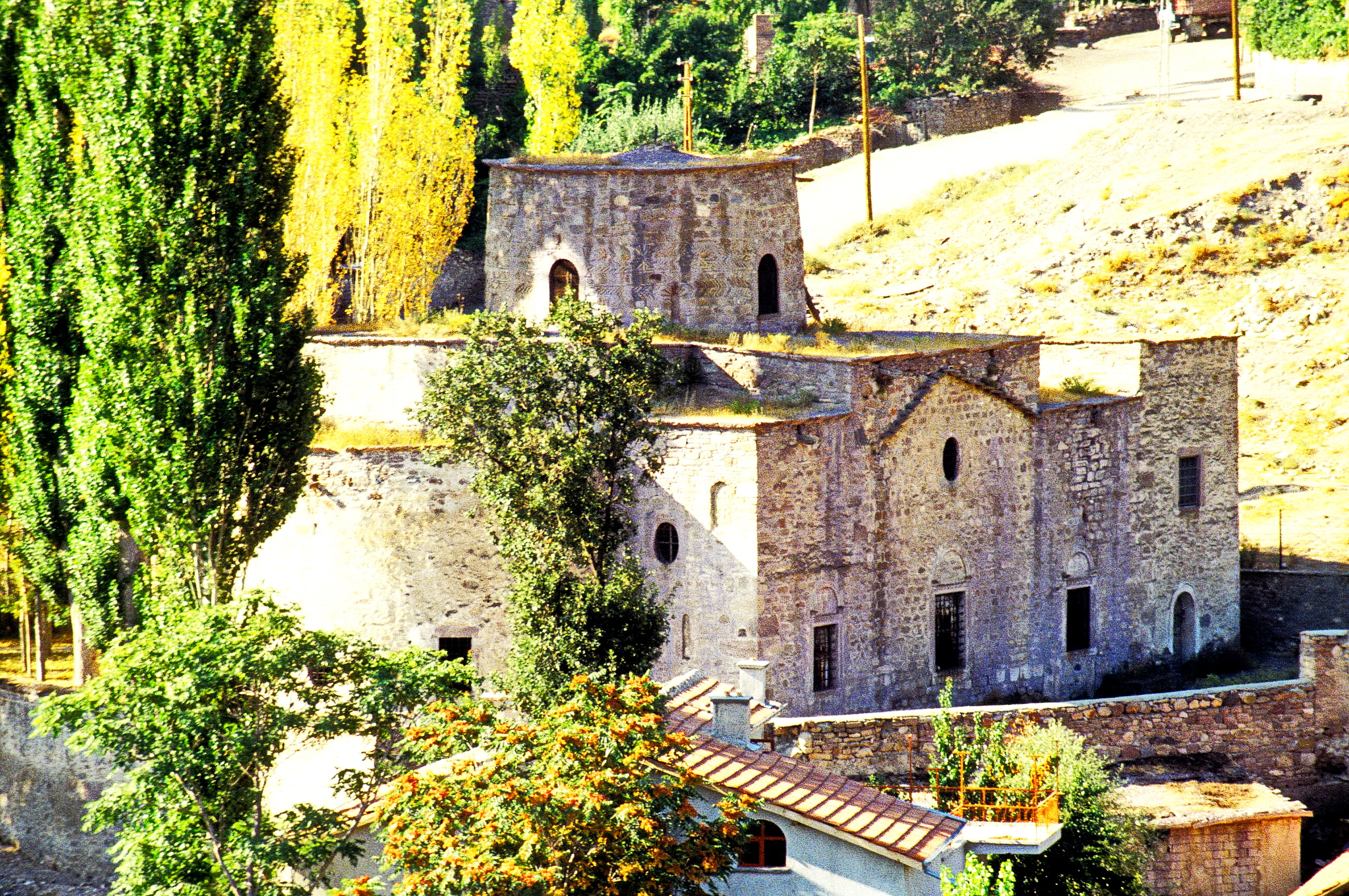
Byzantinische Kirche Meryem Ana in Sille bei Konya

Das fraglos wichtigste städtische Zentrum der Konya-Ereğli Ovası, das traditionsreiche Konya, heute die achtgrößte Stadt der Türkei mit einer Bevölkerung von 1.390.000 Menschen (2022, ohne Umlandbevölkerung) erlangte seine größte Blüte zwischen 1100 und 1300, nachdem die seldschukischen Fürsten im 12. Jahrhundert ihre Herrschaft begründet und Konya 1097 zu ihrer Hauptstadt gemacht hatten, als der Ort mit einer gewaltigen Stadtmauer befestigt, mit dem Sultanspalast, einer großen Zahl von Moscheen, Medressen, islamischen Klöstern, Bädern und anderen Kultureinrichtungen ausgestattet wurde, als ein auf Konya ausgerichtetes Netz von Karawansereien und Handelswege zur Erleichterung des Verkehrs über das Reich der Rum-Seldschuken gelegt wurde und Konya dessen Lebens- und Verwaltungszentrum wurde. Die Stadt erstreckt sich mit ihrer Gebirgsrandoase der Gärten von Meram auf den Schwemmfächern des Meram und Sille Çayı vor der Bruchstufe des Loras Dağı (2.040 m.) mit einer Nord-Süd-Erstreckung von mehr als 25 km als ausgedehntes Häusermeer bis zu 15 km weit nach Osten in die flache Konya Ovası. Von Konyas byzantinisch-christlicher Vergangenheit ist rezent allerdings kaum noch etwas erhalten. Spuren findet man in Konyas Vorort Sille, ehemals von Griechen bewohnt, in der Kirche Meryem Ana, einem der wenigen Bauten aus byzantinischer Zeit, der noch gut erhalten ist und zum Museum umgebaut wurde. Da in Städten, wie Konya, Ereğli, Niğde, Kayseri und Karaman, damals auch armenische und griechische Bevölkerungsteile lebten, war es immer wieder zu inneren Unruhen und zu Auseinandersetzungen mit dem armenische Königreich Kilikien gekommen. Zudem führten zunehmende Thronkämpfe unter den seldschukischen Sultanen, die wachsende mongolische Bedrohung und die daraus resultierenden Angriffe der Armenier und Griechen dazu, dass nicht nur Ereğli niedergebrannt und zerstört wurde.

### Karamanidenzeit
Als Folge der Kämpfe zwischen Seldschuken und Mongolen begannen die von Konya „kontrollierten“ Grenzfürstentümer zu Byzanz ihre Unabhängigkeit zu erzwingen. Nach dem Tode seines Vaters Nûre Sûfî Bey (Nureddin Bey) nutzte z. B. der lokale Herrscher Mehmet Bey aus Karaman diese Situation, eroberte 1276 Konya und machte es 1308 zur Hauptstadt eines Fürstentums der Karamanoğulları (Söhne der Karamaniden, Karamaniden). So kam die Konya-Ereğli Ovası, die 211 Jahre lang, von 1097 bis 1308, unter der Herrschaft des anatolischen Seldschukenstaates gestanden hatte, nach dessen Zusammenbruch unter die Herrschaft des Beyliks der Karamaniden. Ereğli, das damals mit diesem Beylik verbunden war, wurde zwischenzeitlich 1291 vom mongolischen Khan Gaichatu (Sohn des Ilchaniden-Herrschers Abaka Khan) geplündert. Er marschierte in die Region Karaman ein und zerstörte die dortigen Dörfer. Auch das benachbarte Gebiet Aksaray geriet 1312, während der Beylikzeit, unter die Herrschaft der Karamanoğullar, wurde allerdings 1343 von Alaaddin Eretna Bey (Beylik Eretna; 1335–1381, Kayseri und Sivas als Zentren) bis 1365 übernommen. Danach geriet es erneut unter die Herrschaft der Karamaniden, wurde 1381 von Kadı Burhanettin übernommen, der gegen Eratnaoğulları rebellierte, und blieb bis 1384 unter dessen Kontrolle, ehe es erneut an das Beylik der Karamanoğulları fiel. Das Osmanische Fürstentum, das 1299 um Söğüt und Domaniç gegründet worden war, hatte dann 1398 während der Herrschaft von Yıldırım Bayezid die Kontrolle über die Konya-Ereğli Ovası übernommen.

### Osmanische Herrschaft bis ins 17. Jahrhundert
Nachdem der Osmane Yıldırım Bayezid den Krieg gegen Timur-i Lang (Timur Lenk oder Timur Leng) verloren hatte, gefangen genommen worden und 1403 gestorben war, fiel die Region der Konya-Ereğli Ovası wieder zurück an den Karamaniden Mehmet Bey II., der Ereğli erneut erobert hatte. Osmanen und Karamaniden hatten zunächst gute Beziehungen, da Melek Hatun, Tochter von Murad I. (1359–1389 osmanischer Sultan), den Karamaniden Alaaddin Bey geheiratet hatte. Zudem war der Karamanide Mehmet II., einer der beiden aus dieser Ehe geborenen Söhne, der Neffe von Yıldırım Bayezid. Zu Auseinandersetzungen zwischen Osmanen und Karamaniden kam es allerdings im Laufe des 15. Jahrhunderts, wobei die Konya-Ereğli Ovası sich mancherorts in ein Schlachtfeld verwandelte. Obwohl der osmanische Sultan Mehmet I. (1413–1421) eine Expedition gegen die Karamanoğulları unternahm, gibt es keine Informationen darüber, dass die Ebene dabei unter osmanischer Herrschaft geriet. İbrahim Bey, der Sohn von Karamanoğlu Mehmet II., der durch eine Vereinbarung mit Murat II. (1404–1451) mit dessen Billigung den Thron der Karamanoğulları bestiegen hatte, hielt sich nicht an entsprechende Vereinbarungen und begann, die osmanischen Gebiete anzugreifen. Murat II. unternahm daraufhin zusammen mit den Dulkadiroğulları (turkmenische Beylik-Dynastie, 1337–1522, Elbistan/Maraş) einen erfolgreichen Feldzug gegen die Karamaniden, überließ jedoch dem Karamanoğlu İbrahim Bey, der mit seiner Schwester verheiratet war, Ereğli zusammen mit Karaman.
1444 zog sich Murat II. nach Manisa zurück und setzte seinen Sohn Mehmet II. (Fatih Sultan Mehmet) auf den osmanischen Thron. Karamanoğlu İbrahim Bey nutzte diese Gelegenheit und setzte die feindselige Haltung der Karamaniden gegenüber den Osmanen fort. Nach İbrahim Bey’s Tod (1464), übernahm der Karamanide Pir Ahmet Bey den Thron nach Übereinkunft mit Fatih Sultan Mehmet, an die er sich allerdings ebenfalls nicht hielt, sondern geheime Absprachen mit dem Akkoyunlu-Herrscher Uzun Hasan und den Venezianern traf. Die Auseinandersetzungen eskalierten, wobei Konya und Larende (Karaman) sowie ein großer Teil des Karamanoğulları-Landes einschließlich Ereğli 1467 in die Hände der Osmanen fiel. Als danach der Karamanide Pir Ahmet Bey die verlorenen Ländereien einschließlich Ereğli zurückeroberte, wurde von den Osmanen der General Rum Mehmet Pascha gegen Pir Ahmet Bey geschickt, der Larende niederbrannte und auch Ereğli zerstörte und die dortige Burg abreißen ließ. Die Streitigkeiten zogen sich bis 1475 hin, als Gedik Ahmet Pascha in der Region der Konya-Ereğli Ovası für Ordnung sorgte, die 1475 ohne weitere Unterbrechung an die Osmanen überging. Fatih Sultan Mehmet gründete damals die Provinz Karaman als 4. Provinz des Osmanischen Reiches und machte die Stadt Konya zu ihrem Zentrum. Aber auch danach wurde die Konya-Ereğli Ovası unter der Herrschaft der Osmanen Zeuge verschiedener innenpolitischer Ereignisse, u. a. der Tronfolgekrise zwischen Bayezid II. und seinem Bruder Cem sowie dem Mord an Prinz Mustafa, dem Sohn von Suleiman dem Prächtigen bei Ereğli, als Süleyman I. Istanbul im August 1553 zu einem Iran-Feldzug verließ und im Dorf Akhüyük bei Ereğli Station machte. Im Jahr 1623 kam Murad IV. auf einem Eriwan-Feldzug über Komya nach Ereğli, wo in İvriz (Aydınkent, etwa 17 km südöstlich von Ereğli) für 2 Tage das „Otağı Humayun“ (sehr großes, reich verziertes Zelt des Sultans) aufgeschlagen wurde. Er verließ die Region mit dem Befehl, die falschen „Sayyids“ (Ehrentitel der Nachkommen des islamischen Propheten Mohammed) in der Region, die behaupteten, Nachkommen des Propheten zu sein und deshalb keine Steuern zahlten, aufzuspüren und zu töten. Sein Großwesir Köprülü Mehmet Pascha löste damals das Problem der falschen Seyyiden.

## Siedlungs- und wirtschaftsgeographische Entwicklungsaspekte seit dem 16. Jahrhundert

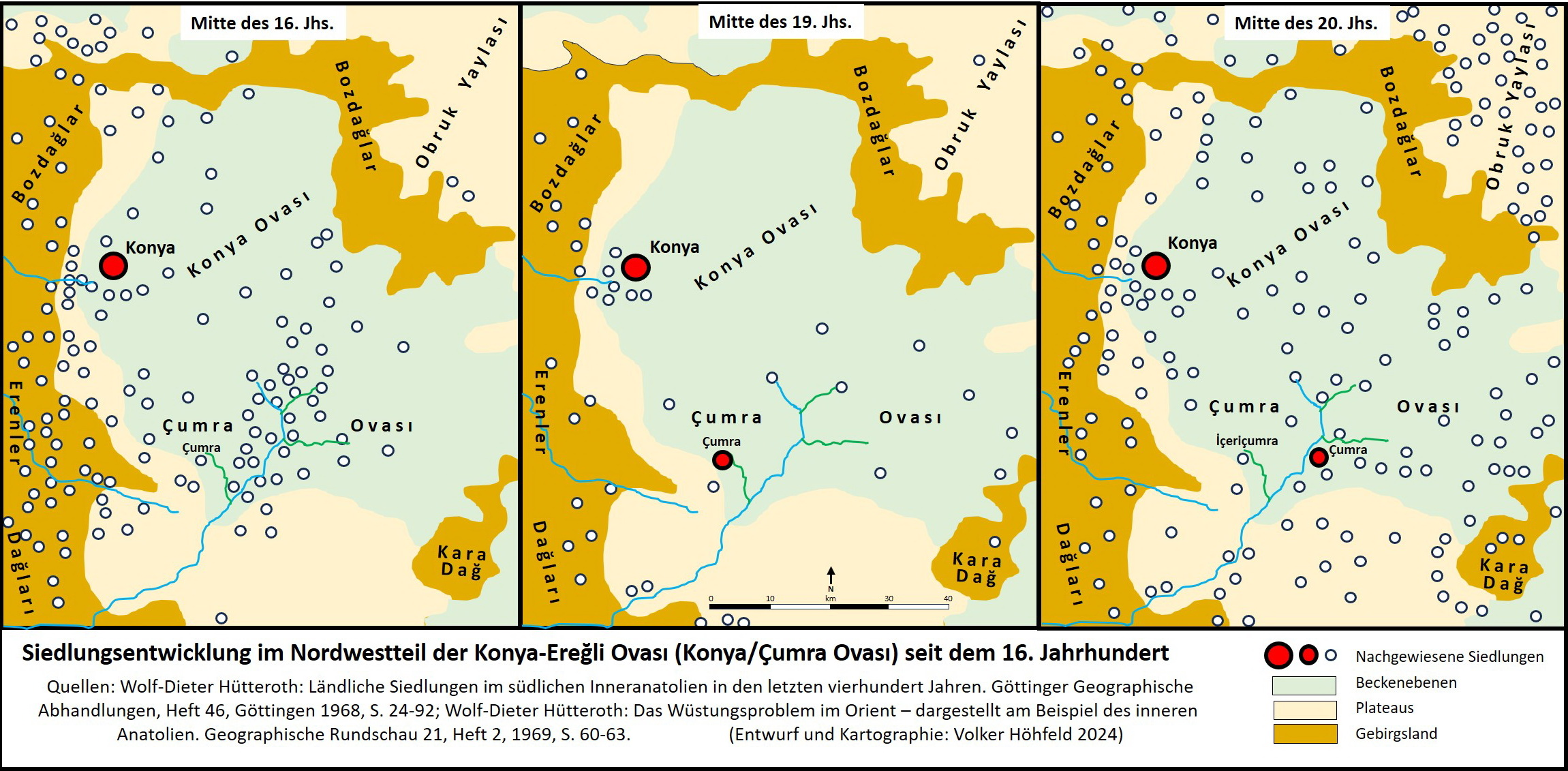
Die drei Kartenskizzen zeigen im Vergleich für drei Zeitpunkte (16., 19., 20. Jahrhundert) den jeweiligen Siedlungsstand in der Konya- und Çumra-Ebene im Nordwestteil der Konya-Ereğli Ovası.

Im Gegensatz zur gegenwärtig dicht mit Dörfern ausgestatteten Ebene war die noch von Sümpfen durchsetzte Konya-Ereğlı Ovası in der zweiten Hälfte des 19. Jahrhunderts eher dünn mit festen Dorfsiedlungen besetzt. Dieser „magere“ Durchsatz der Region mit festen Siedlungsplätzen hatte sich drei Jahrhunderte vorher auffällig anders gestaltet: Der Siedlungszustand des 16. Jahrhunderts, also während der „hochosmanischen Periode“, zeigte am Gebirgsrand Bauerndörfer in annähernd gleicher Dichte wie heute, in manchen Beckenteilen war die Dorfdichte sogar höher, und Nomaden traten dort völlig zurück. In den Gebirgsteilen war die Dorfdichte partiell sogar doppelt bis eineinhalbmal so groß wie heute, allerdings hatten die Dörfer des 16. Jahrhunderts nicht ganz die heutigen Größen. Seit dem 16. Jahrhundert und der Mitte des 19. Jahrhunderts war es offenbar zu einem deutlichen Siedlungsverfall gekommen. Zwischen etwa 1580 und 1870 sind in Gebirgsbereichen zwischen 40 und 60 % der damals bestehenden Orte wüst gefallen, in den Ebenen um die 90 %. Aus jüngeren Archivstudien türkischer Historiker über die Zeit um 1600 ist bekannt, dass die staatliche Verwaltung in ganz Anatolien so gut wie völlig zusammenbrach. Historisch gut belegt sind Bauernunruhen, Bandenwesen, militantes religiöses Sektierertum und Selbständigkeitsbestrebungen lokaler Machthaber (Derebeys) während und nach der sogenannten „Celali“-Unruhen. Auf dem Hintergrund rein innenpolitischer und wirtschaftliche Gründe verbunden mit einer permanenten Inflation seit Mitte des 16. Jahrhunderts wurde das Land verwüstet, so dass die Bevölkerung ganzer Landstriche ihre Dörfer verließ, während das osmanische Lehnswesen „Tımar“ rapide verfiel.
So war auch die Beckenebene von Konya um 1870 weithin nur von periodischen Siedlungen durchsetzte Weidegebiete. Lediglich sechs Dörfer mit meist 10–15 km Abstand voneinander sind z. B. an den Deltaarmen des Çarşamba Çayı oder an seinen Endsümpfen für die damalige Zeit nachweisbar - trotz an sich guter Bewässerungsmöglichkeiten. Die Existenz dieser Orte lässt vermuten, dass anders als gegenwärtig eine natürliche Bewässerung noch in dem für die damaligen Verhältnisse ausreichenden Maße möglich war. Bereits vor 1900 waren alte Deltazweige des Çarşamba Çayı zur Bewässerung genutzt worden. Die Einrichtung der Kanäle und der Wasserverteilungsanlagen wurde erst im Zusammenhang mit dem Bau der anatolischen Bahn in den Jahren 1908–1913 von der Firma Philipp Holzmann, Frankfurt, durchgeführt. Neu war damals eigentlich nur die Anlage eines bei Timraş (Gökhüyük Köyü, Pomakendorf im Landkreis Çumra) abzweigenden und bis fast nach Konya reichenden Kanals mit seinen Verzweigungen. Regulierungen, Erweiterungen und Verlängerungen der alten Deltaarme kamen im Wesentlichen erst nach dem Zweiten Weltkrieg dazu.

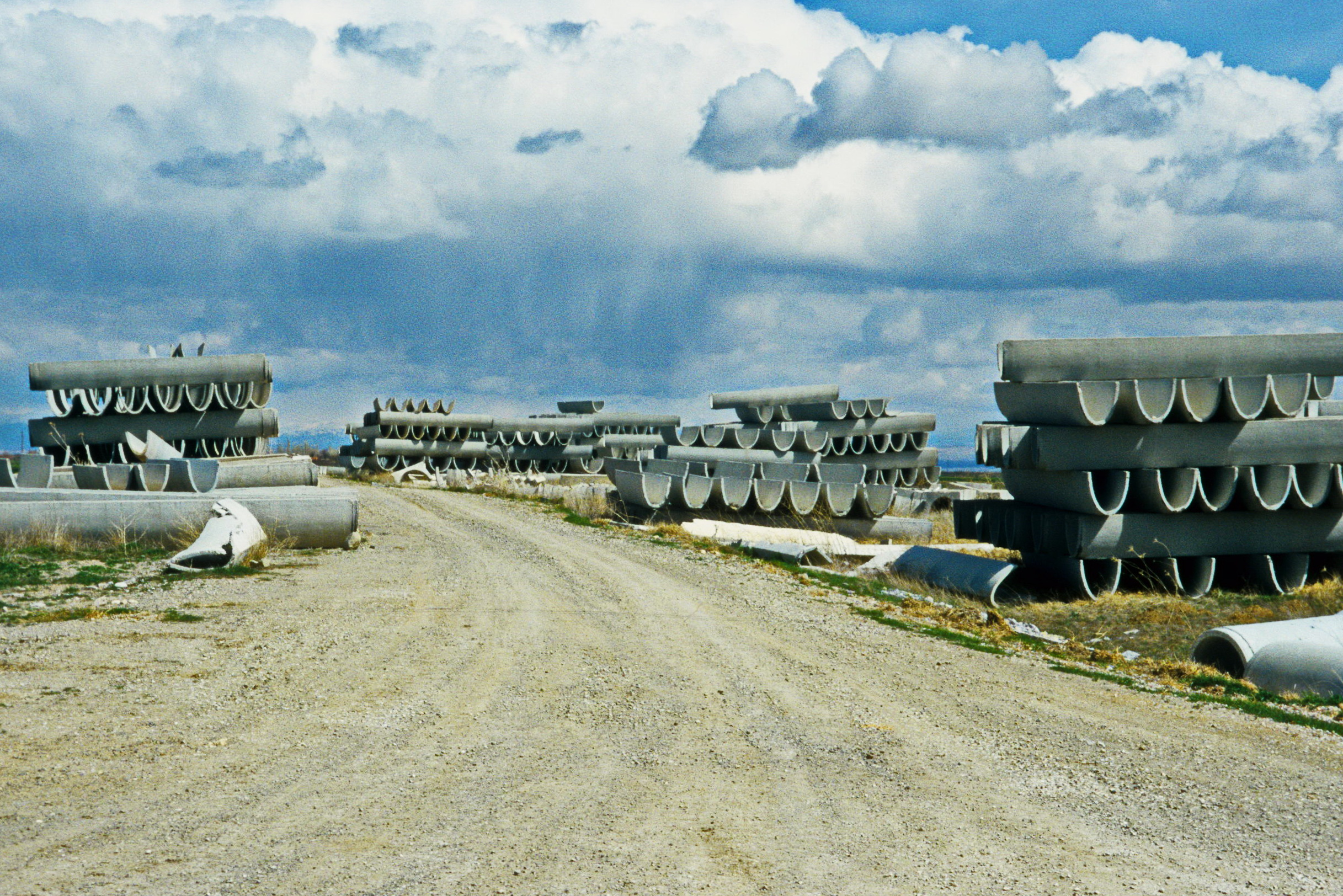
Baustelle einer neuen Bewässerungsanlage Herbst 1999 bei Kılbasan (Karaman)

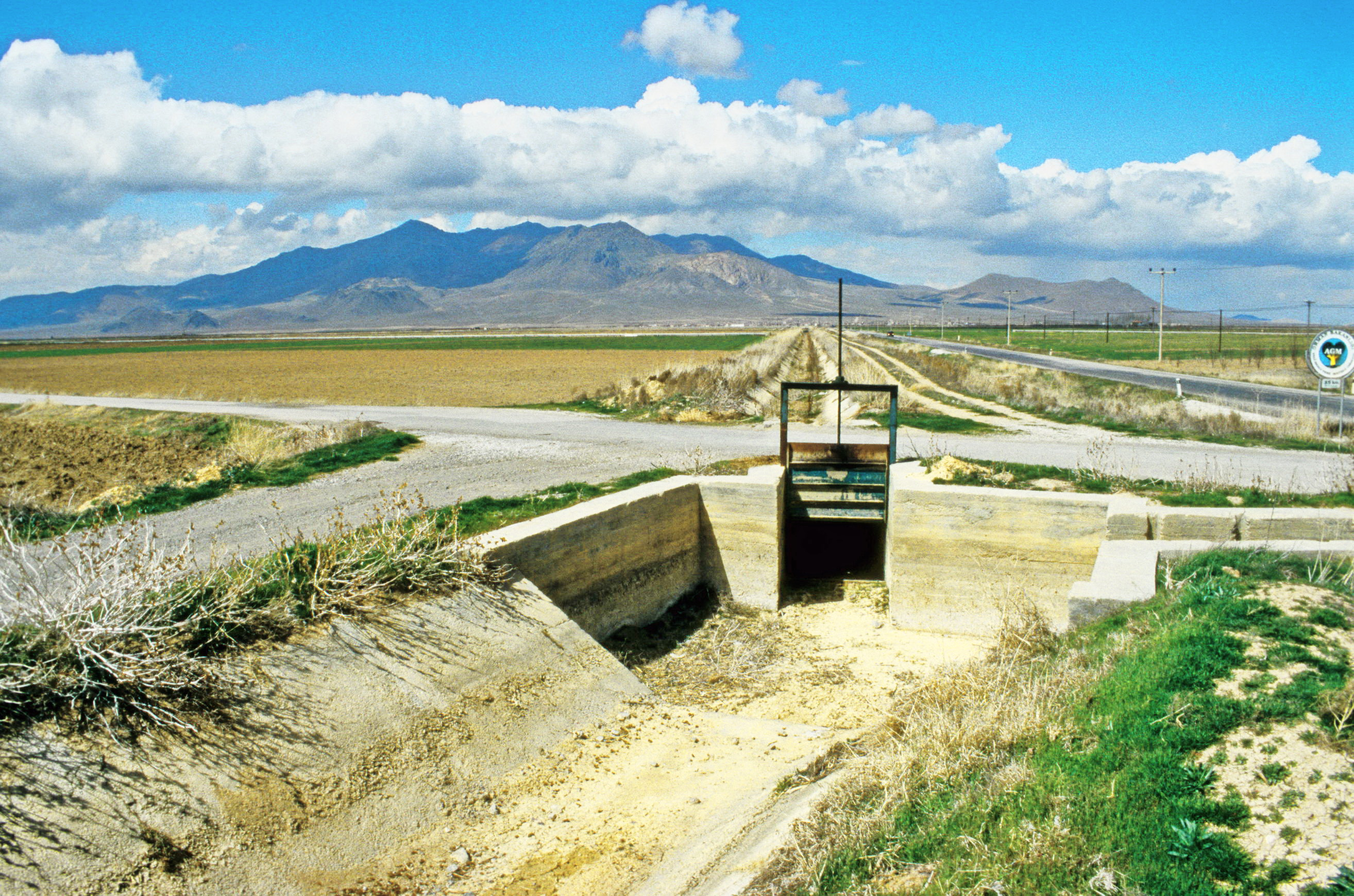
Neuer Bewässerungskanal bei Kılbasan (Karaman) im Herbst 1999

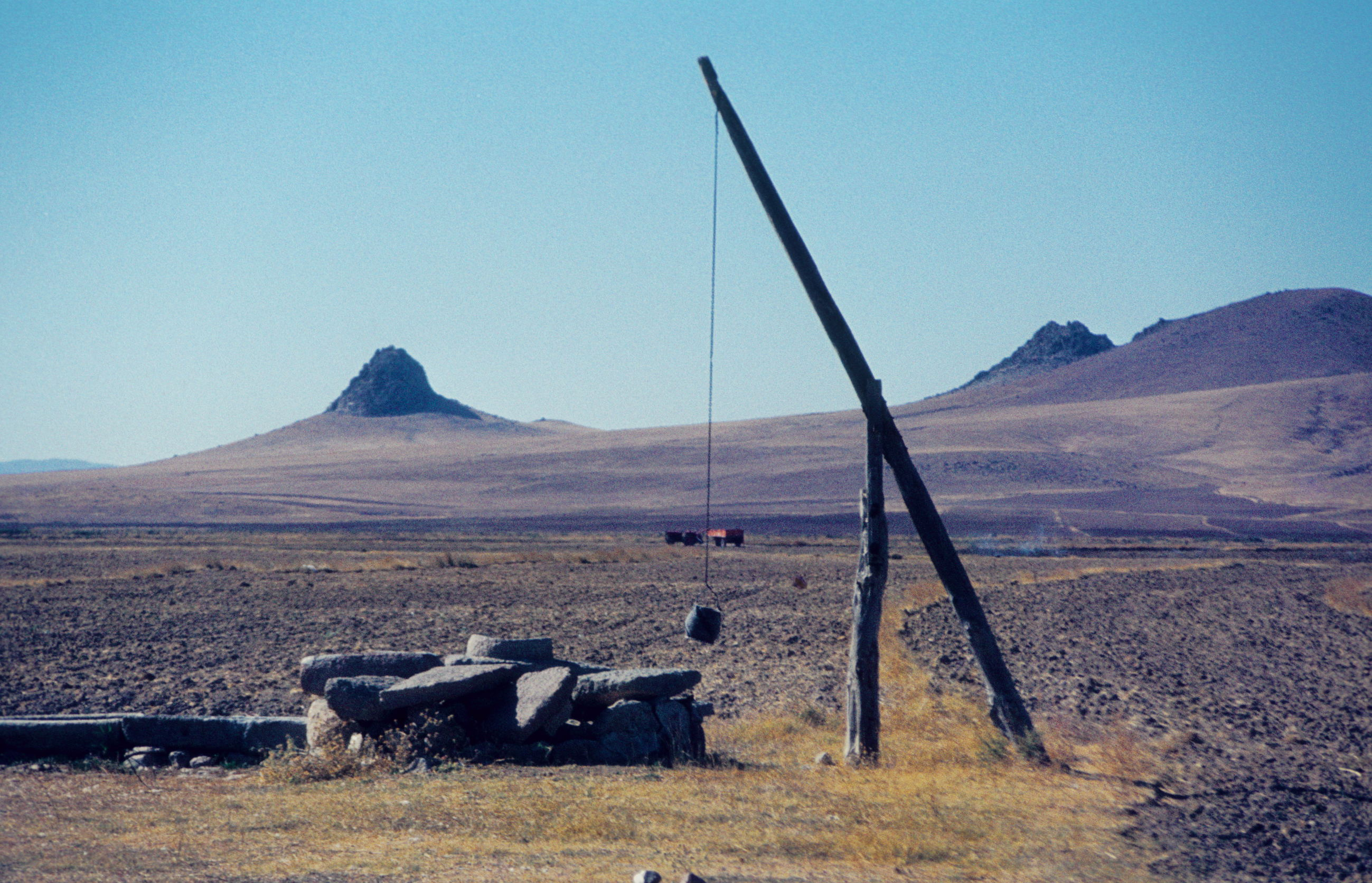
Typischer alter Ziehbrunnen in der Steppenlandschaft bei Kılbasan (Karaman) im Oktober 1984

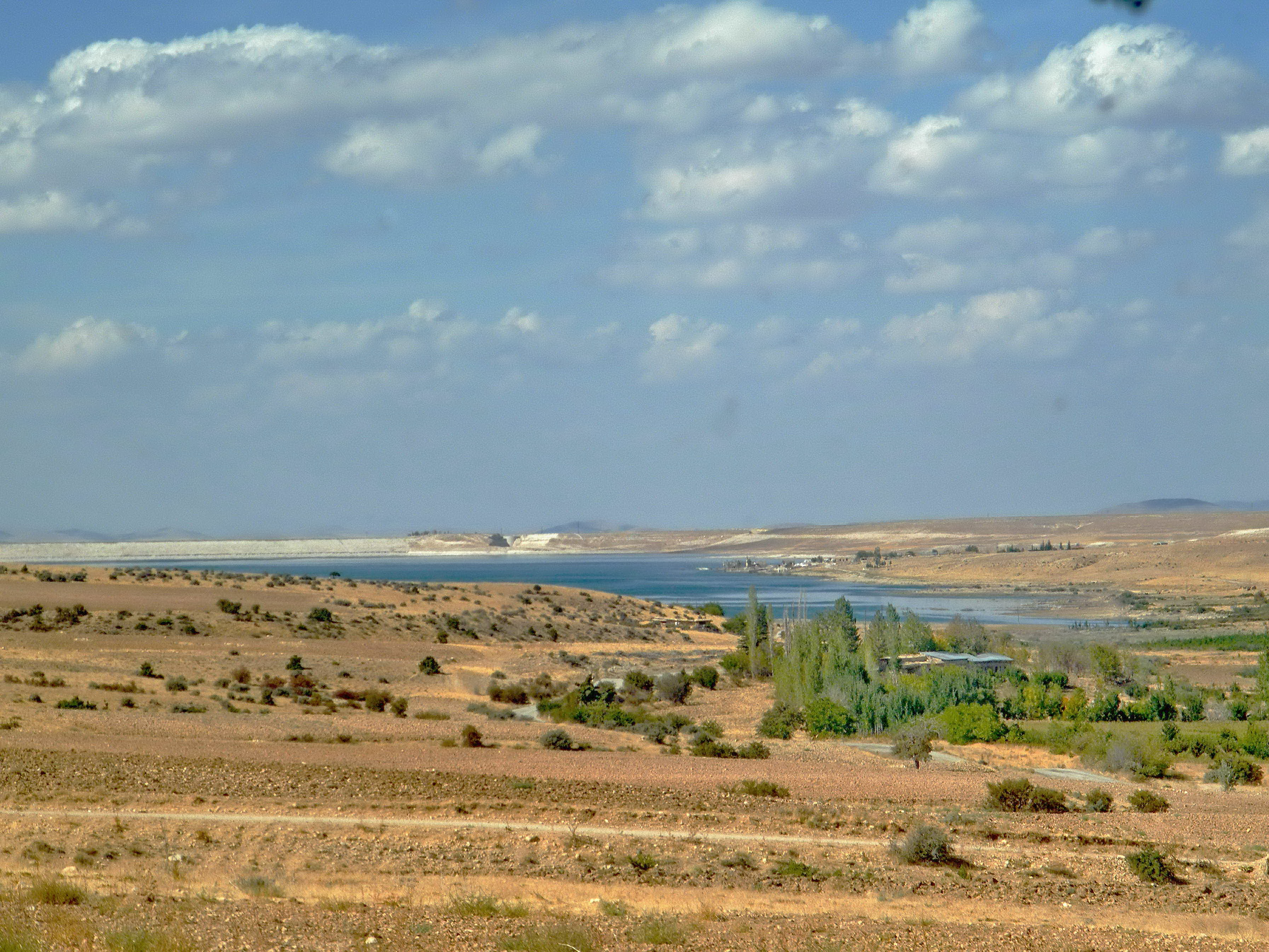
Ibrala Barajı bei Yeşildere (Karaman) 2013

Da es sich bei der Konya-Ebene um ein geschlossenes Becken handelt, gibt es keine natürliche Drainage. Deshalb stieg bei zu starker, vor allem künstlicher Bewässerung die Gefahr von Versalzung. Da für Drainage zunächst keinerlei Bauten vorgesehen waren, lief Überschusswasser in die Bewässerungsgräben zurück und wurde unterhalb erneut verwendet, was die Salinisierung beschleunigte. Die unteren, flacheren Gebiete mit hohem Grundwasserstand litten infolge kapillaren Wasseraufstiegs an oberflächennaher Anreicherung von Salzen im Boden. Die Durchschnittserträge gingen zurück. Um 1960 waren deshalb bereits ca. 10000 ha des Bewässerungsgebietes durch Versalzung verloren. Deshalb wurden bei Sille, Altrnapa, May und Karaman kleinere Bäche aus dem westlichen und südlichen Gebirge zur Regulierung von Starkregenfluten, zur Wassergewinnung und zur Eindämmung von Salinisierung in kleineren Talsperren gestaut. Mit der Zeit verschwanden in diesem Zusammenhang auch die traditionellen Ziehbrunnen, die für die Region so typisch waren. Darüber hinaus wurde zwecks Entwässerung der nördlichen Ebenen von Konya und Çumra, zur Trockenlegung von Sümpfen, zum Schutz der Ebene und der Siedlungen vor Überschwemmungen und Verbesserung der Böden der Ebene ein 122 km langer Hauptentwässerungskanal (Konya Ana Tahliye Kanalı) gebaut, der das Überschusswasser aus den Endsümpfen zum Nordrand des Konya-Beckens führt. Dort wird es zu einem Stollen durch den Boz Dağ mit drei Hebestationen (jeweils mit einer Hubhöhe jeweils 6 m) hochgepumpt und jenseits in ausbetonierten Kanälen mit freiem Gefälle durch die Zivarik (Altinekin) Ovası bis zum großen Verdunstungsbecken des Tuz Gölü geführt. Insgesamt konnten durch den Çarşambafluss bis Ende der 1990er Jahre etwa 100.000 ha bewässerte Agrarflächen geschaffen werden – zusätzlich zu 60 000 ha im Beckeninneren mit Bewässerung über artesisch gefördertes Wasser, von denen weiterhin einige immer noch mangels Drainage unter Staunässe leiden.
Neben den oben angesprochenen sechs Dörfern gibt es eine überaus große Zahl prähistorischer Kulturschutthügel („Höyüks“, s. o.). Diese und auch die Zahl der Brunnen und Ortswüstungen jüngerer Zeil lassen erkennen, dass diese sechs Dörfer zwischen Çumra und Ismil lediglich ein Rest einer einst viel dichteren Besiedlung waren. Eine Ausnahmesituation bildet die Umgebung von Konya. Die Stadt Konya liegt auf einem Schwemmkegel des Meram Çayı, dessen Talausgang in die Ebene bewässerte Obst- und Gemüsegärten trägt. Hier verteilen sich 9 Dörfer im Weichbild der Stadt an den Kanälen des Meram Çayı - allerdings wohl mehr aus Sicherheitsgründen und Absatzmöglichkeiten der nahen Stadt, als wegen Bewässerung.

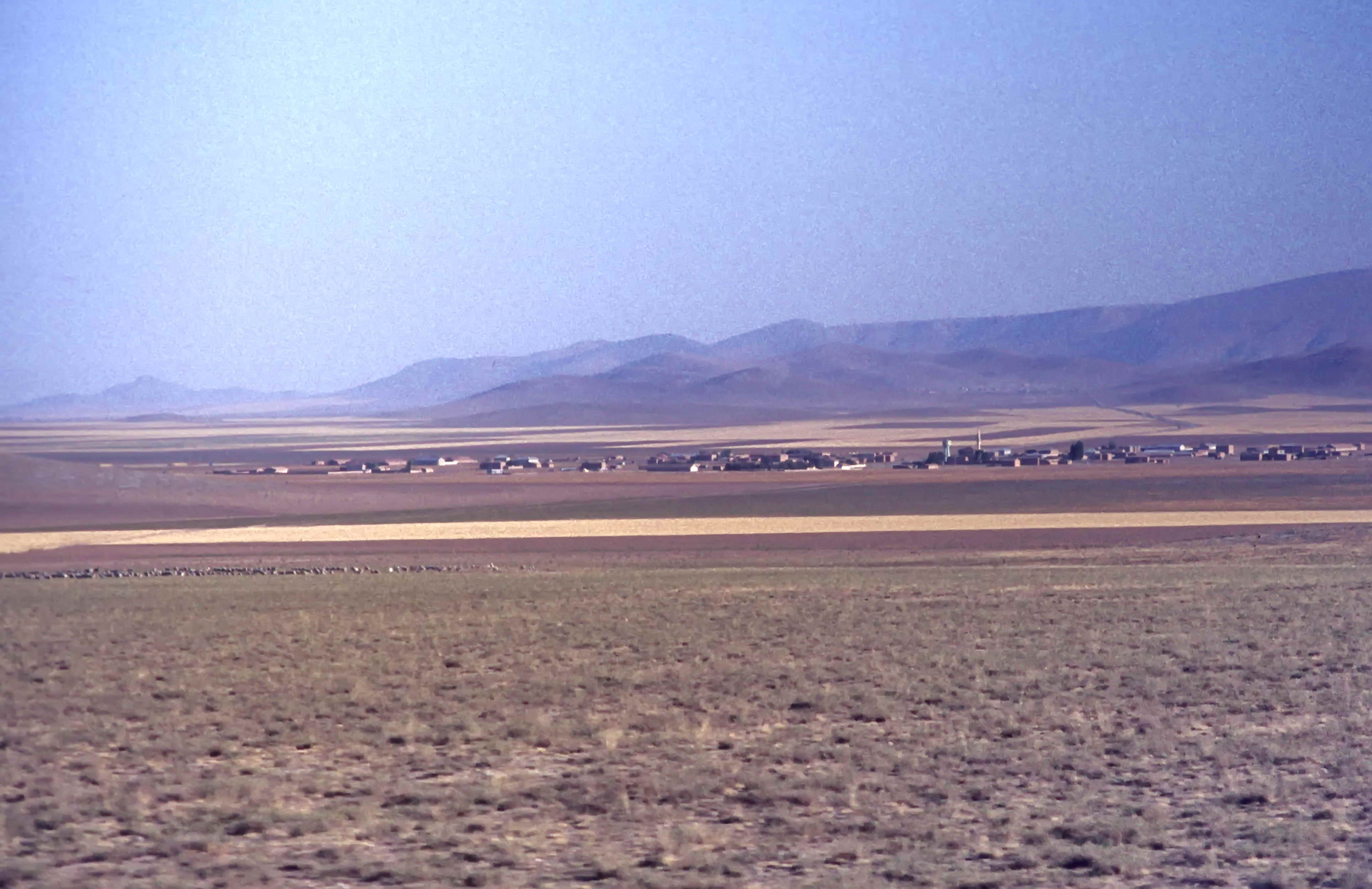
Blick über das Kalkplateau der Obruk Yaylası auf das Großdorf Akörenkışlası und die Ausläufer des Hodulbaba Dağı

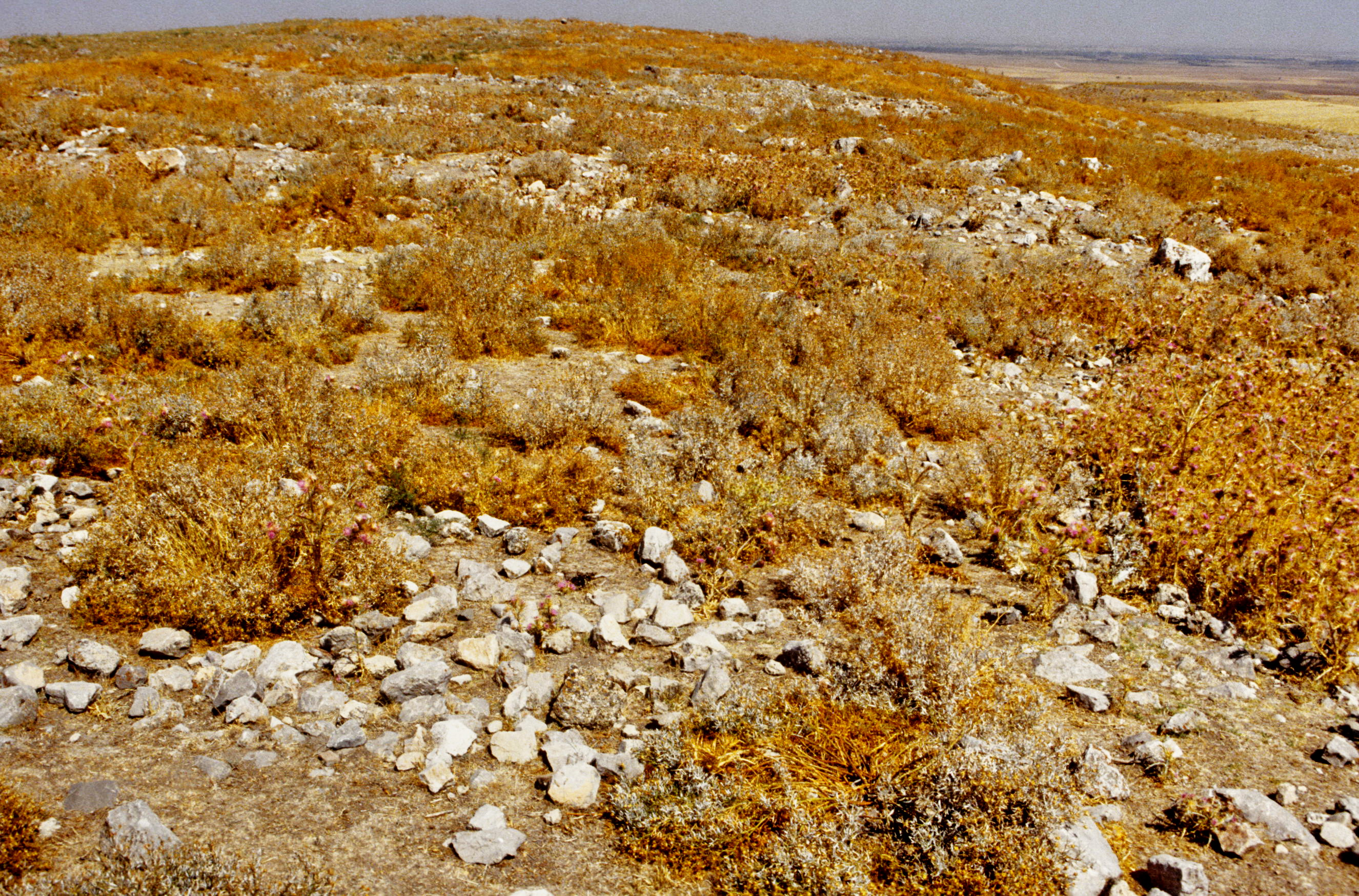
Die Siedlungsstelle von Eski Seçme ist ein Wüstungsplatz aus römischer bzw. seldschukischer Zeit unmittelbar beim heutigen Dorf Seçme (İçeriçumra), das 1890 von Krimtataren neu besiedelt wurde.

Im Bereich der großen Kalktafeln (z. B. Obruk Yaylası) und kleinerer Beckenebenen liegen im letzten Drittel des 19. Jahrhunderts nur wenige große Kışladörfer (feste Winterdörfer), aber in weiten Abständen zueinander und einer beträchtlichen (Weide-)Wirtschaftsfläche. Sie sind jeweils satellitenartig von einer größeren Zahl von periodisch bewohnten Yaylas (Sommerdörfern) umgeben, die erst in späterer Zeit zu festen Siedlungen wurden. Ihre Lage knüpft häufig an historische Siedlungsplätze römischer und byzantinischer sowie prähistorischer Zeit an. Sie sind Punkte günstigster Wasserversorgung im Steppengebiet mit Karstquellen oder nahem Grundwasserhorizont. Darüber hinaus liegen die meisten von diesen Steppendörfern in der Nähe der großen Karawanenrouten von Konya nach Akşehir, Ankara, Aksaray, Ereğli und Karaman. Noch gering sind die Kenntnisse über die Siedlungen am Nordfuß des Karadağ bei Karaman im Gebiet von Hotamış. Hier siedelte im Lauf des späten 19. Jahrhunderts der Stamm der Hotamış-Turkmenen mit sechs (?) kleinen Dörfern. Orte mit einer Siedlungskontinuität zurück bis in die Antike sind zumeist nur archäologisch nachweisbar. Bereits Paul Wittek und Herrmann Wenzel haben festgestellt, dass typische alte Ortsnamen mit nicht-türkischen Wurzeln im Steppengebiet Inneranatoliens weitgehend fehlen: Ihre Tradition ist hier mit dem Eindringen der Turkmenen vollständig verloren gegangen, während sie sich im und am umgebenden Gebirge häufiger noch erhalten haben. Für das südliche Inneranatolien und auch die Konya-Ereğli Ovası trifft das allerdings nicht in vollem Umfange zu. Es gibt dort auch Ortsnamen in Siedlungsgebieten von Turkmenenstämmen, die ziemlich eindeutig vortürkischen Ursprungs sind. Wolf-Dieter Hütteroth gibt ihre Verteilung detailliert wieder, wobei bisweilen nicht direkt eine Kontinuität am Platz des Ortes, wohl aber in dessen engerem Umfeld auffällt. Noch für 1580 vermerkt er zudem eine dichte Verteilung von periodisch bewohnten Plätzen, die bis 1850 zu Dauersiedlungen wurden.

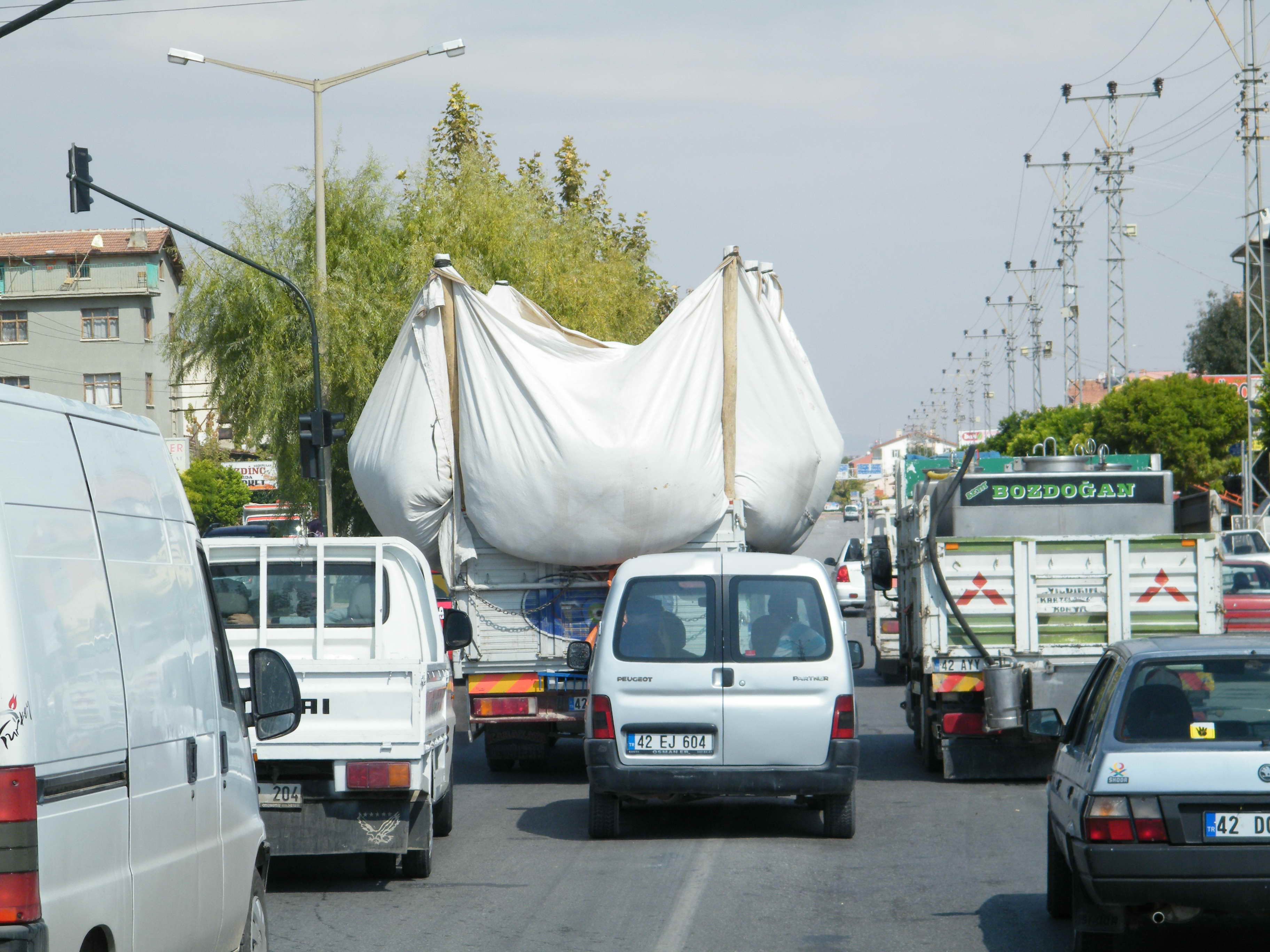
Getreidetransport in der Großstadt Konya 2013

Mit dieser deutlichen Siedlungsverdichtung hat sich auch die Landnutzung seit dem 16. Jahrhundert markant von eher extensiven Viehhaltung zum oft intensiven Ackerbau verändert. Aufgrund des halbtrockenen Klimas ist die natürliche Vegetation der Konya-Ereğli Ovası eine Steppe. Bei der Bodenart handelt es sich um Braunerdeböden mit alkalischer Reaktion. Abhängig von diesen natürlichen Umweltmerkmalen wird heute in der Region hauptsächlich Getreideanbau betrieben. Sie ist bekannt als eine der Kornkammern der Türkei, wo gegenwärtig Getreide auf einer Fläche von ca. 108.900 ha kultiviert wird. Sie deckt etwa 7,84 Prozent der Produktionsflächen des gesamten Landes ab und steht mit der Produktion von 13 verschiedenen Agrarprodukten in der Türkei an erster Stelle. Die Getreideerträge in der Ebene sind entsprechend abhängig von ausreichendem Regen und stiegen zuletzt nach einer längeren Trockenphase dank ergiebiger Niederschläge – auch in Form von Schnee – im Vergleich zum Vorjahr (2022) bei Weizen um 400.000 t und bei Gerste um 200.000 t bei Gerste.

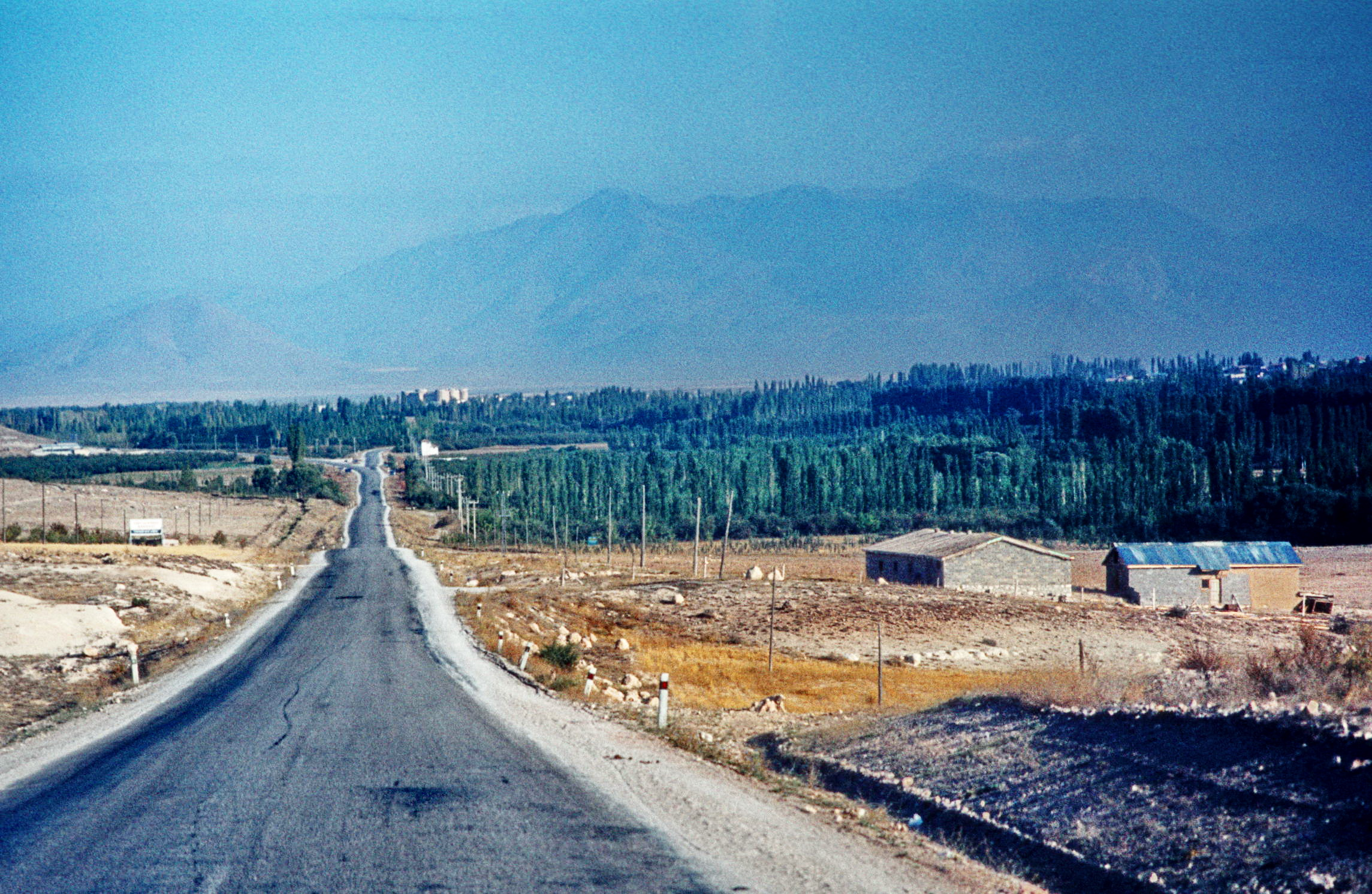
Die Obstkulturen der Gebirgsrandoase von Karaman erscheinen wie eine große dunkelgrüne Waldfläche. Im Hintergrund die schemenhafte Kontur des Karadağ.

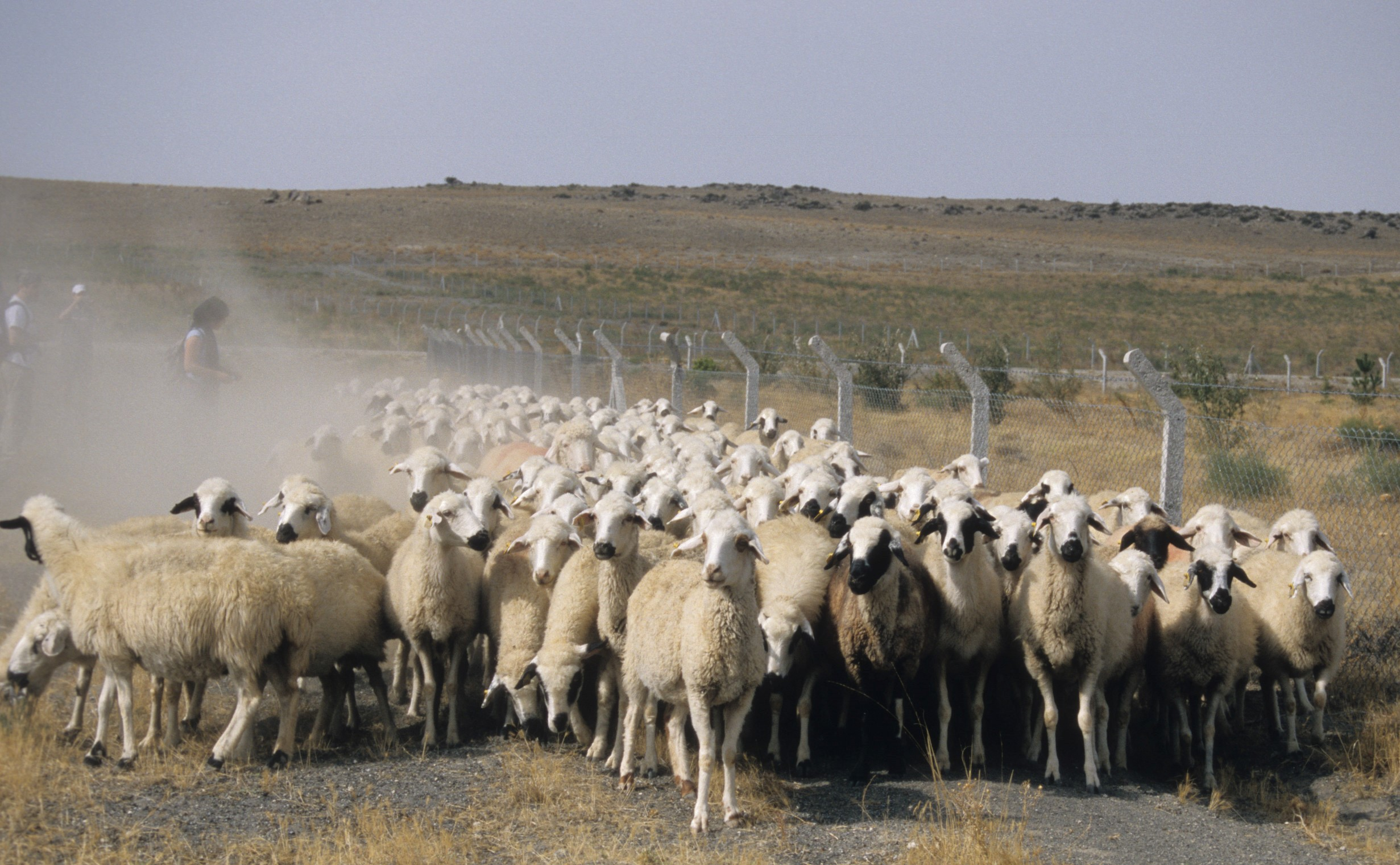
Schafherde bei Karaman

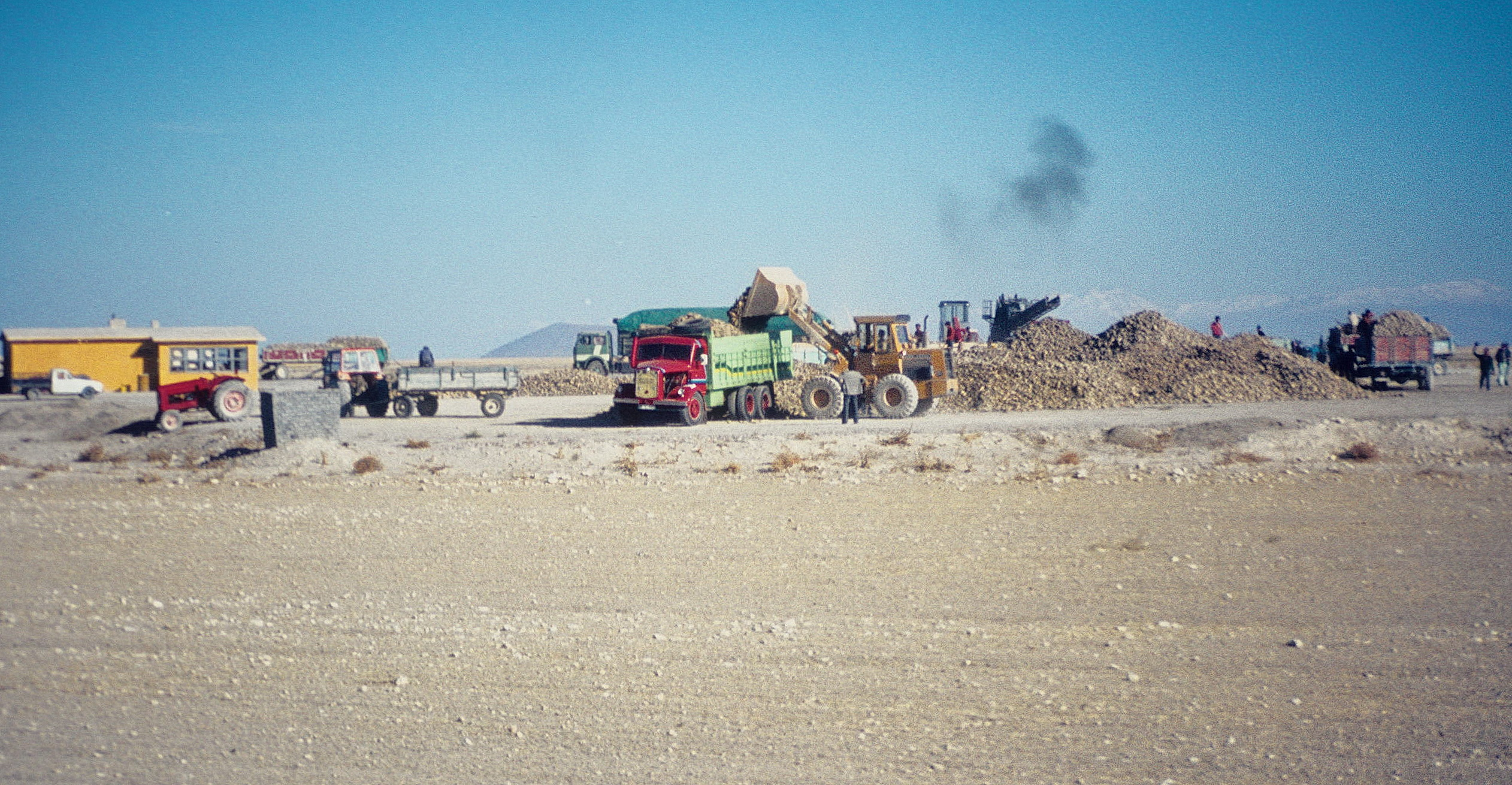
Zuckerrübensammelstelle bei Hotamış

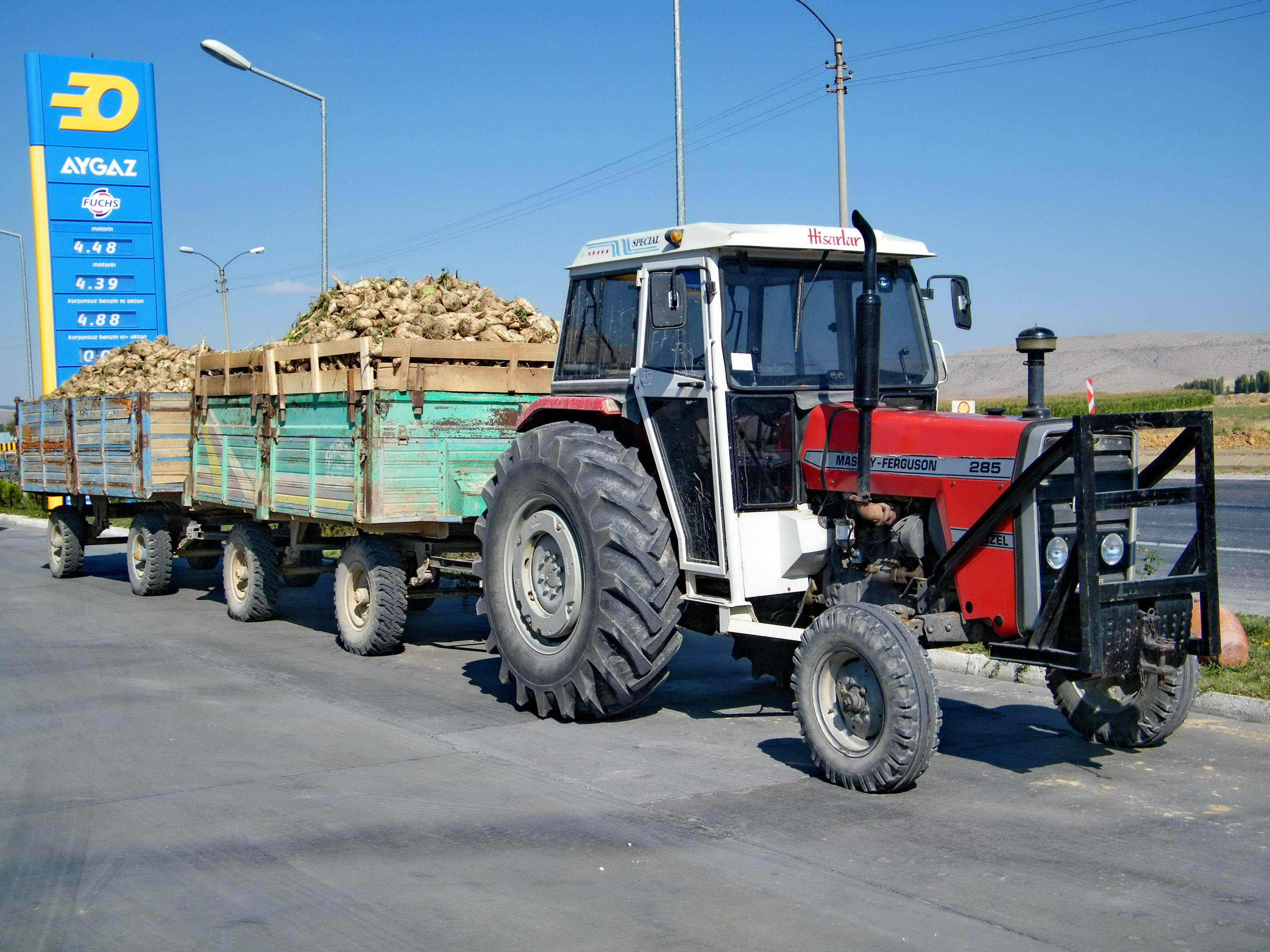
Zuckerrüben-Transport bei Konya

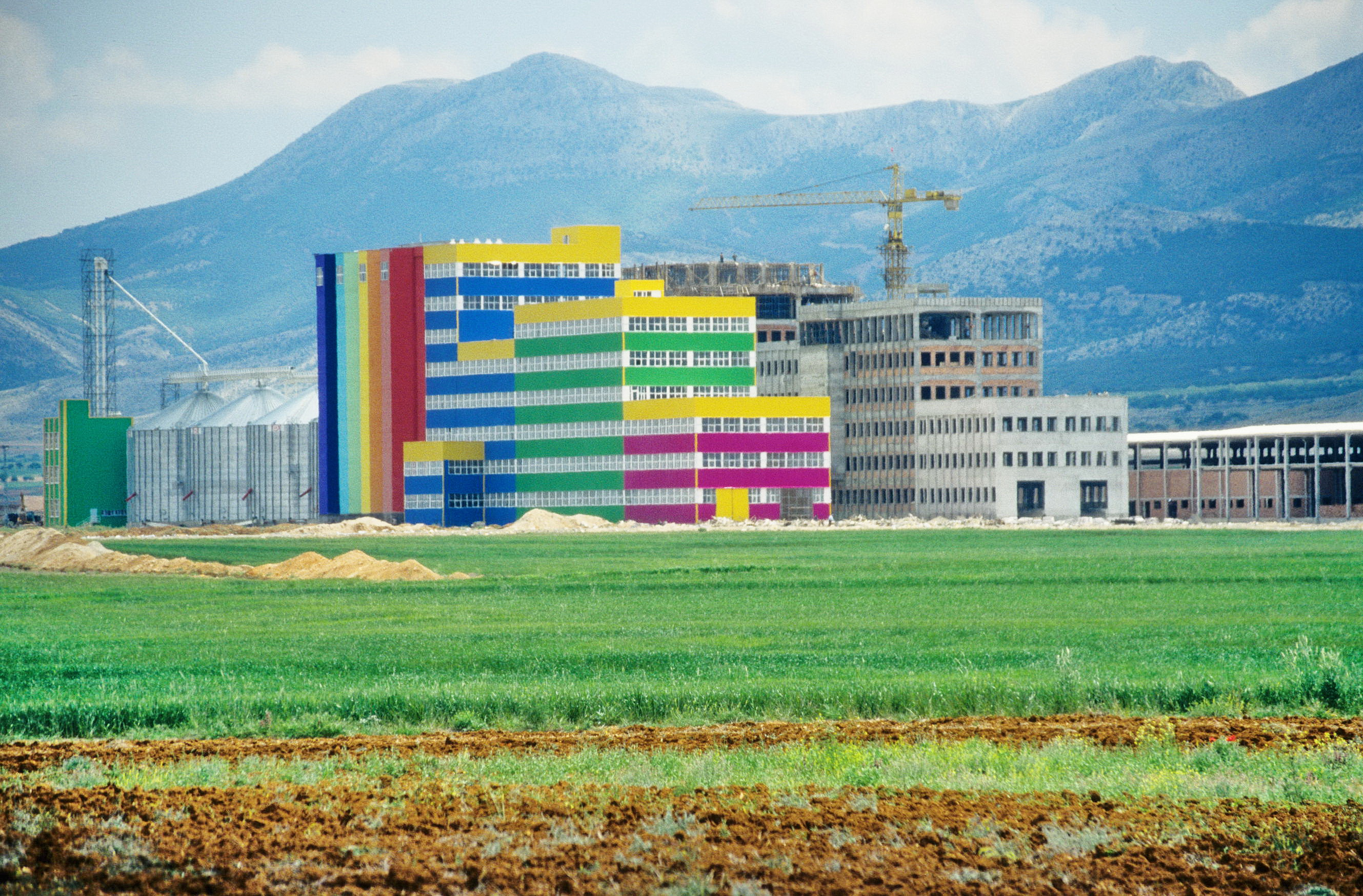
Industriekomplex bei Kazımkarabekir Mai 1998

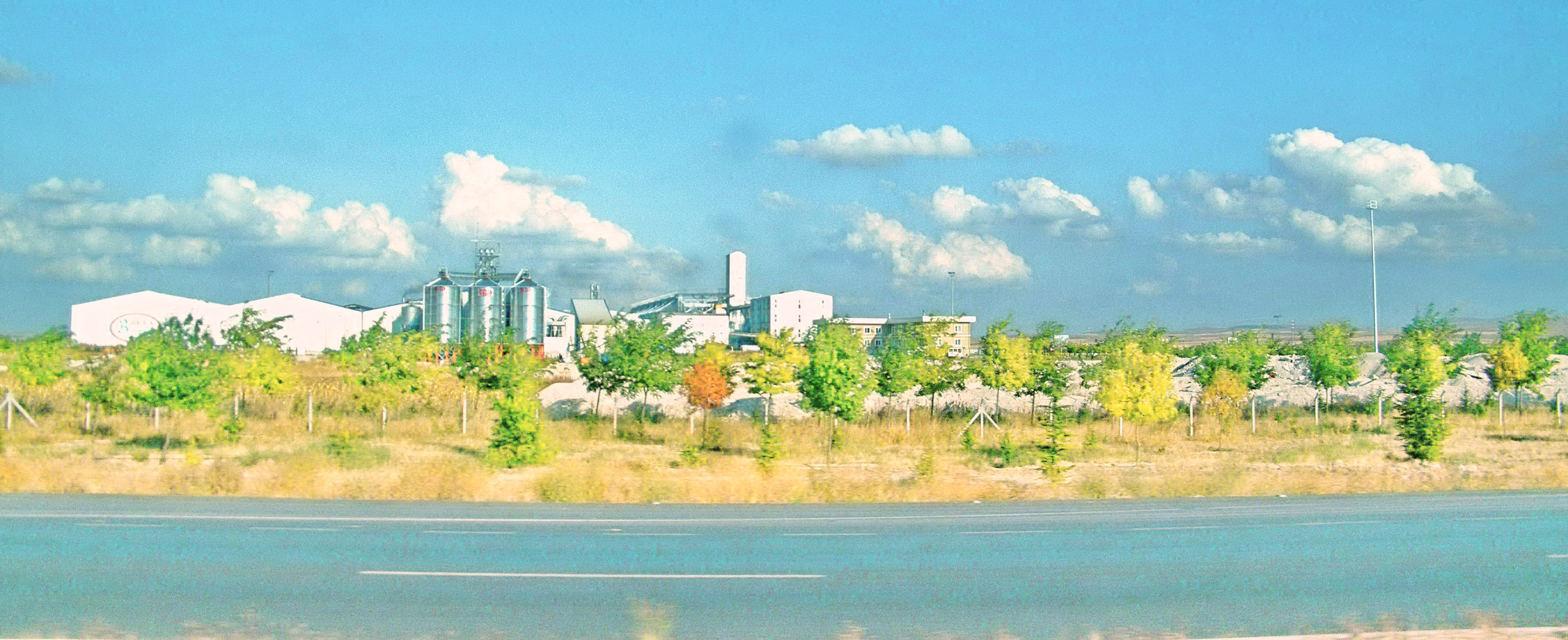
Futtermittelfabrik bei Konya 2013

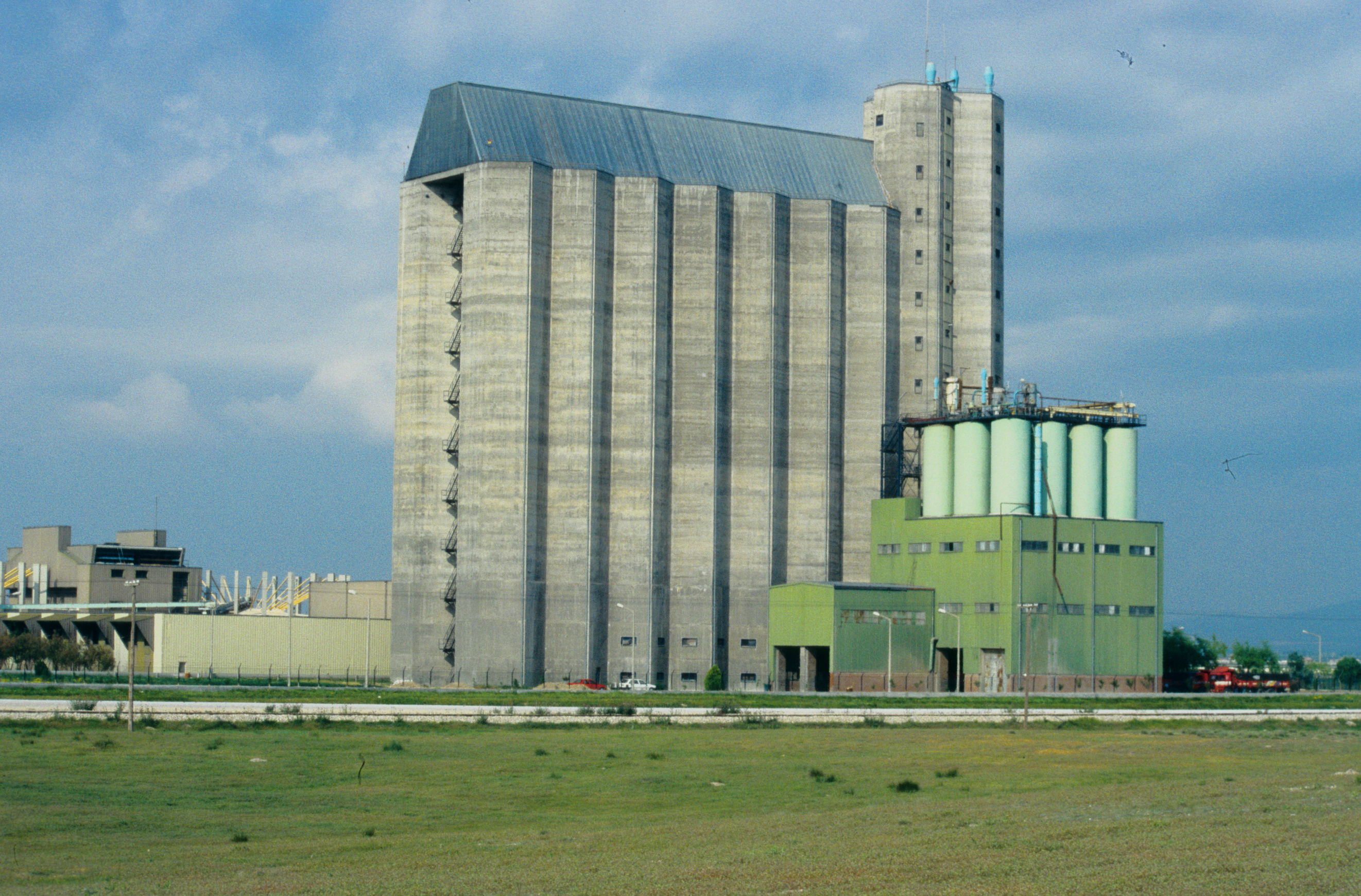
Bekannteste Bier-Brauerei der Türkei bei Çumra unmittelbar an der Bahnstrecke zwischen Konya und Karaman

Viele Siedlungen der Konya-Ereğli Ovası liegen auf Schwemmkegeln, die Gewässer, wie der Çarşamba Çayı bei Çumra, der Bach von Meran bei Konya, der İbrala Çayı und der Gödet Çayı bei Karaman oder der Bach von Zanapa bei Ereğli, in das Becken geschüttet haben. Deren Talausgänge tragen bewässerte Gartenkulturen. Dort und an entsprechenden anderen Stellen sind Bewässerungsgärten mit allen klimatisch möglichen Obst- und Gemüsesorten angelegt. Die zugehörigen Orte erscheinen wie in große dunkelgrüne Waldflächen eingebettet, weil sie in Obstbaumhainen von Kern- und Steinobst liegen. Im Bereich des Beckens von Konya und auf der Platte von Obruk wird dagegen immer noch viel Kleinviehhaltung betrieben. Auf je 10 Familien kommen meist über 100 Stück Kleinvieh. Die Artemisiasteppen des Beckenbodens sind eine besonders gute Schafweide, Schafherden waren bis vor Kurzem das wichtigste Wirtschaftsgut des Konya-Beckens, und der Ova-Boden ist erst in der jüngsten Vergangenheit stärker mit Dörfern besiedelt worden. Die dortigen Orte und ihre Feldkulturen sind zumeist nach und nach an die Stelle von Unterkünften der Weidewirtschaft getreten. An vielen Stellen der Ova zeigt die Kulturlandschaft mittlerweile eine bemerkenswerte Mannigfaltigkeit. Auf den Bewässerungsfeldern werden Getreide, Mohn, Obst und Zuckerrüben kultiviert, und in ihrer Folge haben sich in oder vor Städten Zuckerraffinerie, Teppichknüpferei, Kelimweberei und differenziertes Handwerk in Form von Industrie-, Handwerks- und Gewerbevierteln (Sanayı Çarşısı) entfaltet. Die größte Bier-Brauerei der Türkei floriert bei Çumra unmittelbar an der Bahnstrecke zwischen Konya und Karaman. Konya wurde örtliches Marktzentrum im Umkreis von mehr als 100 km bis hin zu den Kreisstädten Beyşehir, Seydişehir, Bozkır und Hadım im Taurus, die selbst z. T. große Märkte aufweisen. Ähnliches gilt für den jüngst zu einem Provinzzentrum aufgestiegenen Ort Karaman, ja selbst für eher ländliche Siedlungen, wie Kazımkarabekir.